# ダンジョンに出会いを求めるのは間違っているだろうか
『ダンジョンに出会いを求めるのは間違っているだろうか』（ダンジョンにであいをもとめるのはまちがっているだろうか）は、大森藤ノによる日本のライトノベル、およびその派生作品群。2013年1月からGA文庫（SBクリエイティブ）より既刊45冊（本編20冊、外伝15冊、その他派生作品10冊、2025年1月現在）が刊行されている。本編のイラストはヤスダスズヒトが担当、派生作品のイラストははいむらきよたか、ニリツ、かかげが担当する。また、本作品を原作とする漫画、テレビアニメ、劇場版アニメ、ゲームなどの作品がメディアミックスされている。略称は「ダンまち」。

## 概要
本作品は円形都市オラリオとその地下に広がるダンジョンを主な舞台とする神の眷族が織り成すファンタジーであり、本編は駆け出しの冒険者である主人公ベル・クラネルがオラリオで出会ったヒロインたちを救い、仲間との絆を育みながら英雄へと成長する物語である。外伝『ソード・オラトリア』は本作品のヒロインであるアイズ・ヴァレンシュタインの実力を遺憾なく発揮できる場として企画された派生作品であり、『ファミリアクロニクル』シリーズは本編と外伝で掘り起こしきれないキャラクターたちの過去を描くための作品である。
本作品は作者である大森藤ノのデビュー作であり、GA文庫大賞を受賞した後、2013年に本作品の本編がGA文庫から書籍化され、2014年には外伝『ソード・オラトリア』が、2017年には『ファミリアクロニクル』シリーズが刊行された。
メディアミックスとしては、2013年に本編が、2014年に外伝『ソード・オラトリア』が漫画化された。2015年に本編のテレビアニメが初めて放送されて、作品に登場する女神ヘスティアのキャラクターが世界中で人気となり、また、2015年には本作品を原作とする初めてのゲームとしてブラウザゲーム『クロス・イストリア』が配信された。2017年には外伝『ソード・オラトリア』のテレビアニメが放送され、『ファミリアクロニクル』の漫画が文庫本と同時連載され、さらにスマートフォン用のゲーム『メモリア・フレーゼ』が配信された。また、2019年には劇場版アニメ『オリオンの矢』が公開された。

## 作風とテーマ

### 物語の背景
作品世界では、千年前よりも昔の時代、ダンジョンから無限に産み出されるモンスターが、問答無用に人間に襲いかかる敵として存在し、かつてモンスターと戦った英雄たちの活躍が様々なお伽噺（英雄譚）として作品が描かれる時代に伝わっている。約千年前に天界より神々が降臨し、神の眷族となった人間たちはファミリアを組織して下界に蔓延るモンスターに対抗するようになり、ダンジョンの上にバベルという巨塔が建設されてモンスターが地下に閉じ込められたため、地上には一定の秩序がもたらされる。本編が開始される15年前にオラリオで最強を誇ったファミリアが黒竜に敗れて全滅し、過激派ファミリアが跋扈する暗黒期がオラリオに訪れるが、5年前にギルドなどにより過激派は鎮圧される。新たなファミリアも台頭し、オラリオに再び安寧がもたらされた時代に本物語が始まる。
本作品に登場する神々は、ギリシャ神話や北欧神話などの世界各地域の神話に登場する神の名を冠し、ヘスティアが炉の神であるなどの作中設定は実際の神話を踏襲している。本作品の神々は天界での退屈に耐えられず下界に降臨し、超越的な能力が封じられる代わりに、神の恩恵を授けた人間に養ってもらい、彼らが織り成す未知の物語を楽しんでいる。人間たちは、ヒューマンの他にエルフなどが登場し、神々から恩恵を授けられた者にはロールプレイングゲームのようなレベルや能力などを数値で示した神聖文字が体に刻まれる。これにより、モンスターと戦うことができるように心身が強化され、魔法などの超常的な力も使えるようになる。冒険者と呼ばれる神の眷族は、未知への探求心から、またモンスターとの戦闘により得られる富や栄誉を求め、ダンジョンに挑戦しており、オラリオの冒険者は残された黒竜の討伐を望む作品世界の人々から新たな英雄として期待されている。

### 物語の構成
主人公のベル・クラネルは、英雄譚のような異性との運命の出会いに憧れてオラリオにやって来て、ヘスティアのファミリアに入団した駆け出しの冒険者であり、物語では様々な出会いと冒険を通じたベルの成長、そして出会いの結実やファミリアの絆が物語で展開される。素朴で純粋な動機でダンジョンに挑むベルの行動が次々とヒロインを救うことに繋がり、無意識的にヒロインたちから想いを寄せられてゆくストーリ展開や、憧れを目指して努力や友情によりベルが強くなってゆく昔ながらの少年漫画のような「熱血」な展開が本作品の特徴となっている。ラブコメや俺TUEEE系の主人公と異なり純真で真っ直ぐであり続けるベルの姿や、その他の登場人物たちの葛藤や成長、そして作品世界の壮大な背景にも焦点が当てられ、人間の心の複雑さや成長の喜び、人間関係の美しさも描かれており、これらが本作品の大きな魅力になっている。

### 創作意図
作者の大森藤ノは、本編をベルと周囲の者の成長譚と位置付けており、作品の世界観は外伝の方が迫っていると評している。作者はベルの成長を魅力的に描写するために、作品に登場する神の設定やベルの能力に関する仕掛けを考え、ベルを物語の最初から最強主人公としなかった。また、作者は、ハーレム展開においてその答えの提示は避けられないと考えており、ベルをいつまでも鈍感系の主人公とせず、ヒロインを明確に振るエピソードを描いている。
また、本作品の世界観はファンタジーだが、作中の設定はゲームが意識されており、作者はゲームからインスパイアされた多くの設定をファンタジーの世界に溶け込ませるように苦心して作品を作り上げている。この理由は、作者が沢山の人に作品を読んでもらえるようにと意図し、制作当時に流行していたキャラクターの能力を数値化する設定を取り入れようと考え、ゲームにおける経験値などのシステムを参考にしたためである。ただし、作者によれば、ゲームからインスパイアされた設定は、ネット上に公開されている多くのゲーム関連の二次創作作品から間接的に受け取ったものであり、参考とした特定のゲームはないと述べている。

## 本編あらすじ

### 本編 第一部
主人公ベルとヒロインたちの出会い、ベルの最初の冒険などが描かれる。
本編 第1巻
ヘスティア・ファミリアに所属する唯一人の眷族で駆け出しの冒険者であるベル・クラネルは、単独でダンジョンに臨み、我流でモンスターと戦っていた。いつものように上層で戦っていたベルは、不運なことに中層級の強さをもつミノタウロスに襲われる。成す術もなく追い詰められたベルは、ロキ・ファミリアの女性冒険者アイズ・ヴァレンシュタインに助けられたが、礼も言わずにその場から逃げ去ってしまう。あまりの衝撃的な出会いにより、アイズに一目惚れしてしまったベルは、彼女に釣り合うような立派な冒険者となろうと決心する。これが切っ掛けとなりベルにスキル憧憬一途が発現して規格外の成長が始まる。
ダンジョンに向かう道すがらに出会った「豊穣の女主人」のシル・フローヴァから招かれ、酒場で食事をとっていたベルは、女神ロキとその眷属の会話が耳に入り、憧れの人であるアイズの前で自分が嘲笑されたことに耐え切れず、酒場から逃げ出してしまう。自分の現状を思い知らされたベルは、憧れの人に追いつくために強くなると心に誓う。ベルの願いを叶えたい女神ヘスティアは、神友である女神ヘファイストスに強引に頼み込んで神（ヘスティア）のナイフを作製してもらう。
ベルはヘスティアと共にガネーシャ・ファミリアが主催する怪物祭に出掛けるが、ベルを見初めた女神フレイヤの暗躍により、モンスターが地上に解き放たれる。逃げ出したモンスターは執拗にヘスティアを狙うものの、ベルがヘスティアから託された神のナイフを使って格上のモンスターを辛うじて打倒し、事無きを得る。
本編 第2巻
ベルを担当するギルド職員エイナ・チュールは、駆け出しのベルの不用意な行動を心配していたが、ベルの異常な成長を確認した後、成長したベルに相応しい防具を準備するために、ヘファイストス・ファミリアの店にベルを誘う。ベルは店の片隅にあった防具を気に入り、有り金を叩いて購入する。
ベルの成長を促すフレイヤの企みにより「豊穣の女主人」へ魔導書が届けられ、シルがこれをベルに貸し与えたことで、ベルに魔法ファイアボルトが発現する。ベルは喜びのあまり魔法を使いまくり、精神疲弊を起こしてダンジョン内で意識を失う。偶然にもアイズが気絶したベルを介抱するが、意識を取り戻したベルは再び逃げ出してしまう。
ベルは冒険者に追われていたリリルカ・アーデと出会う。ベルが持つ神のナイフに目を付けたリリルカは、魔法で外見を変えてベルに近づき、サポーターとしてベルとパーティを組むようになる。リリルカはベルの信用を利用して神のナイフを窃取するが、「豊穣の女主人」のリュー・リオンに取り返される。再度、リリルカはベルの命を顧みない策を決行し、ダンジョンで神のナイフを盗み出すことに成功する。地上に戻ろうとしたリリルカは、自身が所属するソーマ・ファミリアの団員による罠に嵌って命の危機に晒されるが、ベルが間一髪で駆けつけて九死に一生を得る。リリルカは騙し続けてきたベルに救われたことに困惑したが、ベルの純粋な優しさに心を打たれ、本当の意味でベルのサポーターになると決意する。
本編 第3巻
エイナの計らいによりアイズと対面したベルは、これまでの礼をアイズにしっかり伝え、アイズからの提案で戦い方を教えてもらえることになる。口下手なアイズは実戦形式の訓練を通じて、戦闘の技と駆け引きの基礎をベルに授ける。フレイヤは魔法を得て輝きが増したベルの更なる成長を望んでおり、ファミリアの団長オッタルとの会話から、ベルの成長を妨げている原因がミノタウロスへのトラウマにあると考え、ベルがトラウマを克服するための舞台の準備をオッタルへ命じる。フレイヤの命を受けたオッタルはダンジョンの上層で片角のミノタウロスを鍛え上げ、これをベルに直接ぶつけて彼の成長を促すことにする。
エイナから得た情報から、ヘスティアはリリに対して懐疑的だったが、リリの言葉とベルの判断を信用してリリを受け入れる。ベルはリリとのパーティを続け、リリと共にダンジョンに潜るが、オッタルに調教された片角のミノタウロスと対峙してしまう。トラウマにより恐怖で怯えるベルだったが、リリだけは何とか逃がし、戦いながら自身も逃げる算段をしていた中、アイズが駆けつけてベルを助けようとする。ベルは憧れの人に再び助けられることを拒み、自身で決着をつけるべく片角のミノタウロスと真正面から戦う決意をする。
ベルはアイズから教わった技と駆け引き、魔法、神のナイフなど、自身の全てを賭して片角のミノタウロスと戦い、最後は立ったまま精神疲弊で意識を失ったが、片角のミノタウロスに勝利する。ベルの戦う姿は、それを目撃したアイズとロキ・ファミリア幹部たちに衝撃を与え、自分たちが冒険者であることを再認識させる。

### 本編 第二部
ベルの仲間となる者たちのヘスティア・ファミリアへの集結などが描かれる。
本編 第4巻
中層級のミノタウロスを単独で倒したことで、ベルは僅か1か月半という前代未聞の最短記録でLv.2にランクアップし、これにより新たなスキル英雄願望が発現し、神々から二つ名「未完の少年（リトル・ルーキー）」を授けられる。オラリオで一躍注目の的となったベルは、神々からの疑惑と多数の冒険者からのやっかみも買うことになる。
ベルはミノタウロスとの死闘で傷んだ防具を新調するために、ヘファイストス・ファミリアの店を訪れ、元の防具の製作者である鍛冶師ヴェルフ・クロッゾと出会う。ヴェルフから専属契約とパーティの打診を受けたベルは、リューからパーティの仲間を増やすことを勧められていたこともあり、ヴェルフの提案を受け入れてリリを含めた三人でパーティを組む。エイナと相談の上、装備を調えたベルたちはダンジョンの13階層を目指す。
クエスト×クエスト
同時掲載の短編。時系列は本編第3巻2章と3章の間に相当する。
ベルは懇意にしているミアハ・ファミリアの団長ナァーザ・エリスイスから冒険者依頼を引き受ける。その報酬が見合わないことをリリに見抜かれたナァーザは、男神ミアハに咎められる。ファミリアにはナァーザの義手を作製した ディアンケヒト・ファミリアに対する莫大な借金を抱えており、そんなファミリアを救うためにナァーザは報酬をごまかしていたと吐露する。
女神へのカンパネラ
同時掲載の短編。時系列は本編1巻の開始前に相当する。
結成したばかりのヘスティア・ファミリア。日々の生活の中、ベルとヘスティアはお互いの理解を深めてゆく。そんなある日、ベルが武器屋の店先で剣を、ヘスティアが商店の店先で髪留めを、物欲しそうに眺めているところをお互いが目撃する。

本編 第5巻
ベルたちのパーティは順調に13階層を踏破していたが、タケミカヅチ・ファミリアのパーティから怪物進呈され、15階層へ落とされてしまう。遭難したベルたちは、場所と被害状況を考慮したリリの提案により、上層へ戻るよりも危険だが最短コースを選択し、安全地帯である18階層へ逃げ込む決断をする。一方、ベルたちの危機を察したヘスティアは、男神ヘルメスとそのファミリアの団長アスフィ・アル・アンドロメダ、そして助っ人を頼まれたリューと共にベルたちの救助に向かう。
ベルたちのパーティは命辛々18階層に到着し、遠征からの帰還の途にあるロキ・ファミリアに救われる。救助に向かっていたヘスティアたちとも合流できたベルたちは、ロキ・ファミリアの団員やヘルメスらと交流し、しばし穏やかな時を過ごす。ロキ・ファミリアが上層へ出発した後、一部の冒険者（モルド）の嫉妬と悪意を利用したヘルメスの策略によりヘスティアが攫われてしまう。ヘスティアは神威を開放することで冒険者たちから解放されたが、神威を感じとったダンジョンが階層主の変異種である漆黒のゴライアスを生み出してしまう。
漆黒のゴライアスの誕生により上層への通路が塞がれたため、ベルたちとリヴィラの街の100人を越す冒険者たちは力を合わせて漆黒のゴライアスに立ち向かうことになる。漆黒のゴライアスの異常な再生能力に苦戦したが、ステイタスの高いリューやアスフィが主力となって戦い、最終的にベルの英雄願望により漆黒のゴライアスは打倒される。
本編 第6巻
18階層からの帰還後、ベルは恋多き男神アポロンに目を付けられる。アポロンはベルを我が物にするために策略を巡らし、本拠を襲撃してベルを追い回し、ベルを孤立させるためにリリをソーマ・ファミリアに捕えさせて、ファミリア同士の総力戦である戦争遊戯を実現する。オラリオ以外の冒険者一人の助っ人が認められたが、戦争遊戯の内容が攻城戦となったことで団員1人のヘスティア・ファミリアの勝利は絶望的となる。
ベルは再び特訓をつけてもらうためにアイズを訪ね、アイズと対人戦を想定した1週間の猛特訓を行う。この間、ヘスティアはリリを救出すべくソーマ・ファミリアの本拠に殴り込みをかける。男神ソーマは神酒の誘惑を乗り越えたリリを認め、リリは正式にヘスティアの眷族となる。また、ヤマト・命はベルたちへの怪物進呈を悔やみ、恩を返すために男神タケミカヅチに自ら申し出て1年間限定でヘスティア・ファミリアに改宗し、ヴェルフも友のためにヘファイストスの許しを得て改宗する。助っ人としてリューが参戦することになり、ヘスティア・ファミリアは5人で戦争遊戯に挑む。
戦争遊戯では、リリが変身魔法を駆使して城内を攪乱し、リューがクロッゾの魔剣を用いてアポロンの団員の半数を城外に引きつけ、命が残った城内の半数を重圧魔法により動きを封じる。ベルとヴェルフが僅かに残った団員との個人戦に持ち込み、圧倒的な数の不利をひっくり返す。シルから貰ったアイテムの助けもあり、ベルはレベルの差を物ともせずアポロン・ファミリアの団長ヒュアキントス・クリオを一騎打ちで討ち取り、戦争遊戯はヘスティア・ファミリアの勝利で終わる。
本編 第7巻
戦争遊戯に勝利したヘスティア・ファミリアはアポロン・ファミリアから没収した財産や新たな本拠「竈火の館」を手に入れ、ベルは僅か1か月でLv.3にランクアップを果たす。
その喜びも束の間、女神イシュタルが支配する歓楽街に、命の幼なじみサンジョウノ・春姫と似た狐人が捕らわれているとの噂を聞きつけ、真相を確かめるためにベルたちは歓楽街へ向かう。歓楽街で迷ったベルは戦闘娼婦アイシャ・ベルカに絡まれ、イシュタル・ファミリアの団長フリュネ・ジャミールから追い回され、とある娼館の部屋に身を隠したベルは娼婦である春姫と出会う。
本拠に戻ったベルたちは春姫を身請けするために、高額な冒険者依頼を引き受けるが、これはイシュタルが画策した罠であり、ベルと命は歓楽街に監禁されてしまう。二人は春姫の助けで牢から逃げ出すが、春姫が今夜行われる殺生石の儀式で犠牲になると知り、春姫の奪還を決意する。ベルは歓楽街を攪乱するための囮となり、その間に命が春姫の救出に向かうが、娼婦である自分は救われる価値がないと語り、春姫は救出を拒む。ベルと命は殺生石の儀式に乱入し、命が魔力暴発による決死の一撃を放ち、その隙に間一髪でベルが殺生石を破壊する。二人の姿を見た春姫は救って欲しいという本心を初めて吐露するが、アイシャによって連れ去られてしまう。
イシュタルの動きを内偵していたフレイヤは、ベルに手を出したイシュタルを許さず、全面戦争を決断する。フレイヤの眷族による一気果敢な攻勢によりイシュタルの眷族は悉く打ち倒される。その混乱の中、アイシャは、けじめを付けるためにベルと対峙してベルに覚悟を問う。ベルは真っ向勝負でアイシャを撃破し、あなたを救いにきましたと春姫に告げる。
フレイヤの手で崖下に突き落とされたイシュタルが天界に送還され、歓楽街と共にイシュタル・ファミリアは壊滅する。
本編 第8巻
ラキア王国の男神アレスが三万の眷族を率いてオラリオに出兵してきたため、ギルドはロキとフレイヤの派閥に防衛の任に当たらせる。眷族のレベルの違いから戦力差が圧倒的なため、オラリオでは平穏な日常が流れ、ヘスティア・ファミリアでは新たに仲間となった春姫の力をダンジョンで確認していた。
ベルはダイダロス通りの孤児院に通うシルを見かける。シルと孤児と戯れた後、ベルは孤児から地下調査を依頼され、血塗れのモンスターと戦いとなる。ベルはモンスターに違和感を抱いて苦戦するものの、フレイヤの眷族（アレン）によってモンスターは打倒される。
ヴェルフは戦争の混乱に紛れてオラリオに侵入したラキア王国の父と再会し、父からクロッゾの魔剣の作製を頼まれる。ロキ・ファミリア団長フィン・ディムナの指示により、ヴェルフを見張っていたヘファイストスの団員により、アレスの眷族らは捕縛される。ヴェルフの確保には失敗したアレスだが、ヘスティアを捕まえたためオラリオから撤退する。ヘスティアの拉致を知ったロキによる素早い対応により、アイズとベルはベオル山地でアレスたちに追いつき、乱戦の混乱で崖下の川へ落下したヘスティアを助けてエダスの村で休息をとる。村ではかつて神の眷族であった村の長老が天に召され、これを看取ったヘスティアは悠久を生きる自分を恐れずに、自分と向き合って欲しいとベルに告げる。
ヘスティアの拉致に失敗したアレスは、ロキたちに捕縛される。アレスはオラリオの捕虜になった団員のステイタスを封印した上、団員と共にオラリオから追放され、ラキア王国との戦争は終結する。

### 本編 第三部
異端児による事件を経験したベルの葛藤、覚悟、精神的な成長などが描かれる。
本編 第9巻
リヴィラの街の冒険者依頼に借り出されたベルは、19階層で傷ついて怯えた竜女と出会う。竜女にはモンスター特有の恐怖感がなく、ベルが傷を癒すために近づくと、竜女は人語を話し始める。驚愕したベルは冒険者たちから咄嗟に竜女を外套で隠して「竈火の館」へ連れ帰ってしまう。竜女はウィーネと名付けられ、生活を共にするに連れ、ベルと春姫を筆頭にヘスティア・ファミリアに馴染んでゆく。
ウィーネとベルたちを密かに監視していたギルドの主神ウラノスは、ヘスティア・ファミリアへ強制任務を発令し、ベルたちはこの指示に従ってウィーネと共に20階層へ向かう。指定された未開拓領域へ進んだベルたちは、蜥蜴人に襲われる。蜥蜴人は春姫とリリが必死にウィーネを庇う姿を見て人語で笑い出し、自らをリドと名乗り、ベルたちを試していたと謝罪して握手を求める。戸惑いながらベルがこれに応えると周囲から歓声が沸く。リドは自分たちを異端児と名乗り、ベルたちを歓迎するための宴会が始まる。異端児との交流後、ベルは別れを惜しみつつウィーネをリドたちへ託す。この時、ベルは異端児を狙う狩猟者の存在を初めて知る。
ウィーネを追っていた冒険者たちはイケロス・ファミリアの団員であり、その団長ディックス・ペルディクスは取り逃がした上物の狩猟を諦めていなかった。ディックスはウィーネが起こした街での騒動や男神イケロスの情報から、ウィーネとヘスティア・ファミリアとの関係を確信し、地上から20階層へ向かうベルたちを監視して追跡していた。しかし、ウラノスの指示を受けたヘルメスたちの二重尾行に気付いたディックスらは、その正体を露見することなく拠点へ撤退する。
本編 第10巻（章は第9巻から継続）
ディックスたちは罠を張り、「隠れ里」へ向かう異端児を24階層で惨殺し、ウィーネを攫うことに成功する。一方、フェルズ作の眼晶を通じて惨劇を目撃した異端児は、復讐とウィーネの救出のために殺された仲間の臭いを辿りリヴィラの街を襲う。これを知ったウラノスはベルを加えたガネーシャ・ファミリアを討伐隊と称して18階層へ向かわせる。
一部の異端児が討伐隊を足止めする中、狩猟者を拷問してウィーネの行き先を聞き出したリドたちは、開放された隠し扉から「クノッソス」に進入する。これを待ち構えていたディックスは呪詛を放ち、正気を失ったリドたちは同士討ちを始める。偶然手に入れた鍵（ダイダロス・オーブ）を用いてクノッソスに侵入したベルは、ディックスの手で見上げるほどの怪物にされたウィーネに襲われる。それでもウィーネを助けようとするベルにディックスは偽善者と罵るが、ベルは助けを求める者に人もモンスターも無いと叫ぶ。この叫びに感動して正気を取り戻したリドたちはベルと共闘してディックスを追い詰める。ディックスはウィーネに呪詛をかけて地上へ誘導してベルとリドたちに後を追わせ、その隙にクノッソス内部に逃れるものの、討伐隊を難なく制してクノッソスに侵入したアステリオスにより一撃で両断される。
地上では暴走したウィーネとロキ・ファミリアが対峙し、ベルは衆目の前で彼らに立ち向かう。アステリオスが単独でロキの第一級冒険者たちと戦い、この隙にリドたちは散り散りとなって逃亡する。一方、ベルは冒険者たちに攻撃を仕掛けながらウィーネを追走するが、長槍がウィーネを貫き、ベルは最期の時を迎えるウィーネを抱きしめる。その胸の中から大量の灰がこぼれ落ちた瞬間、フェルズのみに許された蘇生魔法が捧げられ、奇跡が起こる。
イケロスがオラリオから追放処分となりイケロス・ファミリアは壊滅し、ひとまず事件は終息したが、異端児たちは未だ地上に取り残されていた。
本編 第11巻
イケロスからクノッソスの情報を得たフィンは、ダイダロス通りを封鎖する。オラリオではモンスターを庇ったベルに対する失望が蔓延していたが、ベルたちは眼晶を用いてリドたちと連絡を取り、ヘルメスから得た「ダイダロスの手記」を元に、クノッソスの出入口からリドたちをダンジョンへ帰還させる作戦を決行する。
ナァーザとリューの協力を得てベルは囮として動き回り、リリはフィンに変身してロキ・ファミリアの布陣を切り崩し、ヴェルフと命、ヘファイストス・ファミリアの団長椿・コルブランドが魔剣とフェルズ作の魔道具を駆使してロキの眷族に対抗する。この混乱の中、リドたちから逸れたウィーネを春姫とベルが助けに向かい、春姫とアイシャがベートを足止めするが、アイズに追い付かれる。ウィーネはベルを守るために必死の想いをアイズへ訴え、自分の過去とウィーネを重ねたアイズは二人を見逃してしまう。ウィーネは孤立していた異端児と共にアステリオスから譲り受けた鍵を使い、ベルの案内で孤児院の地下からダンジョンへ帰還する。一方、地下に逃れたリドたちは「ダイダロスの手記」が示す場所に到達するが、その場に出入口はなく、ヘルメスが待ち構えていた。この「ダイダロスの手記」はアスフィ作の偽物であり、ヘルメスはベルの名誉回復のために本当の出入口を教える代償にリドたちへ犠牲を求める。
石竜のグロスが再び地上で暴れてベルに討たれようとするが、ベルはこれを受け入れず、膠着した場にアステリオスが割って入り、アステリオスはベルに”再戦”を熱望する。オッタルたちがロキ・ファミリアを抑えたことで、衆目の前でベルとアステリオスの一騎打ちの激闘が進められる。激闘はアステリオスの勝利に終わり、彼はベルに次の戦いを誓ってダンジョンへ去ってゆく。この戦いの結果、全ての異端児がダンジョンに帰り着き、神の思惑を超えた衝撃を人々に与え、ベルは敗北の悔しさに涙する。

### 本編 第四部
作者は第四部を『豊穣編』と名付けており、オラリオを巻き込んだベルの奮闘と「豊穣の女主人」のリューとシルの救済が描かれる。
本編 第12巻
ベルはアステリオスに敗北したが、街の人々から軽蔑や非難の目を向けられることもなくなる。ベルは2か月でLv.4へランクアップを果たし、新しい二つ名「白兎の脚（ラビット・フット）」を得る。
ギルドから遠征の強制任務を与えられたヘスティア・ファミリアは、特訓や準備を進めていた。これまで懇意にしてきたミアハの派閥からダフネ・ラウロスとカサンドラ・イリオンが、タケミカヅチの派閥からカシマ・桜花とヒタチ・千草が参加し、個人参加のアイシャを含めた派閥連合でベルたちは遠征へ出発する。
ベルは異端児の事件を経て、強くなる覚悟、偽善者となる覚悟を決め、頼もしさと安心感が格段に増していた。パーティは目標である25階層へ進攻し、巨蒼の滝に感嘆しつつ、強制任務の要求アイテムや迷宮のお宝を順調に入手する。目的を果たし、24階層へ引き返そうとしたベルたちは、エルフの冒険者（ルヴィス）を襲うモンスターと遭遇し、戦闘の末に追い返す。このモンスターは狡賢く多くの冒険者たちを襲撃してきた強化種であり、ベルたちはルヴィスの仲間とモンスターの種子に寄生された千草を救うべく、強化種の打倒を決意する。ところが、強化種が仕掛けた罠に嵌り、ベルが一人分断される。ベルは強化種により巨蒼の滝から突き落とされるものの一命を取り留め、滝壺で人魚の異端児マリィと出会う。マリィの血により全回復したベルは彼女の案内でリリたちの下へ急行する。一方、リリたちはルヴィスの仲間を確保し、さらに同じ強化種に襲われたドワーフたちも引き連れ、ベルの無事を信じて24階層まで撤退を図っていたが、大量の魔石を喰らうことで能力向上を果たした強化種に追い詰められる。
間一髪でリリたちの下に駆け付けたベルは自らの力で考案した魔法と斬撃の同時蓄力による新技である聖炎の英斬により強化種を打倒する。ベルたちは傷付いた冒険者と共にリヴィラの街へ戻るが、リューによる殺人事件の報が伝えられ、衝撃を受ける。
本編 第13巻
リューの潔白を信じるベルたちは、冤罪を晴らすために疾風の討伐隊に参加する。カサンドラは討伐隊が破滅する予知夢を見て恐怖を抱くが、自身も討伐隊に同伴してベルたちを救う決意を固める。24階層に到着した討伐隊は二手に分かれ、ベルは27階層へ向かう選抜隊に同行し、リリたちはリューの犯行を証言した冒険者（ターク）を監視するために24階層で待機する。
27階層に到着した選抜隊の下に爆発音が響き渡り、ベルは単独でその場に急行し、殺気と共に冒険者（ジュラ）を踏みつけるリューを発見する。ベルはジュラの古傷を確認し、殺人事件がリューに恨みを持つジュラの自作自演であると確信する。企みが露見したジュラは調教した深層のモンスターであるラムトンをベルたちに嗾ける。一方、リリたちは25階層へ向かったタークを追跡するものの、痺れを切らしたタークはラムトンをリリたちに嗾け、その隙に大量の火炎石を爆発させて25階層を大規模破壊し、ジュラの思惑の通りダンジョンからジャガーノートが生み出される。ジャガーノートは討伐隊を襲撃し、水の迷都は冒険者の血で赤く染まり、カサンドラが予知した厄災が始まる。リューはジャガーノートに対するトラウマが原因で十全でなく、ベルが一人立ち向かうが、その破爪に右腕を切断されて首の骨まで砕かれる。戦いを見守っていたマリィがベルの腕を繋いで全快させ、ベルは再び戦いの場に戻り、カサンドラの勧めで装備したアイテムを盾に超近接戦を仕掛け、聖火の英斬でジャガーノートに深傷を負わせる。その隙に、ジュラは傷付いたジャガーノートの調教を試み、リューの殺害を命ずるが、逆にジャガーノートに瞬殺される。
瀕死のリューとベルはジュラの最期の命令に従ったラムトンにより37階層へ落とされる。一方、25階層では次産時期を無視して誕生した階層主（アンフィス・バエナ）が、ベルの救助に向かおうとするリリたちに襲い掛かろうとしていた。
本編 第14巻（章は第13巻から継続）
前半
双頭の水竜（アンフィス・バエナ）と対峙したリリたちはヴェルフの言葉で戦意を漲らせ、リリの指揮の下、春姫の魔法により能力が底上げされたパーティで超格上の敵を順調に削ってゆく。双頭の水竜の起死回生の行動で戦況が一変するが、命が自爆覚悟で水中から魔法を放って双頭の水竜を抑え込み、桜花が命の魔法による勢いを借りて、その片首を切り落とす。続けざまにアイシャが斬撃により魔石を打ち砕き、辛うじて双頭の水竜を討伐する。これまでの破壊や戦闘の余波で水の迷都が崩壊しかける中、カサンドラが予知夢の解釈に成功して26階層への進行を訴えた結果、ダンジョンの崩壊から逃れることに成功する。
リリたちはベルを助けに向かうが、モンスターの異常発生に苦戦する。窮地を切り抜けるためにヴェルフはダンジョンで魔剣の鍛冶を敢行し、朽ちない新たな魔剣の創製に成功する。魔剣により危機を乗り越え、リリたちは道中で遭遇した討伐隊のリーダの案内でベルのいた27階層へ到着するが、大量のモンスターに包囲される。間一髪でヘスティアに依頼された椿たちと、ウラノスに依頼された異端児の救出隊に救われる。異端児は引き続きベルが落とされた37階層へ救出に向かい、リリたちと椿らもこれに同行する。
後半
孤立無援で絶望的な状況の中、満身創痍のベルとリューは協力して37階層からの脱出を試みるが、リューは自身を犠牲にしてでもベルを助ける決意を固めていた。上層へ向かうために、二人はモンスターが無限発生する闘技場を通り抜けようとするが、死を覚悟したリューはベルを騙して彼だけを上層への連絡路へ向かわせ、魔法により連絡路を破壊する。しかし、闘技場に残ったリューを救うべく、別の連絡路から戻ってきたベルは、英雄願望を付した火炎石を爆発させ、モンスター諸共、闘技場を破壊する。
崩壊した闘技場の下の安全地帯に落ちた二人は束の間の休息を得る。リューは、かつて所属していたアストレア・ファミリアでの情景を回想し、見殺しにした仲間、正義への裏切りなどについてベルに吐露するが、ベルはリューの正義は生き続けていると告げる。ベルの言葉が染み渡り、リューはこれまで苦しんできた罪悪感から救われる。回復した二人は意を決して再出発し、正規ルートを見つけて上層へ急ぐが、ジャガーノートが待ち構えていた。二人は狭隘な通路に逃げ込んで窮地を凌ぎ、ジャガーノートの攻撃で傷を負ったリューを休ませ、ベルは一人で対決の場へ赴く。リューは夢の中でかつての仲間と邂逅して勇気を得て、ベルと共に生き抜く意思を固める。
ベルが再びジャガーノートに真っ向勝負を挑む中、トラウマを乗り越えたリューが駆け付ける。リューは魔法の並行詠唱を行い、ベルは聖火の英斬を発動し、ジャガーノートへ駆け引きを迫る。かつての仲間を想いながらジャガーノートを追い詰めたリューが魔法を直接打ち込み、ついにジャガーノートを打倒する。精根尽き果てたベルとリューは倒れ込み、意識を失いかけるが、異端児、椿たち、リリたちが到着してベルとリューは命を繋ぎ、地上に帰り着く。

本編 第15巻
ベルはジャガーノートとの戦闘で破壊された左腕の治療経過を、オラリオで最高の治癒師アミッドに診て貰う。遠征後の無理が祟ったベルは、左腕をギプスで完全に固定された上で絶対安静を言い渡される。ヘスティアは遠征後のドタバタで延び延びとなっていた団員のステイタスを更新し、ベルの異常なアビリティ向上に頭を抱える。命も大幅にステイタスが向上し、リリは念願のランクアップを果たし、ヴェルフや春姫には新たなスキルが発現する。浮かれるリリに対する配慮とアイシャの助言から、春姫はランクアップを保留する。
リリはファミリアの実力以上の成果を伏せるために、遠征を失敗としてギルドへ報告する。ベルはエイナにだけ事実を伝えるが、あまりの内容にエイナは机に突っ伏してしまう。ヴェルフはヘファイストスに新たな魔剣を認めてもらい、飛び上がりたいほど歓喜する。それぞれ、自身の確かな前進を噛み締め、ふとオラリオに来た昔を振り返る。その後、ベルのギプス脱装と、リリ、ダフネとカサンドラのランクアップのお祝いも兼ねて、ベルたちは「豊穣の女主人」で宴会を行い、シルたちからも無事の帰還を祝福される。リューは自身の感情に混乱してベルを避けていたが、ベルの願いでアストレア・ファミリア時代の思い出を語る。春姫の経験値稼ぎのためにダンジョン上層に潜ったベルたちは、リリの上機嫌な様子に苦笑し、春姫の一向に戦えない様子に難儀していたが、命だけは春姫と出会ったころを思い出して春姫の成長を確信する。
ダンジョン探索を再開したベルたちは同業者の死に立ち会う。折しもベルがオラリオに来てから半年、オラリオでは過去の英雄たちを哀悼し、亡くなった冒険者を弔う挽歌祭が開かれていた。同業者の墓前に参ったベルは英雄たちの記念碑の前でアイズと出会い、迷宮神聖譚の大英雄とアイズの名の類似性に気がつき、驚愕する。
本編 第16巻
"シル"はフレイヤとの交渉の末、自身の望みを叶えるためにベルとのデートを決意する。フレイヤの侍従頭ヘルンからシルの手紙を受け取ったベルは、シルの本意を確かめるために「豊穣の女主人」へ向かうが、その道中でフレイヤの眷族ヘディンに拐われ、シルの相手として相応しい紳士とすべく、ヘディンによる容赦ない教育がベルに施される。
女神祭の1日目、ついにベルとシルのデートが始まる。ベルは特訓の成果を活かし、見事にシルをエスコートし、シルはベルのらしくない振る舞いに胸を高鳴らせる。多くの監視の目を巻いた二人は楽しい時を過ごすものの、船上レストランでシルの護衛を務めるフレイヤの眷族に襲われる。二人は船から水路に飛び込み、ずぶ濡れになりながら宿に逃げ込み休息をとるが、夜の12時にシルは眠っているベルに気付かれることなく一人宿を後にする。
女神祭の2日目、目覚めたベルは工業区で"シル"を発見するが、フレイヤの眷族（ヘグニ）に襲撃される。偶々居合わせたアイズがヘグニらと対峙し、二人は僅かな時間を得て廃墟に身を隠す。"シル"は突然ベルに抱き着きナイフで殺害を試みるが、ベルは初めからこの"シル"が偽者であると見抜いており、ナイフを抑えて何者かと誰何する。彼女はベルとの思い出の場所にシル様がいるとのみ語り、ベルはシルから初めて告白された場所に向かう。廃墟ではアレンに襲撃されて変身魔法が解かれたヘルンが、フレイヤとの勝負には敗れたが結果は同じになると笑う。
シルを見つけたベルは、シルから改めて告白される。ベルもシルの望みに真剣に応え、ごめんなさいと告げる。雨に打たれてうつむくシルは、ベルを盗るための準備をオッタルへと命じ、フレイヤへとその姿を変える。望みに決着が着いた娘は死に、拘りが無くなった神は笑う。
本編 第17巻
手段を選ばなくなったフレイヤは、オッタルらにヘスティアの眷族やリューたちを襲撃させてベルの身柄を確保する。フレイヤは眷族の生命と引き替えにベルとの契約解除をヘスティアに迫るが、ヘルメスが神々の定めたルールに従いベルの改宗を半年待つように提案する。両者は不承不承にヘルメスの提案を受け入れるが、フレイヤは魅了の力を行使し、彼女の力を無効化できるベルやヘスティアを除いて、ベルがフレイヤの眷族であるという偽りの認識をオラリオ全体に強制してベルを奪取する。
フレイヤの本拠で目覚めたベルは、自身がフレイヤの眷族であると告げられ、親しい者に会いに行くが、誰もが偽りの認識を当然としている状況を知る。連日の苛烈な洗礼により疲弊したベルは、フレイヤの甘言に心が折れそうになり、自身の存在を疑い始める。一方、ヘルメスの指示で郊外に避難したアスフィは、共に避難したリューの回復の後にオラリオの偵察を開始するが、シルの正体を知って混乱したリューはフレイヤに捕縛される。絶望の思いが増すベルは、最後の頼みの綱としてアイズと会い、彼女との会話から自身の存在に確信を持つ。一方、状況に違和感を抱いていたヘルメスは、魅了される直前の自身がヘスティアに託した反撃の切り札をアスフィから受け取り、自身の伝言に基づき、冬に備えてオラリオ中の家庭に薪を配布するギルドの仕事を引き受ける。
捕らえられたリューが脱走騒ぎを起こす中、ベルはヘルンと対面し、シルの正体がヘルンでありフレイヤでもあると知る。命を賭けた彼女から苦しむフレイヤを助けて欲しいと懇願され、ベルは二人を救うと決意する。その時、全ての準備が整ったヘスティアは自身の権能を発動し、オラリオ中の家庭の竈に灯された炎を触媒にしてフレイヤの魅了を解除する。フレイヤの暴挙に気付いた怒り心頭の神や人間がフレイヤの本拠を包囲する中、フレイヤはベルを賭けたヘスティア・ファミリアとの戦争遊戯を宣言する。
本編 第18巻（章は第17巻から継続）
戦争遊戯は、ヘスティア・ファミリアを旗手とする47ものファミリで構成された派閥連合とフレイヤ・ファミリアとの対決となる。ギルドの調整により勝負は「神探し」（かくれんぼ）となるが、ギルドはオラリアの二大派閥の潰し合いを避けるために、ロキ・ファミリアの参加を禁止する。
派閥連合の指揮を任されたリリは戦力差に絶望するものの、フィンの協力を得て立てた戦略で「神探し」に臨む。しかし、フレイヤ・ファミリアの指揮を担うヘディンは「神探し」の趣旨を無視した全面戦闘に持ち込み、派閥連合の冒険者は次々と戦線から脱落する。敗戦が濃厚になる中、ミアを初めとする「豊穣の女主人」の女たちが戦場に駆け付け、また、これを期と捉えたヘディンがフレイヤの真の望みを実現するためにファミリアを裏切ったため、突如、戦局はひっくり返る。
Lv.5にランクアップしたベルだが、オッタルとの一騎打ちでは全く歯が立たずにいた。この場にミアとLv.6にランクアップしたリューが現れて三人で協力して改めてオッタルと対峙する。さらに裏切ったヘディンも加わり、春姫の魔法で能力が押し上げられた四人の共闘により、オッタルを倒すことに成功する。ベルは「神探し」の勝利条件を果たすべく、追っ手を振り切りフレイヤの下に駆け付ける。ベルと対面したフレイヤは、街娘であるシルではダメだったから女神である私を選んで欲しいと訴える。しかし、ベルはフレイヤの「伴侶」にはなれないと告げ、戦争遊戯は派閥連合の勝利で終わる。
戦争遊戯に敗れたフレイヤ・ファミリアは解体され、フレイヤにはオラリオ追放の処分が下される。フレイヤはベルへの執心が初めての恋だったと自覚し、ミアと酒を酌み交わした後、粛々とオラリオを去ろうとするが、酒場の仲間とベルに引き留められる。ベルと彼女らに追求されたフレイヤは自身の望みを吐露し、女神の軛から救われて「豊穣の女主人」のシルとしてオラリオに残ることになる。

### 本編 第五部
海上学術機関特区（通称「学区」）におけるベルの学園生活が描かれる。
本編 第19巻
フレイヤ・ファミリアとの戦争遊戯に勝利し、Lv.6のリューが入団したヘスティア・ファミリアは、オラリオ内外から大きな注目を集める存在となる。女神祭から続いた一連の騒動が漸く落ち着いた中、三年ぶりに「学区」がメレンに来航する。
エイナは、これまで我武者羅に進んできたベルに休息も必要と考えて「学区」の見学に誘う。その場に居合わせたヘルメスに唆されたベルは、「学区」に無断侵入してしまう。一騒動あったものの、ベルは身分を隠して内密に学生を体験させてもらう運びになり、エイナの妹であるニイナと出会う。「学区」を運営する神と先生（レオン）から、ニイナを含む4人のパーティを導いて欲しいと頼まれたベルは、サポータとして彼女ら共にダンジョンに潜り、パーティを俯瞰して捉えるという新たな体験を得る。15階層に挑んだニイナたちとベルのパーティは階層崩落に遭遇するが、ニイナらの選択と行動をベルが見守る中、彼女たちは間一髪で18階層のリヴィラの街に転がり込む。ベルはニイナたちへのご褒美として、リヴィラの街の冒険者を護衛に雇い、25階層の巨蒼の滝へ案内する。その光景に感動するニイナたちだが、モンスターに襲撃にされてベルの正体が露見してしまう。
姉に劣等感を抱き将来の夢がないとベルに吐露していたが、ベルとの共闘を体験して心が震えたニイナは、ベルの隣で冒険者になりたいという夢を確立する。地上に戻ったニイナは、会うことを避けていたエイナと対面し、ヘスティア・ファミリアに入団するという夢を楽しそうに語り、エイナは様々な面から驚きかつ困惑してしまう。
本編 第20巻
ヘスティア・ファミリアに戻ったベルは、インターンで訪れたニイナを加えてダンジョンを探索していたが、地上では「学区」の学生たちによるギルドの横暴に対する抗議活動が勃発していた。「学区」がオラリオとの断交も辞さない姿勢を見せる中、ヘルメスら神々は両者を仲裁するために、オラリオ対「学区」で戦って決着をつける祭典の開催を宣言する。
そんな中、レオンの要望により、ベルはニイナと供に、人類の仇敵である黒竜が封印された北の最果ての地（竜の谷）に向かう。その道中、ベルは竜の谷から現れるモンスターによって滅ぼされた街を目の当たりにし、世界で起きている厳しい現実の一端を実感する。竜の谷に辿り着いたベルは、祭典の最終戦としてレオンとの一騎打ちに臨むことになり、現代の英雄と呼ばれるレオンとの実力差に圧倒される。勝ち目が見えない中、精霊の封印を破った強大なモンスターの出現により一騎打ちは中断となり、レオンの意を受けたベルはニイナの力も借りてこれを撃破する。祭典の結果は引き分けで落着し、人類の悲願達成のためにオラリオと「学区」はあらためて協力を誓う。
オラリオに帰還したベルは、不自然に静かだがどこか物々しい雰囲気に嫌な予感がし、バベルに直行する。そこには、遠征に赴いたロキ・ファミリアの面々が傷付いて倒れており、彼らから遠征の失敗とロキ・ファミリアの壊滅、アイズたちが深層に取り残されていると知らされる。

## 派生作品あらすじ

### 外伝『ソード・オラトリア』
『都市の破壊者編』（第1巻から第12巻）
アイズを主人公に据え、本編の裏で同時進行していたオラリオの運命を賭けた事件が描かれる。

#### 外伝 第一部
外伝 第1巻
時系列は本編1巻に相当する。
ロキ・ファミリアはダンジョン59階層へ向けて遠征しており、部隊は50階層の安全地帯に到着し、冒険者依頼を果たすために幹部を中心とした選抜隊が51階層を探索していた。
この探索の中、選抜隊は未知の極彩色のモンスター（巨蟲）と遭遇し、大量の巨蟲による強力な腐食液を用いた攻撃により武器が次々と破壊されたため50階層へ撤退するが、下半身が巨蟲で上半身が女性の人体である未知のモンスターが現れて部隊は窮地に陥る。フィンは遠征の中断および部隊の撤退を決断し、腐食液に対抗可能なアイズだけを未知のモンスターと対峙させ、アイズは部隊の撤退を確認した後、未知のモンスターを単身で撃破する。その後、部隊と共に地上へ撤退中のアイズは、偶然ミノタウロスに襲われた少年（ベル）を助けたが、ベルは脱兎の如く逃げ出してしまう。
地上に戻ったアイズは何故か元気が無く、それを心配したティオナたちが遊びに誘い出して少し調子を取り戻す。その後、アイズはロキにも強引に怪物祭へ連れ出されるが、突如、地上に現れた極彩色のモンスター（食人花）と対峙する。この戦闘に、怪物祭の見学に来ていたティオネとティオナも参戦するが丸腰だっため苦戦し、レフィーヤが重傷を負う。しかし、レフィーヤは執念で起ち上がり、召喚魔法により食人花を氷結し、アイズたちが止めを刺すことで事無きを得る。
外伝 第2巻
時系列は本編2巻開始前から前半に相当する。
ロキはベートと共に食人花の出現ルートを調べ、旧式の地下水路で食人花を発見する。これをベートが退治して地上に戻ったところ、ディオニュソスとフィルヴィスと遭遇し、ロキはディオニュソスから極彩色のモンスターの件で協力関係を打診される。
アイズは怪物祭の騒動で破壊した代剣を弁償するために、単身、ダンジョンで資金稼ぎをするつもりだったが、ベートとガレスを除く派閥幹部とレフィーヤと共にダンジョンに向かう。18階層へ到着したアイズたちは、リヴィラの街で殺された冒険者の犯人捜しに協力することになり、アイズは街の外れで冒険者（ルルネ）を捕える。ルルネから保護を依頼されたアイズは、彼女の荷物が不気味な緑色の宝玉に閉じ込めらた胎児であると確認した後、フィンに判断を求めるために街に引き返そうとするが、冒険者を殺害した謎の女性（レヴィス）から襲われる。レヴィスとの戦闘中に宝玉の胎児が食人花に寄生して精霊の分身へ変異し、これと同時に街にも食人花が大量発生して18階層は大混乱となる。アイズはレヴィスに圧倒されるが、間一髪でフィンとリヴェリアに助けられる。レフィーヤは食人花の群れを魔法で殲滅し、ティオナとティオネにより精霊の分身も打破され、騒動はひとまず沈静化する。
当初予定の通り、フィンたちは37階層まで探索し、十分な成果が得られたため地上へ帰還する。一方、レヴィスが自身を「アリア」と呼んだこと、戦闘で敵わなかったことに思い詰めるアイズは、単身で階層主のウダイオスに挑戦し、その打倒に成功する。37階層からの帰還の途、アイズは精神疲弊したベルと遭遇して介抱するが、気がついたベルが再び逃げ出してしまい、呆然として立ち尽くす。
外伝 第3巻
時系列は本編2巻後半から本編3巻冒頭に相当する。
アイズはLv.6へランクアップしたが、その心はどこか曇っていた。ダンジョンに向かう道中、エイナからベルの救援を依頼されたアイズは、10階層へ急行してベルを手助けする。焦るベルはアイズに気付かずに慌てて上層へ向かい、その場に残されたアイズはフェルズから24階層の食料庫における騒動の調査を目的とした冒険者依頼を引き受け、アスフィたちとパーティを組んで24階層へ出発する。
24階層の騒動についてディオニュソスと相談していたロキはアイズから届いた手紙に驚き、ベートとレフィーヤを24階層へ急遽派遣する。ディオニュソスはロキの信用を得るためにフィルヴィスを同行させる。24階層へ向かう道中のフィルヴィスは頑な態度を取るが、レフィーヤが強引に距離を縮めたことで二人は親しくなってゆく。
アスフィたちは不気味な緑肉で覆われた24階層の食料庫に到達し、6年前の「27階層の悪夢」で死亡したはずのオリヴァス、闇派閥の残党、食人花の群れと戦闘となり、これにレフィーヤたちも加わり乱戦となる。レフィーヤに支援されたベートの攻撃で追い詰められたオリヴァスは、怪人に生まれ変わった自身の正体を明らかにし、自分たちの目的がオラリオの破壊であると宣言する。一方、レヴィスはパーティから分断されたアイズの生け捕りを試みるが、Lv.6の力を得たアイズに圧倒される。オリヴァスの魔石を喰らって能力強化を図るもののアイズたちに追い詰められたレヴィスは、巨大花を暴走させ、緑色の宝玉を「エニュオ」に渡せと仮面の人物（エイン）に告げ、また59階層へ行けとアイズを挑発して撤退する。
地上に帰還したアイズは、エイナの助けで漸くベルと対面し、お互いに伝えたい言葉を交わし合う。心が晴れたアイズだが、思いがけずベルに師事されることになる。
外伝 第4巻
時系列は本編3巻に相当する。
アイズはベルの成長の秘密に興味があり、朝早くからベルとの訓練の場へ出かける。その姿を偶然見かけたレフィーヤはアイズの後を追い、その道中でベルと出会う。その後、拠点に戻ったアイズは、レフィーヤからの思わぬ圧力によりベルとの訓練を打ち明けてしまい、半ば強引にレフィーヤにも師事されることになり、59階層への再遠征までの間、忙しい日々を過ごす。
ロキ・ファミリアは巨蟲対策のために同行を依頼したヘファイストスの眷族と共に再遠征に出発し、その道中の9階層でベルの冒険に立ち会い、衝撃を受ける。その後、部隊は予定通り50階層に到着し、ファミリアの幹部と椿やレフィーヤらを加えた選抜隊が59階層に向かう。52階層で砲竜による階層無視の砲撃を受け、選抜隊は二隊に分断される。砲撃の穴に落下したレフィーヤは、フィルヴィスやアイズとの訓練でものにした並行詠唱を早速実践し、深層のモンスターを一掃してティオネたちと共に58階層に降り立つ。一方、正規ルートで急ぎ59階層へ向かうフィンたちは、53階層でエインが率いる巨蟲の群れに遭遇するが、事前の準備が功を奏して巨蟲を難なく殲滅し、椿がエインの片腕を切断して追い返す。58階層で合流した選抜隊は59階層へ進攻し精霊の分身と対峙する。精霊の分身はアイズをアリアと呼び、アイズに向けて強力な魔法を放ち、選抜隊は壊滅に近い状態となる。フィンはベルを出しにして選抜隊に奮起を促し、レフィーヤを含む幹部たちの突撃により精霊の分身に肉薄し、最期はアイズが止めを刺す。
戦いに勝利したフィンは怪人の企みを地上における精霊の分身の召喚と推測する。一方、地上では、アイズに持たせた眼晶を用いて24階層の争乱を観察していたフェルズは、エニュオが事件の重要神物であると考えるが、ウラノスはエニュオという名の神は知らず、神の言葉では都市の破壊者という意味であると語る。ロキはディオニュソスとヘルメスと対談し、極彩色のモンスターや怪人に対処すべく、ダンジョンのもう一つの出入口を明らかにするために三者間で同盟を結ぶ。

#### 外伝 第二部
外伝 第5巻
時系列は本編4巻後半から本編5巻に相当する。
59階層からの帰還の途、ロキ・ファミリアの部隊は毒妖蛆の異常発生に遭遭して部隊が行動不能となり、18階層での休息を余儀なくされる。そこに、中層で遭難したベルたちのパーティが到達し、フィンはベルたちを受け入れて治療を施す。間もなく、ベルたちを助けにきたヘスティアとヘルメス、その護衛であるアスフィとリューが合流する。ティオナたちは英雄譚に詳しいベルに精霊「アリア」について問うが、核心について何も得られなかった。その後、ティオナたちのアイズへの心配に配慮したリヴェリアは、アイズには精霊の血が流れていると明かす。
ヘルメスの男の浪漫に付き合わされたベルはレフィーヤの怒りを買い、18階層の森の中で追い回され、二人で迷子になってしまう。怒りが多少収まったレフィーヤはベルと野営地へ戻ろうとするが、その道中で闇派閥と考えられる人物を発見する。レフィーヤはベルと共に彼らを尾行するものの、溶解液で満たされた落とし穴状の極彩色のモンスター（巨靫蔓）に捕らわれる。レフィーヤはベルへの蟠りを捨て、二人で協力して落とし穴から抜け出すが闇派閥が操る食人花から追撃される。その場にリューが現れて食人花は打倒される。
フィンたちは二人が襲われた場を調査したが、闇派閥に関する痕跡は見つからなかった。毒の特効薬が地上から届き、団員の治療が済んだので、フィンは部隊を地上へ撤退させる。一方、リューは食人花を解き放った闇派閥を捕らえて尋問していたが、エインにより闇派閥の眷族が口封じされてしまう。その跡地でリューは「D」の文字が刻まれた謎の魔道具を手に入れる。
外伝 第6巻
時系列は本編6巻の開始前から冒頭までに相当し、ロキ・ファミリア入団前のヒリュテ姉妹（ティオネとティオナ）の過去が描かれる。
遠征の成果により、ベート、ヒリュテ姉妹がLv.6へランクアップし、レフィーヤも魔力のアビリティが成長するまで保留したが、ランクアップ可能となる。ロキはダンジョンの出入口を見つけ出すためにディオニュソスと話し合い、かつてダンジョンと繋がっていたメレンの調査を引き受ける。ロキは女性団員だけを連れてメレンへ赴き、ロログ湖に食人花を確認する。この地に地上とダンジョンを繋ぐ経路が示唆されたため、ロキは男神ニョルズ、ギルド支部、メレンの長に調査への協力を求める。
ロキたちは、かつてヒリュテ姉妹が所属していたテルスキュラのカーリーとその眷族と遭遇する。カーリーはフレイヤを打倒するためにイシュタルが呼び寄せた戦力だったが、因縁のあるティオネとアルガナ、ティオナとバーチェとの闘争の儀式を望み、レフィーヤを攫って人質に取り、ヒリュテ姉妹を儀式に引きずり出す。イシュタルの眷族はレフィーヤたちを取り戻そうとするロキ・ファミリアを邪魔するために食人花を街に解き放ち、フリュネがアイズを足止めする。しかし、カーリの企みを知ったロキは男性団員をメレンに呼び寄せ、レフィーヤとヒリュテ姉妹は無事に救出され、メレンでの騒動は鎮圧される。
ロキは罠を張ってニョルズたちの共犯関係を暴き出し、ニョルズたちは海のモンスターを退治するために食人花を解き放っていたと自白し、陰湿そうなヒューマンによる密輸に協力する代わりに食人花の提供を受け、その運び屋がイシュタル・ファミリアであると打ち明ける。一方、カーリーはイシュタルからメレンに招かれた理由をロキに明かさなかったが、イシュタルには他にも「隠し玉」があるのだろうと示唆する。
外伝 第7巻
時系列は本編7巻に相当する。
ロキたち同盟の神々は、これまでの調査結果からダンジョンのもう一つの出入口がダイダロス通りにあると確信し、ヘルメスはイシュタルの歓楽街を、ロキはダイダロス通りの調査を開始する。一方、エインから連絡を受けたレヴィスはロキ・ファミリアによるクノッソスへの進攻が近いと男神タナトスに伝える。タナトスはバルカに命じて、ヴァレッタとフィン、レヴィスと「アリア」の決着の場を設け、他は始末するように罠を巡らせる。
ダイダロス通りの地下水路を探索していたフィンたちは、最硬精製金属製の扉を発見する。フィンは罠の可能性を認識しつつ扉内部への侵入を決意、フィルヴィスもレフィーヤの護衛のために同行する。張り巡らされた罠によりパーティは数人規模の集団に分断され、アイズが孤立してしまう。レヴィスに急襲されて深傷を負ったフィンはヴァレッタに執拗に狙われるが、ラウルとアキたちによるフィンを囮にした眼黽の怪物進呈で難を逃れる。また、二人となったレフィーヤとフィルヴィスは退路を探索する中で、六天使と竜の絵画が飾られた広間でタナトスと出会い、彼の真意を知らされる。孤立したアイズはレヴィスに襲われて危機に陥るが、地下空間全体に及ぶ風を巻き起こして分断された仲間を呼び寄せる。集結した仲間たちとレヴィスが対峙する場に、イシュタルの意向で精霊の分身が解き放たれ、レヴィスはアイズの魔法に興奮した他の精霊の分身を抑えるために撤退する。アイズたちがレフィーヤが見つけた退路から撤退する中、精霊の分身はティオネの魔法とガレスとティオナの力業で絞首され、最期はガレスにより息の根を止められる。
複数の団員の死亡が確認され、怒りに燃えるロキが次なる戦いを決意した時、フレイヤ・ファミリアの襲撃によるイシュタル・ファミリアの壊滅が知らされる。
外伝 第8巻
時系列は本編7巻後から本編8巻前に相当し、ロキ・ファミリア入団前のベートの過去が描かれる。
フィンたちは地下迷宮の鍵（ダイダロス・オーブ）の情報を収集するために、人海戦術により破壊された歓楽街における鍵の捜索とイシュタルの眷族らへの接触を開始する。一方、地下迷宮への進攻で殺されたリーネにかけた酷い言葉が原因で、ベートはファミリア内で孤立し、フィンは混乱を避けるために、ベートにだけ暇を出す。
酒場でやらかし、アイズにまで突き放されて街を彷徨っていたベートは、イシュタルの元眷族でベートに懸想するレナに絡まれる。ベートは鍵を探すために不承不承ながらレナとのデートに付き合うが、バルカの呪道具で武装したヴァレッタが率いる暗殺者から襲われる。その狙いが自分であると気付いたレナは暗殺者たちを引き付けるためにベートから離れる。ヴァレッタは暗殺者にレナを追跡させるために、リーネたちの殺害について挑発的に暴露してベートを足止めする。ヴェレッタは鍵の流失を防ぐためにイシュタルの元眷族を襲撃し続け、呪道具による傷がアミッドの魔法でしか治癒できなかったため、治療が間に合わずに命を落とす者もいた。怒り心頭のベートは、アミッドの治療を受けた後、咆哮を上げて単独で街に繰り出し、これをフィンも黙認する。ベートは暗殺者たちを次々と始末してヴァレッタと対峙する。事前に施されていたヴァレッタの結界魔法によりベートはLv.4程度まで弱体化させられるものの、切り札である魔法を発動し、命乞いするヴァレッタらを容赦なく消し炭に変える。
レナの無事も確認され、またロキの一芝居によりベートの罵詈雑言が弱者への叱咤激励の意であるとファミリアに直接伝わり、ベートの孤立は解消される。
外伝 第9巻
時系列は本編8巻に相当する。
ラキア王国の進攻に対して、ロキ・ファミリアは前線で防衛の任に就いていた。ラキア王国は徒に戦線を拡大しており、フィンはその狙いがオラリオ内部にあると確信し、フレイヤ・ファミリアに防衛を任せて団員にはクノッソスの鍵と扉の探索を指示する。これにより、闇派閥が密輸に使っていた地上の洞窟とダンジョン18階層の隠し扉の発見には成功するものの、鍵の入手は不調に終わる。一方、ロキはフレイヤに鎌をかけて鍵の行方を尋ねるが、フレイヤは先の抗争でイシュタル・ファミリアの副団長を魅了して鍵を入手していたものの、神の勘に基づき白を切り通す。
アレスに攫われたヘスティアを追走したアイズは、ベルと共にヘスティアの体調が回復するまでベオル山地のエダスの村で休息を余儀なくされる。村に奉られている黒竜の鱗を紹介されたアイズは、自身の異常な闘争心が抑えられず、ベルや村人との距離が一気に広がったと感じる。村の祭りでヘスティアやベル、村人の楽しそうな様子を見たアイズは益々孤独感を抱くが、アイズの悩みを見抜いたヘスティアの言葉で悩みが和らぎ、彼女と一緒に踊ることで、微かな笑みを浮かべるようになる。
本巻ではロキ・ファミリア入団直後の幼少期のアイズが描かれる。モンスターへの復讐心に囚われていたアイズは、ダンジョン12階層で顔を隠したタナトスから闇派閥に勧誘されたが、自身の意志でこれを断る。タナトスはアイズを始末するために神威を開放し、漆黒の翼竜をダンジョンに産ませたが、アイズは初めて魔法エアリエルを唱え、これを打破する。

#### 外伝 第三部
外伝 第10巻
時系列は本編9巻から本編11巻に相当する
フィンはウラノスとヘルメスが理知のあるモンスターを囲っていると見抜き、全てを捨てる覚悟で竜女を庇ったベルの愚直な行動を尊いと感じる自身に対して憂鬱になる。フィンは現実を見据えてモンスターとの結託を拒否し、鍵の入手を目的としたモンスターの確保と闇派閥を釣り出すための二面作戦を立案し、ダイダロス通りとクノッソスの扉へファミリアを布陣する。地上の布陣に綻びが生じるが、これがリリの仕業だと見破ったフィンは、アキに命じてリリの身柄を確保させ、その変身魔法を利用して闇派閥を釣り出し、クノッソスの鍵を入手する。しかし、一度は地下に逃げた石竜が地上に現れ、フィンは石竜を最後まで信じたベルの愚しいほど眩しい行動を再び目撃する。
地下では、ヘルメスがフレイヤから譲り受けた鍵を渡す代わりに扉に陣取るクルスらを撤退させ、フェルズと異端児をクノッソスへ導き、一方、アキから鍵を託されたリヴェリアの妖精部隊がクノッソスへ進攻し、闇派閥から新たな鍵を手に入れていた。これを知ったタナトスは罠を仕掛け、異端児と妖精部隊、闇派閥とレヴィスによる乱戦が始まる。この中で歌人鳥が身を挺してレヴィスからアリシアを庇い、妖精部隊のエルフは衝撃を受ける。レヴィスが追撃を仕掛けようとした瞬間、フィンたちが駆け付け、異端児にも同行を促しつつ撤退する。ベルの行動に衝撃を受けたフィンは、これまでの自分を捨てて本物の英雄となる決意を固めており、フェルズと異端児に向かって共闘を呼びかける。
一方、アイズは自身の過去を投影して竜女を見逃してしまい、自身の誓いを初めて破ったことに衝撃を受け、雨に打たれながら立ち尽くす。
外伝11巻
時系列は本編12巻前から本編14巻に相当する。
クノッソスの鍵を確保し、ウラノスと異端児との協力関係を確立したフィンは、クノッソスへの本格的な進攻作戦を計る。自身の誓いを破ったことに苦しむアイズは、ベルと会って前に進む決心を固め、オッタルとの訓練に臨む。ヘルメスはこの件からベルを遠ざけるためにヘスティア・ファミリアへの強制任務をウラノスへ要求する。ディオニュソスは作戦への同行をロキに依頼する。
囮としてダンジョン12階層から進攻したアイズが彼女に執着するレヴィスを抑え、18階層から異端児が、地上からフィンたちがクノッソスへ進攻する。この影で隠密行動を取るアスフィらがバルカを追い詰め、ついに「ダイダロスの手記」を確保する。これによりフィンたちはクノッソスの構造を完全に掌握し、タナトスと闇派閥を包囲する。バルカは最期の抵抗として宝玉の胎児を自身に寄生させて呪詛を放つ怪物と化すが、アミッドの全癒魔法により絶命する。ところが、タナトスと対峙したロキの眼晶にディオニュソスの殺害が伝わり、突如、正体不明の緑肉がクノッソス内に爆発的に発生する。主神の送還により常人となったフィルヴィスは、レフィーヤの目前でエインに首を折られて食人花に喰われ、ディオニュソスの眷族も緑肉に喰われて全員死亡する。ロキとフィンたちは逃げ場を失うが、タナトスがエニュオへの腹癒せに自刃する。緑肉が迫る中、タナトスの送還で穿たれた穴からロキたちは脱出し、逃げ遅れたフィンもレイにより間一髪で助け出される。
クノソッスから撤退後、ロキとヘルメスはディオニュソスを黒幕と推理していたと打ち明ける。ヘルメスは悔しさを滲ませて元凶探しに走り、感傷的になっていたロキの前には偶然ソーマが現れる。ソーマはロキから神酒の匂いを察知し、ディオニュソスの本拠に向かったロキは神でさえ酔わすことができる葡萄酒を発見し、とある神を思い浮かべる。
外伝 第12巻
時系列は本編14巻後から本編15巻前に相当する。
アイズたちは左腕に妙な鎧を装着したベルと出会い、レフィーヤがクノッソスで見た絵画の意味を理解し、フィンに伝える。フィンは敵の狙いが大魔法「精霊の六円環」によるオラリオの破壊であると各派閥の団長に告げ、進攻作戦の要諦を伝える。ロキはヘルメスにエニュオの正体に関する推理を説明し、ヘルメスは女神デメテルの追跡に向かう。拠点に戻ったロキはフィルヴィスの死に直面して心を閉ざしたレフィーヤにも自身の推理を伝え、レフィーヤは真実を確かめるために再起する。
オラリオの主要派閥と異端児による部隊がクノッソスへ進攻を開始し、これらの部隊が六体の精霊の分身と対峙する中、フェルズがクノッソスの魔力回路を破壊する。これにより、フレイヤやカーリーの眷族、アステリオス、ヘスティアの眷族らが援軍として参戦、地上でも冒険者やニョルズの眷族らが食人花に立ち向かう。アイズはスキル復讐姫と魔法エアリエルを結合した黒き力でレヴィスに一騎打ちを仕掛ける。レフィーヤはロキの推理をエインに語り、ベートと援軍として駆けつけたアスフィとリュー、アイシャと春姫と共に、正体を明かしたエインと対峙する。
ベオル山地でデメテルを見つけたヘルメスは、貴女はエニュオではないと告げる。一方、ロキはクノッソスの隠し通路の先でエニュオと一人で対峙し、自身の推理を語る。ついにエニュオは正体を明かし、子供たちが狂い叫ぶ時代の復活を目的とし、怪人や闇派閥と手を結んでこの動乱を15年前から進めていたと暴露し、七体目の精霊の分身（ニーズホッグ）による冒険者たちの殲滅こそが本命だと笑い出す。フィンには既に打つ手が無かったが、神に対抗するための「未知」を閃き、ベルをニーズホッグの下に運ぶようにレイに命令する。
ベルはニーズホッグと対峙し、全力で英雄願望の蓄力を始め、クノッソスに大鐘楼の音が響き渡る。鐘の音に気が付いたアイズは、黒き復讐心に飲み込まれる直前で踏み止り、瀕死のレフィーヤたちも鐘の音が切っ掛けで再び起ち上がる。ニーズホッグはベルの英雄願望により消滅し、レヴィスはアイズの白き一撃で止めを刺され、ベートの魔法で瀕死となったエインは、レフィーヤにより魔石を砕かれる。
打つ手の無いエニュオをロキが叩きのめす中、灰化が進むエインの片割れが駆け付ける。エインの片割れはエニュオから歪んだ愛を語られて満足して逝き、エニュオは最期にダンジョンはもう限界だと言い残し、自刃して天界に送還される。アイズはベルの下に向かい、精神疲弊したベルに感謝の言葉を告げ、その隣で休息を取る。レフィーヤは灰化するもう一方のエインの片割れと最期の言葉を交わし、レフィーヤの慟哭がクノッソスに轟き、エニュオによる動乱は幕を閉じる。
『妖精覚醒編』（第13巻から）

#### 外伝 第四部
外伝13巻
時系列は本編19巻に相当する。
エニュオによる動乱でフィルヴィスを喪なったレフィーヤは新しい自分に生まれ変わろうと決意する。守られるばかりの後衛でなく、一人でも戦えるフィルヴィスの様な魔法剣士となるべく、時を惜しんで自らを鍛錬し、ベートにも近接戦闘の稽古を付けてもらう。派閥の幹部たちや同僚は、冷静に自分を追い込み、自分以外の者になろうとするレフィーヤを心配していた。ロキもレフィーヤの状態を芳しくないと考え、彼女の出身でもある「学区」へ派遣し、自分を見つめ直す機会を与える。
当初、「学区」への派遣に不満を持ったレフィーヤだが、旧友や先生との邂逅を喜び、学生への教導にもやりがいを覚える。レフィーヤは学生4人の研修を担当し彼らと共にダンジョンに潜るものの、不運にも15階層の崩落に遭遇して学生たちと分断される。18階層の安全地帯に向かった学生らは階層主に阻まれて窮地に陥るが、間一髪、レフィーヤが間に合い、魔法剣士の如く単独で階層主と対峙する。しかし、共に戦いたいと学生から懇願されたレフィーヤは前衛を彼らに任せ、学生らが命がけで魔法に集中するレフィーヤを守り切り、階層主はレフィーヤの特大魔法により焼き尽くされる。感激して泣き出す学生に抱きつかれて困惑するレフィーヤだが、かつて「学区」の学生だった時、無謀にも階層主と対峙し、アイズたちに助けられて心が震えた過去を思い出す。
「学区」での仕事を終えてファミリアに戻ったレフィーヤは、かつて冒険者になりたいと心から願った自分を取り戻し、フィルヴィスに対する罪悪感から彼女の幻影を追うのではなく、自身らしく成長しようと晴れやかに笑みを浮かべる。
外伝14巻
ロキ・ファミリアの三人の首脳陣（フィン、リヴェリア、ガレス）の過去が描かれる。
レフィーヤに対する心配が晴れたロキは、フィン、リヴェリア、ガレスの三人がLv.7にランクアップしたことを公開し、ロキ・ファミリアではこの偉業を祝って宴が開かれる。宴が終わった後、フィンたち三人とロキだけで集まって細やかな二次会を開き、三人はLv.7に至ったことを感慨深く思い耽ながら、ロキ・ファミリアを結成した三十年前の過去を語り合い、遠征の前の景気づけに、かつて三人で決めた誓いの儀式を行う。
外伝15巻
オラリオと「学区」との争いが起こる中、ロキ・ファミリアはこれに関知せず、エニュオ関連の騒動の根源である穢れた精霊を討伐すべく、8ヶ月ぶりの遠征に向けた準備を進めていた。体調が回復したアイズは、ベルと約束した戦闘訓練を行い、ベルの成長に驚くと共に拙いながら彼を指導し、遠征の前日、再びの訓練を約束してベルと別れる。
フィンたちは、ディアンケヒトとヘファイストスの派閥、および元フレイヤの眷族たちを加えた派閥連合を結成し、穢れた精霊が潜むと想定される60階層へ出発する。60階層に辿り着いた派閥連合の選抜隊は、新たな極彩色のモンスターや精霊の分身と交戦して倒し、最奥部にいた穢れた精霊と対峙する。穢れた精霊はクノッソスで戦死したはずの冒険者に宿ったレヴィスを呼び出す。ベートにより彼女は仕留められるが、死ぬことで発動する呪詛がアイズを襲い、トラウマを喚起されたアイズが前後不覚に陥り暴走する。穢れた精霊がアイズを捕えようとする中、フィンたちはこれを阻止するために動くが、突如、アイズを包み込む氷壁が発生したため間に合わず、穢れた精霊にアイズは捕食されてしまう。穢れた精霊からアイズに似た多数の少女が産み出され、その風の力で選抜隊は蹂躙され、ヒリュテ姉妹は重症を負う。フィンは起死回生の魔法を放つものの、これを防ごうとした穢れた精霊が爆風を起こした結果、床が崩落してフィンら選抜隊の中核は奈落に落ちてしまう。
落下を免れたラウルやレフィーヤら選抜隊のサポーターは、フィンたちを助けるために援軍が必要と判断して撤退を決断し、地上への強行軍を敢行する。その道中、襲い掛かるモンスターによって次々と仲間が犠牲になりながら、命辛々地上へ帰還する。派閥連合の壊滅と取り残された仲間の救援をラウルが叫ぶ中、レフィーヤは群衆の中にいたベルを見つめ逆襲を誓う。

### ファミリアクロニクル

#### episodeリュー
グラン・カジノをぶっつぶせ！
ベルと出会って2か月後、酒場「豊穣の女主人」のリューは、娘アンナを賭博の担保に取られて嘆く夫婦と出会い、アンナの救出を画策する。オラリオ最大のカジノにアンナが捕らわれていると知ったリューは、シルと夫婦に扮してカジノに侵入する。モルドに連れられてカジノに来ていたベルの「幸運」もあり、賭けに勝って資金を得たリューとシルは貴賓室に招かれてカジノのオーナーと対峙する。
リューは、オーナーが偽物であり、その正体がかつてアストレア・ファミリアに捕縛されたテッドであると見抜く。テッドは用心棒として雇った賞金稼ぎの黒拳と暗殺者の黒猫を嗾けるが、その黒拳と黒猫も偽者でありリューに倒される。リューとシルは、囲われていた多くの女性たちを開放し、無事にアンナを両親の下へ送り出す。
そこは豊穣の酒場〜Girl meets Girls〜
賞金稼ぎで黒拳の通り名を持つルノアはリューの殺害を依頼され、暗殺者で黒猫の通り名を持つクロエもリューの殺害を依頼され、それぞれ、これを最後に引退するつもりで依頼を引き受ける。路地裏を通りかかったシルは、闇派閥への復讐を果たした瀕死のリューを見つけ、「豊穣の女主人」に運び込んで介抱する。女主人ミアが作った食事を平らげたリューは、高額な借金を言い渡されて店で働き始める。リューはシルに何故自分の世話を焼くのかを尋ね、シルはオラリオの暗黒期が終わり再び人々が笑うようになった変化をリューに示し、リューのおかげであると感謝を伝える。リューはシルの言葉からアリーゼたちが残した未来を見届ける意義に気付き、シルに恩を返すために「豊穣の女主人」に厄介になると決める。
ルノアとクロエの監視に気付いたミアはリューに自分で落とし前を付けろと告げ、シルと共にフレイヤの下へ出かける。これ幸いと馬鹿騒ぎした店員たちを介抱し、眠ろうとしたリューはクロエとルノアに襲撃される。リューはルノアと一騎打ちとなり、漁夫の利を狙って観戦していたクロエは眼を覚ましたアーニャと戦闘になる。戦いの場に、リューの暗殺を依頼した者たちが現れ、今回の件が三人を潰し合いさせるための罠であると暴露し、リューたちに襲いかかる。リューたちは共闘して依頼者たちを倒したが、店の惨状を知ったミアの拳骨を食らう。ミアに捕まったルノアとクロエも高額な借金を背負わされ、リューも含めてミアを母さんと呼ぶ「豊穣の女主人」の仲間となる。

#### episodeフレイヤ
アリィと8人の眷族
女神フレイヤは「伴侶」探しの発作を起こし、オラリオの外へ旅に出る。砂漠のオアシスの町に辿り着いたフレイヤは、奴隷商人に捕らわれたアリィを見初める。アリィは隣国の襲撃により王都から逃げ出した王族であり、臣下と落ち合うために隠し砦への帰還をフレイヤに願い出る。フレイヤは隠し砦に戻るアリィにデートと称して同伴し、その道中で王として懊悩するアリィに様々な助言をしてゆく。隠れて随伴していたオッタルらファミリアの幹部の護衛により難無く隠し砦に到着したアリィは、惨殺された臣下たちの姿に声を失う。
アリィは隣国へ対抗するために、オッタルたちの力を借りたいとフレイヤに頼むが、フレイヤはこれを拒否し、アリィに奪ってゆけと告げて盤上遊戯による勝負を持ち掛ける。アリィは自身も気がつかない起死回生の一手を放って勝利し、フレイヤはオッタルたちを貸す約束をし、さらにご褒美をアリィに与える。8万の敵に対してアリィは8人の第一級冒険者のみが戦力だったが、質が量を圧倒して敵国は壊滅する。フレイヤはアリィの輝きが王である責務に基づくものであることに気づき、「伴侶」とすることを諦め、アリィに王として生きろと告げる。オラリオに戻ったフレイヤは、再び退屈を持て余していたが、新たな「伴侶」の候補を見つけ、高揚感に打ち震える。
最強の起源
フレイヤの許しを得たオッタルは、アイズの偉業で明らかとなったドロップアイテムを目当てに、単独で37階層の階層主ウダイオスの打破に向かうが、その道中で同じファミリアのアレン、ヘグニ、ガリバー四兄弟から襲撃される。フレイヤ・ファミリアでは女神の寵愛を得るために、眷族間の殺し合い紛いの戦いは日常茶飯事であり、オッタルは自身がLv.2だったころの激しい洗礼と当時の団長であるミアとの会話を思い出す。体も大きくなり、団長となってオラリオ最強と呼ばれる身だが、かつてゼウスやヘラ・ファミリアに所属していたLv.8やLv.9の冒険者に軽くあしらわれてきたオッタルは、更なる高みにしか興味がなく、自分を追うアレンたちは眼中になかった。
ヘディンがフレイヤの署名を持ってアレンたちを止め、オッタルは37階層に向かい単独でウダイオスと対峙する。オッタルの一方的優勢に進む戦闘の中で、ウダイオスは大黒剣による一撃を放ち、オッタルはこれを回避せずに受け止める。絶対防御は健在だが体は耐えきれずに自身の未熟を知るが、オッタルは魔法によりウダイオスを打破する。
それぞれの昔日
アレンとその妹、ガリバー四兄弟、ヘグニとヘディン、そしてシルとフレイヤとの出会いが描かれる。

#### episodeリュー2
星々のローカス
フレイヤ・ファミリアとの戦争遊戯に臨むベルの力になるため、リューは剣製都市ゾーリンゲンに住まう女神アストレアの下に向かう。5年ぶりにアストレアとの再会を果たしたリューは彼女にスタイタスを更新してもらうが、オラリオへ直ぐにでも戻りたいリューに対して、アストレアはこの地に留まるようにと告げる。
アストレアの導きと新たに彼女の眷族となった後輩との交流を通じ、リューはかつての仲間や友人と過ごした旅路について振り返りができ、友が残した「正義は巡る」という言葉を実感し、焦る気持ちから忘れかけていたが、今も自分を見守ってくれている星々の輝きに気付く。自分を取り戻して晴れ晴れとしたリューは、連続ランクアップにより得たLv.6の力を自分のものにし、後輩の渾身の作である新たな武器も携えて、急ぎオラリオへの帰路につく。
黄昏の少女
リューの友であるアーディに関するエピソード。
五年前にあったなんてことのない少女達の話
アストレア・ファミリアの末っ子であるリューを肴にしたアリーゼたちの会話が描かれる。

## 主な登場人物

### 主人公
ベル・クラネル
声 - 松岡禎丞
本作品の主人公。ヘスティア・ファミリアの団長。紅眼白髪を持つ14歳のヒューマンの少年であり、その容姿から作中では兎に喩えられる。物語開始時のステイタスはLv.1の駆け出しだったが、急激な速度でランクアップしており、本編20巻時点でLv.5となっている。
育ての祖父の死後、異性との出会いを求めて冒険者となるべく田舎からオラリオを訪れ、女神ヘスティアと出会って彼女の最初の眷族となる。性格は臆病でお人好しで、奥手だが祖父の影響で異性に抱く憧れが強く、年上の女性を意識する。祖父から英雄譚（原典）を聞いて育ったために英雄譚に詳しく、年甲斐もなく英雄になりたいという想いを秘める。物語初期からアイズに憧れを抱いて強くなりたいと願い、片角のミノタウロスとの死闘を経て未知に挑む冒険者となり、ベルを見初めた神々が関与した騒動を乗り越えて力を付ける。異端児の事件を通じて偽善者となる覚悟と新たな好敵手を得てからは精神的にも成長し、周囲からの信頼を掴み取って英雄に喩えられるようになり、シルとのエピソードを通じて男性としての成長も描かれる。
自身の速度を活かした戦い方を多用し、神（ヘスティア）のナイフと刃渡りの短い刀剣および軽装の鎧を装備して無詠唱魔法ファイアボルトを使用する。アイズへの憧憬から発現したレアスキル憧憬一途（リアリス・フレーゼ）によりアビリティの急激な成長と限界突破を成し遂げており、その副次効果で魅了（チャーム）が効かない設定がある。また、蓄力（チャージ）により攻撃や魔法などの能動的行動の威力を増幅し、英雄の一撃を放つスキル英雄願望（アルゴノゥト）を得て、このスキルを応用した聖火の英断（アルゴ・ウェスタ）という技を独自に編み出す。
作者はベルを良くも悪くも純心なキャラクターとして描いている。本作品の人気の大きな理由の一つとして、物語開始時から純真な意志を失わずに憧れを目指して鍛錬を続け、真っ直ぐに成長するベルの姿に読者が共感し、読者の気持ちを引き付けていると分析されている。また、宝島社の『このライトベルがすごい!』による男性キャラクター部門のランキングでは2015年に8位、2016年に7位、2019年に10位、2020年に8位、2024年に9位に選ばれている。
最初の二つ名は未完の少年（リトル・ルーキー）。Lv.4へのランクアップで白兎の脚（ラビット・フット）、Lv.5で獅兎の光（レグルス・アルネ）となる。
アイズ・ヴァレンシュタイン
声 - 大西沙織
外伝『ソード・オラトリア』の主人公。本作のメインヒロインであり、作者から本編では最後に救いたいヒロインと位置付けられている。金髪金眼の16歳のヒューマンであり、ロキ・ファミリアの中核を担う冒険者。初登場時のステイタスはLv.5だったが、単身で階層主ウダイオスを打倒してLv.6へランクアップする。
ミノタウロスに襲われていた駆け出しのベルを間一髪で救い、ベルと出会う。これ以降、ベルの目標であり憧れの人となる。また、ベルに戦い方を教えてから戦闘の師匠という立場にもなり、物語の進展に伴いベルと少しずつ関係を深める。性格は物静かで感情表現に乏しいが、精神的に幼く、対人関係が苦手で天然な行動も多く、酒乱という設定もある。その美貌と実力から冒険者から尊敬と人気を集めているが、自身は何よりも強くなることを最優先する。アイズは出生が不明であり、作中ではロキとファミリアの古参首脳陣だけが具体的に彼女の秘密を把握しているとされる。本編20巻および外伝14巻時点では母の名がアリア、彼女の中に精霊の血が流れていること、黒竜に対する只ならぬ憎悪、迷宮神聖譚の大英雄アルバートとの関連だけが示唆されている。
戦闘では強力な剣士であり、パーティでは主に前衛を務め、自身に風を纏わせる付与魔法エアリエルにより攻撃力と防御力を高める戦闘スタイルをとる。必殺技は武器に風を纏いながら突撃する刺突技リル・ラファーガ。神の恩恵を刻まれた当初からモンスターに対する攻撃力の高域強化と竜種に対する攻撃力を超域強化するスキル復讐姫（アヴェンジャー）を発現している。
本編では設定を回収できないため、感情移入が難しいキャラクターと作者から評される。一方、アイズを主人公とする外伝では、幼少期から「怪物は必ず殺す」と自らに誓いを立てるほどのモンスターに対する憎悪や、自分の前には英雄は現れないという絶望、そして自身が強くなる必要があるという必死の心情が描写されている。外伝ではロキ・ファミリアへ入団した7歳のアイズが、教育係のリヴェリアを困らせていた幼少期の描写があるが、作者はアイズの過去については本編で明かしたいと述べている。
二つ名は剣姫（けんき）。

### 主なファミリア・組織

#### ヘスティア・ファミリア
本編で主役を担う、女神ヘスティアが運営する探索系ファミリア。結成直後はヘスティアとベルのみが所属する弱小ファミリアであり、廃教会の隠し部屋を本拠とする。アポロン・ファミリアとの戦争遊戯を切っ掛けに所属団員が増え、これに勝利して新たな本拠「竈火の館（かまどのやかた）」を得て、エンブレムを重なりあった鐘と炎とする。異端児による事件の終結後、ベルがLv.4にランクアップしたために派閥の等級がD級へ昇格し、フレイヤ・ファミリアとの戦争遊戯の結果、フレイヤがヘスティアの従属神という扱いとなり、ベルのランクアップとLv.6のリューの入団により派閥の等級がBへ昇格する。
ヘスティア
声 - 水瀬いのり
本作品のヒロインの一人。ヘスティア・ファミリアの主神であり、ゲーム『メモリア・フレーゼ』のアエデス・ウェスタ編では主人公を担う。黒髪ツインテールの幼い外見だが巨乳のために神々からは「ロリ神」や「ロリ巨乳」と呼ばれる。キャラクターの設定はギリシア神話に登場する女神ヘスティアーに由来し、作中においても三大処女神の一人であり、炉の女神として竈の炎を司るとされる。
下界に来た当初は友人であるヘファイストスの下に身を寄せていたが、怠惰な生活を改めなかったために追い出され、同じく路頭に迷っていたベルと出会い、彼を眷族にしてファミリアを構える。その後は態度を改め、幾つものバイトを掛け持ちして、ファミリアの運営に取り組む。神と人の違いを乗り越えてベルと相思相愛になることを夢見ており、ヘファイストスの店でのタダ働きの義務と2億ヴァリスの借金を背負うのも厭わず、ベルのために彼女に土下座までして神（ヘスティア）のナイフを作製してもらい、また本編8巻では神々との愛を怖がらないで欲しいとベルに告げ、彼には想いが伝わったと勘違いしている。
普段は天真爛漫で人間も含めて周囲からはマスコットキャラのように可愛がられるが、ベルが想いを寄せるアイズや彼に想いを寄せる女性に対しては警戒する。ボクっ子という設定もある。同じ零細のファミリアを運営するミアハやタケミカヅチと親交がある一方、フレイヤには苦手意識があり、ロキとは取っ組み合いの喧嘩をするほど仲が悪い。下界に降臨した神々の中でも生来の善神で、天界では誰に対しても平等に接し、神格が高いため神々からは一目置かれる。
2015年に本編がアニメ化された際に、外見のトレードマークである「例の紐」が注目され、これによりキャラクターの人気に火がつき、作者が想像できない形で本作品が周知されるようになる。ヘスティアの特徴的な外見は世界中で話題となり、コスプレイヤーのえなこは国内外、男女問わずブームだったと述べており、世界中のコスプレイヤーたちが反応していた。「例の紐」のアイデアとデザインはイラストを担当するヤスダスズヒトのオリジナルである。
ベル・クラネル

リリルカ・アーデ
声 - 内田真礼
本作品のヒロインの一人。栗色の髪、およそ身長100Cの小人族で15歳の少女。ソーマの元眷族。派閥連合による遠征を経てLv.2へランクアップする。愛称はリリ。
ベルの最初のパーティメンバーとして出会い、自分を救ってくれたベルに好意を抱く。普段は誰に対しても敬称をつけて敬語で話すが、身内には皮肉や毒を吐く。世間に疎い純朴な団員の中ではオラリオの世故に通じており、金にはがめつく、ファミリアの会計係も務める。本編8巻ではリリの勇気を認めたフィンから求婚されるが、ベルを支えたいという気持ちから断っている。物語初期から豊富なダンジョン経験を活かしてパーティの参謀的な役割を果たし、物語が進むにつれ指揮官の役割を担い、「派閥大戦」では派閥連合の指揮を任される。
少なくとも3歳の時点でソーマの眷族となって物乞いをし、6歳の時点で神酒欲しさに金儲けに血眼になった。戦闘力の弱さからサポーターになったが、冒険者に虐げられ搾取され続けたために冒険者を憎むようになり、ベルと出会うまではファミリアからの脱退資金を得るために盗賊まがいの真似までしていた。
作者によれば、リリのヘスティア・ファミリアへの加入の描写に苦心し、本編2巻でベルがリリに放った台詞と対応付けられているとされる。また、作者はリリを本作における才能のないキャラクター代表として位置付けてランクアップさせないつもりであったが、編集長からの助言から、これまでの修羅場を考えると成長しないのはおかしいと考え直してランクアップさせている。
二つ名は小人の大師（リトル・マーシャル）
ヴェルフ・クロッゾ
声 - 細谷佳正
赤髪で意志の強そうな眼差しのヒューマンの青年で17歳の鍛冶師。ヘファイストスの元眷族。鍛冶アビリティを入手するために、リリと共にベルとパーティーを組んでダンジョンに挑み、Lv.2へランクアップする。
自分が作製した防具を探していたベルと出会い、ベルと専属契約を結ぶ。気前のいい職人気質な性格で、ベルの兄貴分のような存在である。ヘファイストスに好意を抱き、彼女が認める武具を作ることができた時には自分と交際して欲しいと告白する。武器は使用者と最後まで寄り添うべきという信念から使用者を残して自壊する魔剣を憎んでいたが、ヘファイストスの助言により意地を捨て、本編5巻から魔剣を鍛錬するようになり、本編14巻では従来にない新たな魔剣の作製に成功し、魔剣に対して前向きな考えを持つようになる。
ラキア王国の出身であり、10歳頃にスキルが発現し、没落した一族の中で唯一クロッゾの魔剣を作製できるようになったが、一族から魔剣の鍛錬を強要されたために嫌気がさしてラキア王国から出奔したため、物語開始時は意地でも魔剣を鍛錬しなかった。
担当編集はヴェルフとリリのヘスティア・ファミリアへの加入を急ぐように望んだが、作者の強い意向により仲間が集結するカタルシスを表現するために、加入のタイミングが本編6巻となった。また、作者は、本編14巻のダンジョン内での鍛錬の場面を、ヴェルフの内面や成長の全てを曝け出すように描き、本編16巻ではベルの兄貴分としてシルからの告白に悩むベルを後押しする役割を与えたと述べる。
二つ名は不冷（イグニス）。
ヤマト・命（ヤマト・みこと）
声 - 赤﨑千夏
青紫の瞳で1つに結った長い黒髪を持つヒューマンで16歳の少女。タケミカヅチの元眷族。本編4巻でLv.2へランクアップし、本編6巻で戦争遊戯に臨むベルに恩を返すため、1年間の期限でヘスティア・ファミリアに改宗する。
負傷した千草を救うために怪物進呈した件でベルと出会う。非常に生真面目で義理堅い性格で嘘をつくのが下手であり、大の風呂好きで料理が得意である。タケミカヅチの眷族と春姫とは幼馴染の間柄であり、タケミカヅチを父として敬愛し同時に異性としても慕う。
極東出身の孤児であり、幼少期から「お姫様」である春姫を敬愛し、彼女の恩に報いるために神の恩恵を授かり、彼女を守ると心に決めていた。春姫がヘスティアの眷族となった後はベルがその役割を継いだと考えている。
ヘスティア・ファミリアへの加入は、リリとヴェルフだけでは地味と考えた作者が、本編6巻の執筆直前に決めたとされる。アニメ第1期放送後に発売されたOVAでは、脚本家の白根秀樹が設定を膨らまし、命の温泉好きという設定がユーモラスに描かれている。
二つ名は絶†影（ぜつえい）。
サンジョウノ・春姫（サンジョウノ・はるひめ）
声 - 千菅春香
本作品のヒロインの一人。翠の瞳で金色の長髪と太い尾を持つ狐人で16歳の少女。イシュタルの元眷族であり、イシュタル・ファミリアが壊滅した後にヘスティア・ファミリアへ改宗し、「派閥大戦」の前にLv.2へランクアップする。
歓楽街でベルと出会い、自分を救うために奮闘するベルに物語の英雄を重ねて好意を抱く。礼儀正しく気品があるが世事には疎い。初登場時は殺生石の儀式による自身の消滅を承知しつつもイシュタルに従い、娼婦である自分を卑下していたが、ベルに救われてからは独り立ちの意志を示してファミリア内の世話係を務め、母子または姉妹のような間柄となったウィーネを守るためにベートと対峙して一歩も引かない強さも示すほど成長する。対象者のレベルを一時的に1つランクアップさせる規格外の魔法を保有し、同ファミリアの秘密兵器である。
極東の貴族出身であり、タケミカヅチの眷族とは旧知の仲。幼少期は世界を本でしか知れなかったために英雄譚や童話を耽読していた。11歳頃に詐欺にあった父に勘当されて、紆余曲折を経て魔法（妖術）に目を付けたイシュタルに娼婦として囲われていたが、歓楽街でも自主的には何もできず男の裸を見ると必ず気絶するほどに初心であり、本人も知らないが実際には生娘である。
作者によれば、黒竜を含めて敵が強すぎることから、作中の設定では倒せない可能性があるため作品の都合として登場させたキャラクターであるが、ライトノベルらしいヒーローに助けられるヒロインを初めて書けたという手応えがあったとも述べている。
二つ名は六光金主（りっこうきんしゅ）
リュー・リオン
声 - 早見沙織
本作品のヒロインの一人であり、読者からの人気が高いキャラクターの一人。ファミリアクロニクル『episodeリュー』とゲーム『メモリア・フレーゼ』のアストレア・レコード編で主人公を担う。薄緑の髪のエルフの女性で年齢は21歳。物語開始時は「豊穣の女主人」に住み込みで働く元冒険者のウェイトレスという立場で登場する。当初アストレアの眷族でLv.4であったが、「派閥大戦」に参加するために彼女の下に赴き一気にLv.6へランクアップし、「派閥大戦」後、ヘスティア・ファミリアに改宗して冒険者に復帰する。
駆け出しのころのベルと出会い、ベルをシルの将来の伴侶と即断してシルを勝手に応援する。誰に対しても謹厳実直で言動が厳しめだが、抜けているところもある。かつて起こした事件のために素性を隠していたが、駆け出しのベルに冒険者の心得をアドバイスする。素性が明らかになった後は助っ人として幾度も戦闘に駆り出される。本編13巻でクノッソス攻略に参加するアイシャたちの助っ人として同行するもののベルと共に深層に落とされ、二人だけで深層から命懸けで脱出する過程でかつての仲間を失った強い自責の念から救われる。その後、ベルの顔を直視できないほど意識するようになり、当初は自身の感情に戸惑うばかりだったが、「派閥大戦」中にベルへ好意を伝える。
11歳頃、エルフに同族嫌悪を抱いて里を飛び出し、オラリオでアリーゼと出会い、彼女の強引な勧誘によりアストレアの眷族となった。本編開始の5年前、復讐のために多くの闇派閥の者を血祭りにした結果、冒険者の資格を剥奪されてギルドから賞金も賭けられていた。復讐を終えて自暴自棄になっていた時にシルと出会い、生きる希望を示唆してくれた彼女の恩義に報いるために酒場の一員となった経緯がある。
二つ名は疾風。

#### ロキ・ファミリア
外伝『ソード・オラトリア』で主役を担う、女神ロキが運営する探索系ファミリア。本拠は「黄昏の館」、エンブレムは道化師。女好きのロキの方針ゆえに、女性冒険者の割合が高い。オラリオ最強ファミリアの一角を占め、物語開始時点では団長のフィンをはじめとする幹部たち7名の第一級冒険者と、第二軍の中核メンバーであるヒューマンのラウル・ノールド、猫人のアナキティ・オータム（通称アキ）、エルフのアリシア・フォレストライトなどの第二級冒険者が多数所属する。
ロキ
声 - 久保ユリカ
ロキ・ファミリアの主神。糸目がちで朱色の瞳と髪で貧乳がコンプレックスの女神。キャラクターの設定は北欧神話で神々を困らせるトラブルメーカーとして登場する男神ロキに由来し、神話においてロキの子とされる登場人物と同じ二つ名を持つ眷族が作中でも登場する。
エセ関西弁で喋る無類の酒好きで、天界では退屈凌ぎに他の神々を扇動して殺し合いをさせようとする物騒な神でトリックスターとも言われていたが、下界に来てから丸くなった。天界ではヘスティアとよく喧嘩をしており、下界でも続いているが、彼女の善性については信頼している。フレイヤとも天界からの付き合いで、彼女のベルに対する興味にいち早く気づき、怪物祭や片角のミノタウロスの騒動がフレイヤの企みであると勘付くが、フレイヤとはベルへの行動に干渉しない取引をしている。ベルには関心がなかったが、異端児を救ったベルを「本物の馬鹿な子」と評し、初めて興味を示す。
本編ではヘルメスと共に裏で何かと画策する役割であり、「派閥大戦」ではギルドに参戦を禁じられた腹いせにミアを焚きつける。同ファミリアが主人公である外伝『ソード・オラトリア』では、エニュオを追い詰め、オラリオの危機を救う。
フィン・ディムナ
声 - 田村睦心
ロキ・ファミリアの団長。ファミリアの最古参で首脳陣の一人。年齢は40代だが、黄金色の頭髪に碧眼の幼い少年のような外見の小人族であり、泰然とした穏やかな物腰がカッコよくて可愛いと評され、女性冒険者の間で人気がある。初登場時のステイタスはLv.6、エニュオによる動乱の鎮圧後にLv.7へランクアップする。ゲーム『メモリア・フレーゼ』のナイツ・オブ・フィアナ編では主人公を担う。キャラクターの設定はケルト神話に登場するフィン・マックールに由来する。
パーティの指揮官を担い、非常に頭が切れて、計算された戦略や戦術が得意である一方、親指の疼きに基づく直感も重視し、また自身が先頭に立って味方を鼓舞し仲間の士気を高める天才でもある。ロキの最初の眷族であり、架空の女神フィアナと同等の名声を得て小人族の象徴となり、衰退した小人族を再興するという野望の実現を目指している。自身の後継者となる子孫も考慮しており、密かに小人族の嫁を探している。自身の二つ名も神々の発案でなく、ロキに掛け合って強引に得た称号であり、そのために自身を「人工の英雄」と卑下していたが、片角のミノタウロスとの戦いや異端児に対するベルの行動を目撃した後、ベルに感化されたことを自覚の上で「本物の英雄」を目指すためにフィアナを超えた存在になると決意する。
二つ名は勇者（ブレイバー）。
リヴェリア・リヨス・アールヴ
声 - 種田梨沙（本編第1期）、 川澄綾子（外伝『ソード・オラトリア』、本編第3期）
ロキ・ファミリアの副団長。ファミリアの最古参で首脳陣の一人であり、深緑の長い髪で仙姿玉質なハイエルフの女性。初登場時のステイタスはLv.6、エニュオによる動乱の鎮圧後にLv.7へランクアップする。
エルフの王族出身であり堅物だが、自分に対する過剰な慇懃は苦手である。外の世界を見たい一心からエルフの里を飛び出した末に強引にロキの眷族にされたが、いつかはファミリアを脱退して世界を旅することを決めている。アイズを幼少期から世話しており、紆余曲折を経て母と子のような関係となる。片角のミノタウロスとの死闘で精神疲弊したベルの恩恵を読みとっており、アイズに加えて、ベルがアビリティの限界を超えたことを知る数少ない人物の一人である。自他共に認めるオラリオ最強の魔法使いであり、攻撃・防御・回復の3種類の魔法にそれぞれ3階位の魔法があり、詠唱連結によって計9つの魔法を使用でき、二つ名の由来となっている。
二つ名は九魔姫（ナイン・ヘル）。
ガレス・ランドロック
声 - 乃村健次
ファミリアの最古参で首脳陣の一人であり、髭を蓄えたドワーフの老兵冒険者。初登場時のステイタスはLv.6、エニュオによる動乱の鎮圧後にLv.7へランクアップする。
豪胆な性格で細かな言動は苦手。かつて炭坑で働いていたが、熱き戦いを求めロキの眷族となった。ファミリアが結成された直後は種族同士の対立からリヴェリアとは犬猿の仲であり、仲裁を試みたフィンに対しても侮蔑していたが、時を経るに連れてお互いに大切な仲間となる。同じドワーフである「豊穣の女主人」のミアとは腐れ縁であり、昔からの喧嘩仲間。普段は若い団員の成長を見守る立場にあるため裏方に徹しているが、オラリオで1、2を争う力と耐久を活かした前衛特化型であり、撤退時には部隊の殿を担う。
二つ名は重傑（エルガルム）。
ティオネ・ヒリュテ
声 - 高橋未奈美
ティオナの双子の姉で長い黒髪のアマゾネス。ステイタスは59階層への遠征を経てLv.6にランクアップする。
普段は冷静沈着に振る舞うが、本来は粗暴な性格。フィンに惚れており、彼に好かれるために髪を伸ばして口調や立ち振舞いを矯正しているが、激昂すると口調が戻ってしまう。フィンへのアプローチには遠慮がなく、常に彼のために献身的かつ積極的である。
生まれ故郷のテルスキュラでカーリーの眷族として育ち、風習に従って同族たちと命懸けの闘争の日々を送っていたが、姉のように慕っていたアマゾネスを殺害して絶望する。今でもこの件を後悔しており、カーリーとその眷族を嫌悪し、師であるアルガナに恐怖とそれ以上の怒りを持っている。
二つ名は怒蛇（ヨルムガンド）。
ティオナ・ヒリュテ
声 - 村川梨衣
ティオネの双子の妹で短髪黒髪のアマゾネス。ステイタスは59階層への遠征を経てLv.6にランクアップする。
天真爛漫な性格であり、誰とでも直ぐ仲良くなるが、肉付きの薄い体型で胸が無いことを気にしている。英雄潭が好きで各物語に詳しく、ベルと片角のミノタウロスとの戦いを目撃してからベルを「アルゴノゥト君」と呼んで気に入り、何度かアイズやティオナと共にベルの特訓に付き合っている。
生まれ故郷であるテルスキュラでは、ティオネと殺し合いをしたくなかったため、彼女と共に国を出たいと素直に主神のカーリーへ申し出て、あっけなく許される。闘い方を叩き込まれてていたバーチェに英雄潭を読んでもらって以降、物語の面白さを知り、それまで以上によく笑うようになる。
二つ名は大切断（アマゾン）。
ベート・ローガ
声 - 岡本信彦
灰色の毛並みの狼人の男性で180Cを越える長身、左の頬に入れ墨がある。ステイタスは59階層への遠征を経てLv.6にランクアップする。
普段から誰に対しても悪漢のように振る舞う。同じファミリの団員にも罵詈雑言を吐くため、首脳陣と好意を寄せていたリーネ以外の団員からは人望が無かった。本編1巻では、アイズに向かって駆け出しのベルを酔った勢いで口汚く罵るが、これがベルの決意を後押しし、アイズとベルの間柄を深める切っ掛けにもなる。ベルと片角のミノタウロスとの一騎打ちを目撃してからは、ベルに対する評価を変える。
平原を放浪する獣人部族の出身であり、12歳頃から自身の不在時に自身の大切な人を何度も奪われた経験がある。その経験から弱者の犠牲を許せず、弱者が戦う場に参加することを嫌い、戦う者には弱者であることを許さず、弱者を鼓舞するための罵詈雑言を吐くようになった。貪欲に強さを求めるアイズの姿勢と実力を認めており、好意を抱く。
二つ名は凶狼（ヴァナルガンド）。最初の二つ名は灰狼（フェンリス）。
レフィーヤ・ウィリディス
声 - 木村珠莉
山吹色の髪をした15歳のエルフの少女。クノッソス最終戦の前にLv.4へランクアップする。本編ではアイズの設定を回収し難いため、いろいろと掘り下げるための仲間として外伝で設定されたキャラクターであり、外伝のもう一人の主人公である。外伝の新章開始に合わせて、外伝13巻から外見と中身が一新される。
魔力に秀でたウィーシェの森の出身であり、「学区」からロキ・ファミリアに入団する。心優しい性格でアイズを特に慕う。魔法特化型の後衛専門であり、ロキからは「馬鹿魔力」と評される。エルフの魔法に限り詠唱とその効果を完全把握していれば、他者の魔法でも使用できる召喚魔法を有し、二つ名の由来となっている。リヴェリアの魔法も全て使用でき、将来、ファミリアを離れるリヴェリアの後釜として、彼女から日々指導を受ける。
ベルに対して一方的にライバル意識を持ち、彼に嫉妬や敵意を向けるものの、18階層での共闘を通じて彼の人柄を理解している。ベルとアステリオスの戦いでは思わず声援を送り、ベルの冒険に感化された一人となる。派閥同盟を組んだディオニュソス・ファミリアのフィルヴィスと個人的にも親交を深めていたが、その正体を知って悲しみと葛藤を抱えつつ打倒する。
二つ名は千の妖精（サウザンド・エルフ）。
アイズ・ヴァレンシュタイン

#### フレイヤ・ファミリア
女神フレイヤが運営する探索系ファミリア。本拠は「戦いの野」、エンブレムは戦乙女の側面像。ファミリアの幹部は、団長のオッタルがLv.7、副団長のアレン、白エルフのヘディンと黒エルフのヘグニ・ラグナールがLv.6、小人族のガリバー四兄弟がLv.5であり、さらに高レベルな治療師と薬師から成る「満たす煤者達」も擁するため、ロキ・ファミリアを凌駕するオラリオ随一の戦力とされる。団員はフレイヤのベルへの執心に少なからず嫉妬しているが、フレイヤへの忠誠は揺らいでいない。「派閥大戦」に敗北してファミリアは解体されるものの、団員はオラリオに残留し、一部は「豊穣の女主人」で下働きをしている。
フレイヤ
声 - 日笠陽子
本作品のヒロインの一人であり、作者からラスボスと評され、その底の見えなさ具合から畏怖を抱かれる。フレイヤ・ファミリアの主神。銀色の髪と瞳を持ち、神々の中でも随一の美貌を持つ美の女神。ファミリアクロニクル『episodeフレイヤ』では主人公を担う。キャラクターの設定は北欧神話に登場する平和と豊穣の女神フレイヤに由来し、作中でも豊穣を司る神の一人とされる。
愛の他に勇気と英雄を尊び、魂の本質を見抜く洞察眼を持つことから、天界にいたころから英雄と謳われる戦死者を収集しており、下界でもその趣味は変わっていない。奔放な性格であり、彼女の美による魅了の効果はモンスターや神ですら簡単に虜にし、本気で魅了の力を行使すれば下界の全てを掌握できる。普段はヘラと交わした約定によりオラリオに留まっているが、常に伴侶（オーズ）を求めており発作的に旅に出て行こうとする。
かつて見たことが無いほど透き通った綺麗な魂の色を持つベルを偶然目撃して彼を気に入り、これまでと趣向を変えて今回は影ながらベルが成長する姿を見て楽しんでいる。ベルとの直接的な出会いは本編6巻でアポロンが主催した宴の場であるが、最終的に自分のモノとして相応しい能力を身に付けさせるため、本編1巻から密かに試練を与えたり手助けをして成長を促している。ベルに対する執着は尋常でなく、ベル一人のためにイシュタル・ファミリアを壊滅させる。
物語の開始時点は、「豊穣の女主人」のシルを娘と呼んでいたが、本編16巻で自身がシルでもあるという正体が明らかとなる。シルとしてベルに正式に好意を伝えるが振られ、女神としてベルの強奪を画策するが失敗し、ベルを手に入れるために戦争遊戯にまで持ち込む。「派閥大戦」を経てベルへの恋心が決着し、自身の真の望みである女神の束縛からも解放され、シルとしてオラリオに残る。
オッタル
声 - 小柳良寛
フレイヤ・ファミリアの団長。32歳の猪人で身長210Cの大男。物語の開始時はオラリオにおいて唯一のLv.7であり、魔力を除いたアビリティは全てS級のほぼ最大値に達する。
常に冷静沈着、実直で武人肌な性格。フレイヤの側仕えのような存在であり、一貫してフレイヤに尽くす。名も姓もない捨て子だった幼少期にフレイヤと出会い、その名もフレイヤに名付けられている。都市最強と謳われ、頂天と渾名される。絶対防御と呼ばれる安定感を有し、単身で49階層まで踏破した実績がある、ロキ・ファミリアの幹部ですら太刀打ちできない圧倒的な実力者として描かれる。
ベルとアイズの成長にも関与しており、心の中でベルを激励しつつ片角のミノタウロスを鍛え上げ、片角のミノタウロスおよびアステリオスとベルとの戦いでは邪魔が入らないように他者の介入を阻止する。外伝では、迷いを抱えるアイズの訓練に付き合い、その心の内を見抜いて助言する。「派閥大戦」ではベルと一騎打ちを行い圧倒するものの、最終的にはミア、リュー、ヘディンと共闘したベルに敗北する。
二つ名は猛者（おうじゃ）。
アレン・フローメル
声 - 八代拓
フレイヤ・ファミリアの副団長。猫人の男性であり、全冒険者の中で最も脚が速く都市最速の異名をもつ。ステイタスはLv.6。
不愛想で口が悪く何事にも言動が攻撃的であり、普段はシルの護衛を担当する。フレイヤの命の下、駆け出しのベルの力試しとアイズへの警告のために、ガリバー四兄弟と共に彼を闇討ちした件で初めて本編に登場し、孤児院の地下ではシルを護るために異端児を討伐し、「派閥大戦」では最後までベルを追い詰める。
かつて、実妹である「豊穣の女主人」のアーニャと共にフレイヤと出会い、妹を護るために強くなると誓って女神の眷属となったが、危険に赴く自身から遠ざけるために妹をファミリアから脱退させ、意図的に辛辣な態度をとっていた。「派閥大戦」での兄妹喧嘩を通じて自身の想いがアーニャに露呈し、その後は関係が改善する。
二つ名は女神の戦車（ヴァナ・フレイア）。
ヘディン・セルランド
声 - 島﨑信長
フレイヤ・ファミリアの幹部の一人。白エルフの男性であり、ファミリア内では参謀を担い、集団戦では指揮をとる。ステイタスはLv.6。
本編16巻から登場し、シルとデートをするベルを紳士として徹底的に改造し、その後ベルから師匠扱いされている。卓越した英知を有する人物であり、フレイヤ自身ですら気が付いていなかった彼女の望みを誰よりも理解しており、「派閥大戦」ではフレイヤを女神の軛から救うために戦略を練り、彼女への忠誠心からファミリアを裏切って女神の救済をベルに託す。
かつて、白エルフと黒エルフが住む孤島で戦いが行われ、白エルフ側の王として役割を果たしていたが、その馬鹿らしさに辟易としていた。ある日フレイヤと出会い、彼女が両国を滅ぼしたため王としての軛から解かれ、女神の眷族となった。黒エルフ側の王であったヘグニとはこのころからの付き合い。
二つ名は白妖の魔杖（ヒルドスレイヴ）。
ヘルン
声 - 白石晴香
フレイヤの侍従頭を務めるヒューマンの女性。本編16巻から登場する灰色の髪で顔の右半分を隠した美人。ステイタスはLv.2。
かつて貧民街で飢えていた時にフレイヤと出会った「シル」は、フレイヤになりたいと告げて彼女と取引をした。この取引により、かつての「シル」がヘルンと名を改めて女神の眷族となり、彼女にだけ変身できる魔法を得て心身を女神と共有することになった。
フレイヤに影響されてヘルンもベルに心惹かれてゆくが、その思い以上に女神を小娘へと堕落させるベルに対して憎悪を抱いて殺害を謀る。しかし、最終的にはベルへの愛を受け入れ、自身の命を賭してフレイヤの救済をベルに託す。「派閥大戦」の後、素顔でフレイヤの幹部らと共に「豊穣の女主人」で働き、ベルに対して極端にツンデレな態度を示すので彼を困惑させている。
二つ名も姓も無いため名の無き女神の遣い（ネームレス）と呼ばれる。

#### ヘファイストス・ファミリア
女神ヘファイストスが運営する鍛冶系ファミリア。エンブレムは交差する2本の槌に火山。ヘファイストスと幹部たちが認めた武具は、ブランド名「Hφαιστοs」の銘が打たれ、その価格は短刀ですら800万ヴァリスの値が付く高級ブランド品であり、冒険者の間で最も信頼が厚い。武具販売の収益が絶大であることから、オラリオ内で唯一ダンジョンからの収入に頼らずに運営されている。
ヘファイストス
声 - 寺崎裕香
ヘファイストス・ファミリアの主神。右目に眼帯をつけた赤髪で男装の麗神。鍛冶の神として他の追随を許さない技術を保有する。キャラクターの設定はギリシア神話に登場する鍛冶の男神ヘーパイストスに由来する。
めんどう見の良い姉御肌な性格。ヘスティアの神友であり、彼女が下界に降りた時から世話をする。物語開始後も彼女に何かと協力し、異端児の存在を知る一人となる。ロキとも馴染みであり、ロキ・ファミリアの遠征に団員の同行を許可する。
自分の元眷族であるヴェルフに目を掛けており、魔剣に対して意地を張る彼を諭す。本編8巻でヴェルフから告白され、本編15巻でヴェルフが鍛錬した新たな魔剣を評価して交際しても良いと告げようとするが、ヴェルフが立ち去ってしまい悔しがる。
椿・コルブランド（つばき・コルブランド）
声 - 生天目仁美
ヘファイストス・ファミリアの団長。極東出身のヒューマンとドワーフの間に生まれたハーフドワーフの女性。ステイタスはLv.5。
黒髪赤眼で左眼に眼帯を装着し、さらしを巻いた姿で現れる。愉快で快活な性格も相まって見た目に反して色気が薄い。オラリオ最高の鍛冶師とされ、ダンジョンで自らの武器を試し斬りし続けて強くなった第一級冒険者でもある。
普段はヴェルフを「ヴェル吉」と呼んでからかうが、何よりも鍛冶優先であり、彼の魔剣に対する意地を無意味な拘りと非難する。本編14巻ではベルたちの救出のためにダンジョンに向い、ヴェルフが作り上げた新たな魔剣を確認して、彼を自分と同じ領域に到達した同族だと歓迎する。ロキ・ファミリアとも繋がりが深く、ガレスと直接契約を結び、ベートの武器は彼女の作品である。幼少期のアイズとも出会っていたが、当時の彼女を剣と評して武器制作を断った。
二つ名は単眼の巨師（キュクロプス）。
ヴェルフ・クロッゾ

#### ミアハ・ファミリア
男神ミアハが運営する回復薬を扱う店を営む商業系ファミリア。本拠は「青の薬舗」、エンブレムは五体満足の人の体。かつては名の知られた中堅ファミリアだったが、初登場時は団員がナァーザだけであり、派閥の等級がHの零細ファミリアである。ヘスティア・ファミリアの結成直後から親交があり、互いに助け合う関係にある。アポロン・ファミリアによる戦争遊戯の後、有名になったベルのおかげで客足が増え、新たにダフネとカサンドラが加入する。
ミアハ
声 - 古川慎
ミアハ・ファミリアの主神。群青色の髪で美麗な目鼻立ちの青年。キャラクターの設定はケルト神話の医術に長けた神ミアハに由来する。
多くの知人にタダ同然でポーションをばら撒くため、ファミリアの経営は常に火の車である。タケミカヅチと同様に無自覚に女性をたらし込んでいるが、その神格からあまり反感をもたれていない。ヘスティアとは懇意であり、本編9巻でヘスティアから内密に相談されて、異端児の存在を把握する一人となる。また、ヘスティア・ファミリアの遠征ではタケミカヅチと派閥連合を結成して団員を参加させたり、様々な事件で彼女に味方する。
ナァーザ・エリスイス
声 - 葉山いくみ
ミアハ・ファミリアの団長。瞼が半分降りた眠たそうな眼をしている犬人の女性で18歳。初登場時のステイタスはLv.2だったが、「派閥大戦」の後にLv.3へランクアップする。キャラクターの設定はケルト神話に登場する、右腕の義手をミアハによって完治してもらった神ヌアザに由来する。
かつては冒険者だったが、右腕をモンスターに喰われた心的外傷により冒険者を廃業して薬師に専念する。全財産を投げ打って魔道具（義手）を入手して自分を救ってくれたミアハに好意を抱く。ファミリアを没落させてしまった罪悪感から金に対して厳しく、ポーションの売り込みに余念がない。駆け出しのベルにぼったくり価格でアイテムを売りつけていたが、本人も反省した後、ヘスティア・ファミリアとは友好的な関係を築き、ベルたちに幾度も助力する。
二つ名は医神の忠犬（ミーヤル・ハウンド）。
ダフネ・ラウロス
声 - 小若和郁那
アポロンの元眷族であり、アポロンが戦争遊戯に敗北した後にミアハの眷族となる。短髪吊り目の強気そうな外見のヒューマンの美少女で18歳。ステイタスは本編15巻でLv.3へランクアップする。
サバサバした性格で、冷静で落ち着きのある人物。過去に無理やりアポロン迫られて眷族にされたため、彼に見初められたベルに対して同情を示す。カサンドラと仲が良く、戦争遊戯後は彼女と共にヘスティア・ファミリアへの入団を志望するが、ヘスティアの莫大な借金を知って入団を取り止め、彼女と共にミアハ・ファミリアに改宗する。
アポロン・ファミリア時代に致し方なく指揮官の役割を担った経験から、リリにパーティの指揮について指導する。アンフィス・バエナとの戦闘後、カサンドラの予知夢をいつものように受け入れようとしなかったが、人としての彼女を信じた決断が派閥連合を救う。
二つ名は月桂の遁走者（ラウルス・フーガ）。
カサンドラ・イリオン
声 - 真野あゆみ
本作品のヒロインの一人。アポロンの元眷族であり、戦争遊戯に敗北した後にミアハの眷族となる。あどけいない印象を受ける長髪垂れ目のヒューマンの美少女で18歳。ステイタスは本編15巻でLv.3へランクアップする。
恥ずかしがり屋で、おどおどした言動の人物。神でさえも理解不可能なスキルにより予知夢を見ることができるが、その予知夢は誰にも信用されない呪縛があるため、アポロン・ファミリアの面々からは妄想癖があると思われていた。半ば諦めていたが、戦争遊戯後に自分の予知夢を初めて信じてくれたベルに感激する。
ベルたちと行った遠征ではパーティが全滅する予知夢を見たが、これを回避するために積極的に行動し、「ゴライアスのマフラー」の作成をヴェルフに依頼し、これがジャガーノートとの戦闘でベルの命を繋ぐ要となる。また、予知夢の解釈に成功してダンジョンの崩壊から逃れ、予知夢に基づいて嫌々ながら匿った異端児が広大な深層の中で自分の場所を特定できたことが、深層に落ちたベルとリューの救出に繋がる。遠征後には予知夢の厄災を打ち破ったベルに想いを寄せる様子を見せる。
作者が早期の段階で構想していた予言者としてのキャラクターだが、作者の想定以上に活躍してヒロインにまで昇格し、作者自身も驚いている。
二つ名は悲観者（ミラビリス）。

#### タケミカヅチ・ファミリア
男神タケミカヅチが運営する探索系ファミリア。本拠は「仮住居の長屋」、エンブレムは地面に突き立った剣。本編5巻時点で極東出身者6人のヒューマンが所属し、あらゆる武術や武具の取り扱いに長け、本編8巻時点でLv.2の団員が3人となる。団員は春姫と幼馴染の仲。ヘスティア・ファミリアとは協力関係にあり、ダンジョンでの滞在を試すための小遠征を共同で行ったり、ヘスティア・ファミリアとは協力関係にある。
タケミカヅチ
声 - 間島淳司
タケミカヅチ・ファミリアの主神。角髪の凛然とした外見で、作中では武を司る神とされる。キャラクターの設定は日本神話に登場するタケミカヅチに由来する。
神格者であり、天然ジゴロのため女性や子供から好意を寄せられる。下界では新参者であり、普段は街でバイトをしてファミリアの運営の足しにしている。神の恩恵とは無関係に戦う技術に精通しており、団員に技と駆け引きや連携の稽古をつける。下界では常人の力しかないが、下級冒険者なら軽く遇うことができ、上級冒険者でも一人なら投げることができる。ヘスティアとは神友（親友）で、土下座を教えたり、戦争遊戯に臨むヘスティアのために命に改宗を薦めようとしたり、本拠の留守番を引き受けたりする仲であり、本編9巻ではヘスティアから内密に相談されて、異端児の存在を把握する一人となる。
カシマ・桜花（カシマ・おうか）
声 - 興津和幸
タケミカヅチ・ファミリアの団長。大柄な体格のヒューマンの青年。ステイタスはLv.2。
ダンジョン中層で千草が怪我を負った際、地上に撤退するために偶然居合わせた、見ず知らずのベルたちのパーティに怪物進呈を仕掛ける。団長として怪物進呈の決断に後悔はなかったが、後に彼らに土下座で謝罪する。パーティの指揮を担う前衛であり、漆黒のゴライアスとの戦闘では命懸けでベルを守る。アポロンやイシュタルによる騒動、17階層への小遠征を経て当初折り合いが悪かったヴェルフと戦友と呼べる関係となる。
二つ名は武神男児（マスラタケオ）。
ヒタチ・千草（ヒタチ・ちぐさ）
声 - 井口裕香
いつも前髪で瞳を隠しているヒューマンの16歳の女性冒険者。ステイタスは本編8巻でLv.2へランクアップ。
内気な性格で人見知りだが、桜花と命に次ぐ力量を持ち、弓は命よりも得意。桜花に好意を持っている。命とだけは自然に話ができ、互いの思い人を知る仲である。
二つ名は比翼少女。
ヤマト・命（ヤマト・みこと）

#### ヘルメス・ファミリア
男神ヘルメスが運営する探索系ファミリア。本拠は「旅人の宿」、エンブレムは翼のついた旅行帽と靴。ヘルメスの意向で団員のレベルをギルドへ申告していないため、派閥の等級はFに留まっている。ヘルメスがオラリオにほぼ不在なので、団長のアスフィがまとめている。儲け話ならどんなことにでも手を出すため、物語で起きる多くの事件に関わっており、団員全員が異端児や闇派閥や怪人といった情報に精通している。
ヘルメス
声 - 斉藤壮馬
ヘルメス・ファミリアの主神。鍔広帽子を被る橙黄色の髪を持つ優男風の男神。キャラクターの設定はギリシア神話に登場するゼウスの息子でマルチな才能を持ったとされるヘルメースに由来する。
ゼウスの使い走りをしていた経緯でベルに興味を抱き、本編5巻でベルを探るために騒動の火種を蒔き、事件を終息させたベルを英雄の器と認める。イシュタルによる事件ではベルを最後の英雄に押し上げると決意し、異端児の事件ではベルとアステリオスの闘争を神意すら越えた未知と評し、打ち震えている。何よりもベルを英雄に押し上げることを優先しており、この点についてはフレイヤと目的を共有し、応援者としてお節介をしてゆくとベルにも直接伝えている。
普段からおどけた言動が多いがその大半は演技であり、掴みどころのない性格で全般的に食えない人物。調停者を自称し、物語全般に裏から影響を及ぼす。異端児の事件では、地に落ちたベルの名誉回復を企むものの、異端児の保護を目指すウラノス、異端児の討伐とダイダロス・オーブの入手を目指すロキ・ファミリアとの間で板挟みとなり、苦心する状況が本編と外伝を絡めて描かれる。また、イシュタル・ファミリアの壊滅やヘスティア・ファミリアの初めての遠征についても、ヘルメスによる裏からの介在が外伝で描かれる。「派閥大戦」では敗戦濃厚な派閥連合への不参加を決め込むが、裏ではリューの参戦とランクアップに一役買う。
アスフィ・アル・アンドロメダ
声 - 茅野愛衣
ヘルメス・ファミリアの団長。眼鏡を掛けた理知的な雰囲気を持つ22歳のヒューマンの女性冒険者。ステイタスはLv.4。
いつもヘルメスに振り回される苦労人で、歳に似合わない疲労感を醸し出す。立場を越えてヘルメスに小言や嫌みを言ったり、時には折檻もするが、結局は命令に従って行動する。立ち居振る舞いや仕草が洗練されており、とある海国の姫であると噂される。調合と彫金に加えてレアアビリティ神秘を保有し、稀代の魔道具製作者として名声が知れ渡っている。被ると透明状態になる漆黒兜は隠密行動や奇襲に多用され、装備者に飛行能力を与える飛翔靴を切り札として使用する。異端児の事件では「ダイダロスの手記」の偽物を作製し、外伝ではフェルズ製のアイテムに感化されてダイダロス・オーブを自作するなど物語において決め手となるアイテムを創出する。
二つ名は万能者（ペルセウス）。
アイシャ・ベルカ
声 - 渡辺明乃
元イシュタル・ファミリアの幹部。容姿端麗な21歳のアマゾネス。ヘルメス・ファミリア入団後にLv.4へランクアップする。
歓楽街で彷徨っているベルと偶然に出会い、一目見て気に入る。イシュタルの魅了に支配されていたため、春姫を救おうとするベルの前に立ち塞がり、その覚悟を見定める。イシュタル・ファミリアが消滅した後、春姫をベルに任せ、自身は殺生石の流通を監視するために情報通のヘルメス・ファミリアへ入団する。性格は剛胆かつ色欲に忠実、姉御肌でめんどう見がよく、イシュタル・ファミリアでは戦闘娼婦のアマゾネスたちを束ね、妹分として春姫の世話もしていた。改宗後も、春姫を守るためにベートと戦ったり、魔導書を入手して新たな魔法を彼女に発現させたりする。また、アスフィとリューと組んで何度も共闘するが、隙あらばベルに迫るのでリューとは険悪になることもある。ファミリアには束縛されておらず、独自に戦闘娼婦たちを率いて大きな戦闘に参加している。
二つ名は麗傑（アンティアネイラ）。

#### ギルド
オラリオの都市運営、冒険者および迷宮の管理、魔石の売買を司る機関。男神ウラノスが長であるが、中立性を示すため、ウラノスはギルドを運営する職員たちに恩恵を授けていない。冒険者やファミリア間のトラブルには余程のことがない限り介入しないが、ギルドの傘下であるファミリアや個人はキルドからの緊急の指令には必ず従う決まりがある。
ウラノス
声 - 大川透
ギルドの主神。2Mを超える巨大な老神であり、この地に神の恩恵をもたらした最初の神。千年前に神々が降臨した際に当時のギルドを再編成して作り直す。以降は「君臨すれども統治せず」を貫き、自身はギルドの地下で祈祷を捧げ続け、圧倒的な神威でモンスターの大移動や地上への進出を抑え込んでいる。
ゼウスとヘラのファミリアが失脚した後、彼個人が動かすことができる戦力はフェルズだけであり、組織的な戦力に乏しい。本編開始の15年ほど前に知った異端児との共生を望み、秘密裏に異端児を庇護すると共にダンジョンの問題に当たらせている。
エイナ・チュール
声 - 戸松遥
本作品のヒロインの一人。有能で真面目なギルドの職員であり、眼鏡を掛けたハーフエルフの19歳の美女。眼鏡の設定は作者の原案にはなく、原作のイラストを担当するヤスダスズヒトにより追加された設定であり、これにより作者のビジュアルイメージが膨らんだキャラクターとされる。
ベルの担当アドバイザーであり、「冒険者は冒険してはいけない」を信条とする。親身でめんどう見も良く、駆け出しのころからベルにダンジョンで生き抜くための知識を叩き込んでいる。ベルの尋常でない成長に頭を悩ませ、自身の予想を超える危険な状況に陥るベルを警戒も含めて何かと心配をする。ギルドの同僚や冒険者の異性から人気があるが、自他共に認める世話好きな性格であり、少し頼り無く世話をしてあげられる男性が好み。駆け出しのベルを弟のように思っていたが、異端児のアステリオスと激戦の上に敗北して悔し涙を流す姿を見て以降、ベルのアイズへの憧憬を承知の上で彼に対する恋心を自覚する。
「学区」を卒業してギルドに就職し、担当する冒険者の死を何度も経験するが、同僚からの助言にも拘らず、冒険者に積極的に深入りし、アドバイザーとしての教え方はスパルタである。エイナの母（アイナ）はリヴェリアと共にエルフの里を出奔した仲であり、「学区」に所属する妹（ニイナ）も本編に登場してベルに感化されてしまう。
フェルズ
声 - 小松未可子
ウラノスに仕える魔術師。ステイタスはLv.4。
全身を黒衣に包み、容姿どころか性別も判断できない。800年前に神秘のアビリティを極めた賢者であり、不死の秘法を編み出した結果、肉が腐り落ち骸骨の姿となり、その後は愚者（フェルズ）と名乗る。紆余曲折を経てウラノスの右腕として仕えており、異端児との連絡役や裏の仕事を引き受ける。
異端児の事件でベルと出会い、異端児の未来についてベルに全てを賭けると決意する。偽善者こそ英雄になる資格があり愚者であれと語り、異端児と共生するためにはダンジョン最下層の攻略が必要であるとも告げ、ベルに大きな影響を与える。
神秘のアビリティで数々の魔道具を開発しており、異端児の事件では眼晶をはじめとする彼の魔道具が重要な役割を果たす。魔導のアビリティを保有する魔導士でもあり、全癒魔法と蘇生魔法を持つ。蘇生魔法は一度も成功した例がなかったが、ウィーネの蘇生で初めて成功する。

#### 豊穣の女主人
女主人のミア・グランドが、オラリオの治安が悪かった時代に、誰でも笑って酒が飲めるようにと一代で起ち上げた人気の酒場。ヘスティア・ファミリアやロキ・ファミリアが宴会する場として度々登場する。
従業員は全て女性であり、訳ありで腕っ節の強い娘が多く、ミアを「母さん」と呼ぶ。ミアはベルを上回る身長と数倍の横幅があるドワーフであり、半脱退の状態だが、元フレイヤの眷族であり団長にまでなったLv.6の実力者である。ウェイトレスのアーニャ・フローメルは思慮の足りない行動が目立つ猫人であり、Lv.4の元フレイヤ・ファミリアの冒険者。アレンとは実の兄妹だが、物語開始時点では深い確執がある。ヒューマンのウェイトレスであるルノア・ファウストはLv.4の元賞金稼ぎであり、猫人のウェイトレスであるクロエ・ロロはLv.4の元暗殺者である。「派閥大戦」では、古くからのフレイヤとの契約に基づき傍観を決め込んでいたミアだが、ロキの画策により参戦を決断する。
シル・フローヴァ
声 - 石上静香
本作品のヒロインの一人。光沢のない薄鈍色の髪と瞳を持つ18歳のヒューマンの少女。作中のメインキャラの中では唯一の一般市民として登場するものの、ダイダロス通りにある孤児院に赴く際に影ながらフレイヤ・ファミリアの団員から護衛されたり、団員からは「シル様」と呼ばれたりしていたが、本編16巻でその正体がフレイヤであると明かされる。
「豊穣の女主人」のウェイトレスとして駆け出しのベルと出会って店に招待する。ベルに対して好意を抱き、弁当を差し入れたり冒険者という危険な立場のベルを心配したりするが、Lv.2にランクアップした際は心から喜ぶ。また、店に置いてある魔道具などをベルに貸し与えて、それらがベルの窮地を脱することに役立つ。ちゃっかりしているものの、基本的にドジッ子体質。知らない人と触れ合う事が趣味であり、人を見ることが好き。純朴そうな雰囲気であるが、人の心の機微に聡く、瞳を見ただけで人の思考を読み取る事ができ、アーニャやクロエはシルを「魔女」とぼやいており、ロキからは「豊穣の女主人」の中で最も警戒すべき人物と評される。
本編16巻で描かれたベルに最初に告白して最初に振られるエピソードは、作者が書籍化前から決めていた構成である。
リュー・リオン

#### 異端児
本編9巻から登場する高い知性や心を備えた異端のモンスターであり、その中には人間の言葉を話す者すら存在する。ギルドのウラノスによって保護され、ダンジョン内の安全な「隠れ里」を拠点とし、ダンジョンを巡回しつつ同胞を探しているが、通常のモンスターからも敵として認識されるため、生き残っている者は40体ほどである。ほぼ全員が地上や人間に対する強烈な憧憬を持ち、いつか地上に出ることを夢見ている。
ウィーネを通じてヘスティア・ファミリアと親交を持ち、イケロス・ファミリアが起こした事件において、全てを失う覚悟で自分たちを救おうとしたベルの決意と覚悟が異端児たちの心に大きな影響を与える。外伝ではウラノスとロキと間で協力関係が成立した後、クノッソス攻略のためにロキ・ファミリアとも連携する。
ウィーネ
声 - 日高里菜
ベルよりも年下の初めてのヒロインであり、ベルにとって庇護の対象となる立ち位置にある。ベルが初めて出会った異端児であり、青銀の髪に琥珀色の瞳を持ち、蛇のような下半身をした通常の竜女（ヴィーヴル）と異なり、人と同じように足が生えた姿をしている。
「竈火の館」で生活を共にしたヘスティア・ファミリア全員に心を許しており、特にベルと春姫に懐く。ディックスの企みにより暴走して一度は命を失うが、フェルズの魔法により奇跡的に蘇る。不安で寂しかった自分を何度も救ってくれたベルに好意を抱き、その優しさと強さに感化されて怖がられることを覚悟で子供を助けたり、ベルを助けるために自らアイズと対峙したりする程の強さを身につける。本編14巻では深層に落とされたベルを救出するためにリドたちに同行し、ヘスティア・ファミリアの面々と再会を果たす。クノッソス攻略戦にも、地上への恩返しのために自ら参加する。
リド 

声 - 水中雅章
赤緋色の鱗と雄黄の瞳が特徴的な蜥蜴人（リザードマン）。異端児の最初期からのメンバーであり、古株の木竜のグリューが巨体で気軽に動けない代わりにリーダーを務める。
人間との共生を望んでおり、気さくな性格でウィーネと共に20階層の「隠れ里」に訪れたベルたちを歓迎する。仲間が惨殺された際には複雑な気持ちを持つものの、ベルがディックスへ発した言葉に感動し、人間との共生に希望を見出し、ベルに多大なる感謝と期待を抱く。
レイ
声 - 高田憂希
毛先が青みがかった金髪と青い瞳が特徴的な美しい相貌の歌人鳥（セイレーン）。異端児の最初期からのメンバー。片言だが人の言葉を喋ることができ、美しい歌声は一部の冒険者たちの間で噂になる。
人間に対する友愛を自らの行動で示し、本編ではダンジョン19階層で人とモンスターの共生ができるかについてベルとヴェルフに直接問いかけたり、20階層の「隠れ里」では姿を晒して命とダンスを共にしたり、外伝ではアリシアを身を挺して庇い、精霊の分身に飲み込まれそうになったフィンを危機一髪で助ける。フィンを救った後はロキ・ファミリアの本拠で一時的に保護され、ロキやティオネとも直接交流する。
アステリオス
声 - 杉崎亮
黒い猛牛（ミノタウロス）の異端児。異端児の中では新参者でありながら最強であり、オラリオを代表する冒険者たちを悉く払いのけた実力はLv.7に匹敵する。作者の大森は本作品の着想からしてミノタウロスに特別な位置付けを与えており、ベルの好敵手を設定するにあたってはミノタウロスしかないと考え、彼を第三部の猛牛（ヒロイン）と位置付けている。
ベルが駆け出しのころに戦って討ち取った片角のミノタウロスの記憶を持っており、ベルとの再戦が憧憬であり、自身の名前も前世の最期に見たベルのファイアボルト（雷光）を由来とする。本編11巻においてベルとの再会を果たし、自身の想いを伝えて再戦を申し込み、瀕死で隻腕の状態ながらベルとの一対一の戦いに勝利する。次回の闘争での決着の意志をベルに告げ、フェルズに右腕を治療してもらった後、ダンジョン深層で修行に励む中、クノッソス最終戦に参戦するために呼び戻されるが、リドたちの必死の説得によりベルとの再戦を思い止まる。
マリィ
声 - 福積沙耶
人魚（マーメイド）の異端児。下半身が魚であるため、ダンジョン下層の「水の迷都」から離れられず留守番をしている。言動が幼く好奇心旺盛であり、普段からリドたちが出かけている間は一人なため、初対面にもかかわらず優しく接してくれたベルに好感を抱く。
通常の人魚と同様に魅了の力と水中での圧倒的な速度を有するが、自身の血に宿る類稀な回復能力が特徴であり、ジャガーノートと戦ったベルを何度も窮地から救う。

## その他の登場人物

### 現存するファミリア・組織
現存するその他のファミリア・組織、その登場人物を説明する。
ガネーシャ・ファミリア

男神ガネーシャが運営する大手の探索系ファミリア。派閥の等級はSであり、本拠は「アイアム・ガネーシャ」。エンブレムは象の顔。古くからオラリオの治安維持を担っており、Lv.5の団長シャクティ・ヴァルマをはじめとして上級冒険者をオラリオで最も多く抱え、その戦力はロキ・ファミリアやフレイヤ・ファミリアに匹敵する。腕の良いモンスターの調教師が多数所属し、ギルドが企画し、観客の前でモンスターを調教する祭典である怪物祭（モンスターフィリア）を主催・運営する。
主神のガネーシャは自身を群衆の主と標榜しており、神々の中でも特に人間たちへの愛が深く、好漢として有名である。常に象の仮面を装着し、会話の一言目が「俺がガネーシャだ！」なので、変神とも見なされる。ウラノスからも信頼されており、本編9巻時点より前に異端児の存在を知らされていた数少ない人物であり、極一部にのみ異端児の存在を明かして、怪物祭も異端児との融和を想定して実施している。キャラクターの設定はインド神話に登場する象頭神であるガネーシャに由来する。
ソーマ・ファミリア

男神ソーマが運営するファミリア。エンブレムは三日月に杯。探索系のファミリアだが、酒の販売も行う。ソーマが作る酒は神すらも正気を失わせるほどの魅力を有する「神酒」にまで昇華しており、神酒に魅せられて多数の冒険者が集まったため、団員数だけは非常に多い。
主神のソーマは酒造りにしか興味がなく、他の神々との親交やファミリアの運営にも全く興味がなかった。酒造りの資金のためにファミリアを設立したが、団員が報償の神酒を得るために他者を蹴落とす荒くれ者と化す。神酒に溺れてしまう眷族に失望して何も対処しなかった結果、エイナの告発によりギルドから警告を受けて、生き甲斐である酒造りを禁止され、一時は無気力状態に陥ってしまう。本編6巻では、一部の団員がアポロン・ファミリアと手を組んでリリルカを捕らえるものの、ソーマはリリルカに試練を与え、神酒の誘惑に打ち勝った彼女に心を動かされて解放する。その後、ソーマはファミリアの運営に気を配り、状況は少しずつだが改善してゆく。外伝では、ソーマがロキから嗅ぎ付けた神酒の僅かな香りが切っ掛けとなり、ディオニュソスの正体が暴れる。
リリルカ・アーデ

ディアンケヒト・ファミリア

男神ディアンケヒトが運営する大手の医療系ファミリア。エンブレムは光玉と香草。回復薬の販売や原材料の買取り、専門的な医療の提供などを通じて、ロキ・ファミリアをはじめ、多くの冒険者と取引がある。
主神のディアンケヒトは初老の男神であり、腕は確かだが意地が悪く、同じ医療系ファミリアの神であるミアハとは犬猿の仲。キャラクターの設定はケルト神話に登場する弟子のミアハを殺害したとされるディアン・ケヒトに由来する。オラリオ最高の治療師と評されるアミッド・テアサナーレは、白銀長髪の小柄な美少女の沈着冷静なLv.2のヒューマン。あらゆる傷や異常を完全に回復するオラリオ最強の全癒魔法を持ち、支援ではなく攻勢に作用する希有な治療師である。発展アビリティの神秘も有しており、バルカの呪詛に対抗するための秘薬を作り出す。クノッソス最終戦や遠征の派閥連合に参加し規格外の後衛として戦線を支え、本編ではジャガーノート戦で壊滅したベルの左腕を再建したが、クノッソス攻略戦で無理をした彼を叱責して特殊なギプスを施す。
ラキア王国

男神アレスを一柱の神として信仰する国家系ファミリア。ラキア王国は大陸西部に位置し、緑豊かで肥沃な大地と巨大な王都を持つ豊かな国だが、他国や他都市に戦争を仕掛ける軍事国家でもある。アレスの神意で選ばれる王が派閥の団長を兼ね、60万を超える全ての軍人は神の眷族だが、ダンジョンが無いためにステイタスは低い。かつては大量に保有するクロッゾの魔剣の力により戦争に連勝していたが、クロッゾの魔剣を作る力を失って一気に連敗する。ヘスティア・ファミリアのヴェルフの出身国である。
主神のアレスは光り輝く金髪を持つ美丈夫の闘神であり、猪突猛進な性格で建国前から所かまわず戦争を仕掛けるため、第一王子で副団長でもあるマリウス・ウィクトリクス・ラキアをはじめとする配下の将軍や副官たちを振り回して苦労させている。
本編8巻で初めて登場し、クロッゾの魔剣を唯一作製可能なヴェルフを確保するために、6度目のオラリオ進攻を行うが、敢え無く失敗する。捕縛されたアレスは、捕虜になった団員のステイタスの放棄と多大な賠償を条件に解放され、眷族と共に故郷へ戻る。
テルスキュラ

女神カーリーが治めるアマゾネスの国家系ファミリア。オラリオの東南に位置する断崖絶壁に囲まれた半島を領地とする国であり、男子禁制のためアマゾネスの聖地と呼ばれる。真の戦士を目指して団員は互いに殺し合って研鑽を積んでおり、ダンジョンは無いが団員のステイタスは高く、団長のアルガナ・カリフとバーチェ・カリフの姉妹はLv.6に達する。ロキ・ファミリアのヒリュテ姉妹（ティオネとティオナ）の出身国である。
主神のカーリーは赤髪と褐色の肌を持つ幼女のような風貌だが、闘争と殺戮こそが子供たちの真理であるという考えの女神である。アルガナは蛇のような印象のアマゾネスで、カーリーに本質が近いため女神の分身（カーリマー）の異名を持ち、かつて凄惨なやり方でティオネに戦い方を教えていた。バーチェは顔の下半分をヴェールで隠した砂色の髪のアマゾネスであり、壮絶な姉を恐れ、姉を打倒するための糧とすべくティオナを指導していた。
外伝6巻で初めて登場し、フレイヤを打倒するためにイシュタルから港町メレンへ秘密裏に呼び出され、カーリーの企みによりカリフ姉妹とヒリュテ姉妹との殺し合いの儀式が行われるが、儀式に介入したフィンに敗れたアルガナはアマゾネスの習性に従って彼に惚れ、ティオナに敗れたバーチェは腑抜けになった姉に対抗する意味を失い、カーリの企みは失敗に終わる。
その他
モルド・ラトロー

声 - 相馬康一
オグマ・ファミリアに属する、ヒューマンの平凡な上級冒険者。35歳。ステイタスはLv.2。
本編4巻で登場して「豊穣の女主人」で駆け出しのベルにやっかんで絡み、本編5巻では早々に18階層に到達したベルに嫉妬を抱き、ヘルメスに唆されてヘスティアを人質にしてベルを一方的にいたぶる。その後、漆黒のゴライアスとの戦いで窮地をベルに助けられ、階層主に果敢に立ち向かうベルたちを見て考えを改め、周囲の冒険者たちを奮い立たせて共に立ち向う。その後もベルには好意的な印象を抱き、度々登場してはベルに味方する立ち位置にいる。
アンナ・クレーズ

ファミリアクロニクル『episodeリュー』に登場するヒューマンの街娘であり、男神たちから度々求婚されるほどの美貌の持ち主。その美貌に目をつけたテッドの差し金により、父が賭博で多額の借金を背負わされ、その担保としてオラリオ最大のカジノに買い取られてテッドの愛人にさせられる。カジノに潜入したリューたちによって救出され、男装していたリューに恋心を抱いてしまい、別れ際にリューに告白しそうになったところで男装を解いたリューが女性であると知り衝撃を受ける。呆然としたままリューが手配していた馬車に乗り、母の待つ場所へ送り届けられる。
アリィ

ファミリアクロニクル『episodeフレイヤ』に登場するシャルザード王国の第一王子アラムであり、男性のように振る舞うが実際は褐色の肌で薄紫色の瞳を持つ美しい16歳の女性であり、本来の名がアリィ。傭兵系のラシャプ・ファミリアを引き入れたワルサ国の進攻により国王が殺害され、奴隷に扮装して紙一重で王都から逃げ出した先でフレイヤに見初められる。フレイヤの協力により国を取り戻した後、フレイヤの手を取るか渇望と葛藤が入り混ざるが、フレイヤから王として生きろと告げられる。後に、シャルザードはアラム王の治世のもと最盛期を迎え、アラム王は後継者も残し、最後まで善政を尽くして「王にして英雄」と呼ばれるまでになる。

### 消滅したファミリア・組織
物語開始後に、消滅したファミリア・組織とその登場人物を説明する。
アポロン・ファミリア

本編6巻でヘスティア・ファミリアと対峙する、男神アポロンが運営する探索系ファミリア。派閥の等級はDで、エンブレムは太陽に弓矢。アポロンが見初めた者たちが数多く所属しており、美男美女が多い。
主神のアポロンは月桂樹の冠を被った金髪の美男子で、1度見初めた相手を絶対に手に入れようとする執念深い性格であり、長身の美青年であるファミリアの団長ヒュアキントス・クリオをはじめ、見初めた相手は女性よりも男性の方が多い。天界ではヘスティアにも求愛しており、彼女からは苦手意識を持たれている。恋多き神であるため、他の神からは悲恋（ファルス）と渾名を付けられて笑いものにされる。キャラクターの設定はギリシア神話に登場する光・太陽の神とされるアポローンに由来する。
ベルを見初めたアポロンは、ソーマ・ファミリアと極秘に手を結び、卑劣な手段を用いてベルとヘスティアを追い詰めて戦争遊戯の開催に持ち込ませる。戦争遊戯ではLv.3のヒュアキントスがLv.2のベルと一騎打ちとなり、ベルから渾身の拳を頬に受けて敗北する。戦争遊戯の終了後、アポロンは全財産を没収され、本拠としていた豪邸はヘスティア・ファミリアの本拠となる。団員のステイタスを改宗可能な状態にしてファミリアは解散させられ、アポロンはオラリオから永久追放される。ヒュアキントスをはじめとする団員の一部はギルドの戦力流出禁止令を無視し、アポロンを追ってオラリオを去る。
ダフネ・ラウロス

カサンドラ・イリオン

イシュタル・ファミリア

本編7巻でヘスティア・ファミリアと対峙する、女神イシュタルが運営する娼館ファミリア。派閥の等級はA。本拠は「女主の神娼殿」、エンブレムは娼婦。オラリオの南にある歓楽街を牛耳っており、莫大な利益を上げる。構成員の大半は戦闘娼婦のアマゾネスたちが占める。
主神のイシュタルは黒髪で褐色の肌を有する性愛の神であり、自身と同じ美の神であるフレイヤを尋常でないほど憎んでいた。本格的にフレイヤを打倒するために、春姫と殺生石を使った団員の強化のための儀式を計画し、テルスキュラを味方に付け、闇派閥とも手を結び精霊の分身の準備も進めていた。キャラクターの設定はメソポタミア神話やシュメール神話に登場する愛と美の女神イシュタルに由来する。団長のフリュネ・ジャミールはLv.5のアマゾネスの戦闘娼婦であり、短い手足の割りに顔と胴体がずんぐりと太った人間離れした2Mを超える風貌から、同じ派閥の団員からはヒキガエルと蔑まれる。外伝6巻でベートに一撃で倒されたアマゾネスの少女レナ・タリーはアマゾネスの性癖に従って彼に惚れ、外伝8巻でベートの前に現れて以降、ベートに求婚を繰り返す。
本編7巻でイシュタルはヘルメスを尋問してフレイヤのベルに対する執心を知り、彼女より先にベルを我が物にしようとするが、ベルに手を出したことがフレイヤの逆鱗に触れ、フレイヤ・ファミリアから急襲される。フリュネはオッタルに再起不能になるほどの恐怖を叩き込まれ、イシュタルはフレイヤの手で天界へ強制送還され、ファミリアは歓楽街と共に壊滅する。
アイシャ・ベルカ

サンジョウノ・春姫

イケロス・ファミリア

本編9巻と10巻でヘスティア・ファミリアと対峙する、男神イケロスが運営するファミリア。派閥の等級はBで20年以上前からオラリオに存在し、クノッソスを根城にしていた。異端児を捕まえては怪物趣味の貴族に売り飛ばしていた無法者の狩猟者集団である。団長のディックス・ペルディクスがウィーネを確保するために多数の異端児を惨殺したことが、リヴィラの街と地上を巻き込んだ異端児たちの動乱に発展する。
主神のイケロスは、常に卑屈な眼差しで軽薄な笑みを浮かべた神であり、ディックスの狂気を獣の夢として面白がって団員の悪行を放置していた。赤い左眼が特徴のディックスはダイダロスの子孫であり、バルカの弟である。ステイタスはLv.5であり、短文詠唱の呪詛を武器とする。先祖代々のダイダロス一族の呪縛を自覚しているが、異端児への暴虐に一族の狂気を越える欲望を見出し、捕らえた異端児を拷問した後に貴族へ密輸することで自身の生き甲斐とクノッソス完成のための資金集めを両立していた。
ディックスはアステリオスの一撃を喰らって死亡し、その他の団員も異端児たちに皆殺しにされる。イケロスはガレスに捕縛されかけたフェルズを逃がすためにヘルメスの取引材料にされ、ロキ・ファミリアに闇派閥との協力関係を自白するがエニュオの計画には無関係と判断され、ギルドに身柄を引き渡された後にオラリオから永久追放の処分となり、本編10巻でファミリアは消滅する。
タナトス・ファミリア

外伝『ソード・オラトリア』でロキ・ファミリアと敵対する、男神タナトスが運営するファミリア。クノッソスを拠点とし、闇派閥の幹部ヴァレッタ・グレーデとその残党、バルカ・ペルディクスと共に、エニュオや怪人と手を組んでオラリオの破壊を企む。
主神のタナトスは、退廃的で陰鬱な雰囲気を纏う死を司る神であり、人間は昔のように頻繁に死んだ方が良いという考えに基づいてオラリオの破壊に加担する。本編開始の8年前、幼少期のアイズをダンジョンで闇派閥に勧誘し、この気紛れがアイズの存在を「穢れた精霊」に気付かせる原因となり、エニュオによる動乱の具体化に繋る。Lv.5のヴァレッタは口の悪い下品な女であり、かつて「27階層の悪夢」を画策した人物でもある。外伝7巻では恨みを抱くフィンを取り逃がした腹癒せにリーネたちを殺害し、元イシュタルの眷族を虐殺する指揮もとる。もう一人の幹部でLv.4のバルカはディックスの兄にあたる。弟とは逆にダイダロスの呪縛に強く囚われており、クノッソスの完成以外は一切の興味がない人物である。また、レアアビリティ神秘を保有し、ディックスやヴァレッタ、セクメト・ファミリアの暗殺者が備える強力な呪道具の製作者でもある。団員は、タナトスから死後の転生を信じさせられており、自爆覚悟で戦う死兵と化している。
外伝8巻でヴァレッタはベートの魔法により部下と共に焼き尽くされて死亡し、外伝11巻で異形の怪物となったバルカは、アミッドの魔法によりダイダロス一族の呪縛が解かれ、生きる意味を失って死亡する。その他の団員も精霊の分身に喰われて全滅し、主神のタナトスもエニュオに道具として利用された意趣返しに自刃し、外伝11巻でファミリアは消滅する。
ディオニュソス・ファミリア

外伝『ソード・オラトリア』に登場する、男神ディオニュソスが運営する中堅クラス規模のファミリア。外伝1巻の神会でデメテルと共に初めて登場し、極彩色のモンスターに殺害された眷族の敵討ちと称してロキに近づき、ロキの信用を得た後、外伝4巻でロキとヘルメスと共に派閥同盟を組み、闇派閥や怪人、都市の破壊者と敵対する。
主神のディオニュソスは、上品さと優雅さを兼ね備えたオラリオの住民に敬われる酒神である。団長のフィルヴィス・シャリアはファミリアで唯一のLv.3であり、赤緋の瞳に白い肌で濡れ羽色の長髪を有する美しいエルフの少女だが、6年前の「27階層の悪夢」で一人だけ生き残った後も、参加したパーティが四度とも彼女を除いて全滅したために死妖精（バンシー）の悪名で呼ばれ、団員を含む冒険者たちから忌み嫌われる。そのため、他者に対して気を許さず、潔癖性で排他的な振る舞いや言動が多かったが、外伝3巻でレフィーヤと出会い、強引に親交を深めようとするレフィーヤに根負けして、次第に心を開くようになる。短文魔法を並行詠唱で駆使する魔法剣士であり、外伝4巻で深層の遠征に赴くレフィーヤに並行詠唱を指導し、自身の障壁魔法を授ける。
外伝11巻でエニュオによりディオニュソスが殺害された様が眼晶を通じてロキへ伝えられ、天界への強制送還による衝撃が走った後、常人となったフィルヴィスはエインに殺害され、団員は精霊の分身に喰われて死亡する。しかし、外伝12巻でディオニュソスとフィルヴィスの死は偽装であることが明らかとなる。

怪人

外伝『ソード・オラトリア』に登場する、人間とモンスターの混合種。穢れた精霊により極彩色に輝く魔石を人の身体に埋め込まれた強化種であり、どんな傷でも自己再生する強力な治癒能力を有し、極彩色のモンスターや精霊の分身に命令できる。穢れた精霊の意志に従う存在として、エニュオと呼ばれる神物、闇派閥の残党、暗殺者と利用し合う関係にある。外伝3巻において、「27階層の悪夢」の首謀者であり、死亡したと認識されていたオリヴァス・アクトが、怪人として蘇った姿を自ら晒してオラリオを滅ぼすと宣言し、ロキ・ファミリアをはじめとしたオラリオ全体と敵対する。
レヴィス
声 - 大原さやか
外伝2巻から登場する赤い髪の女性。フェルズの依頼で緑色の宝玉を持ち去ったハシャーナをリヴィラの街で殺害し、初めて会ったアイズを「アリア」と呼び、レフィーヤの援護を受けたアイズを圧倒する。これ以降、「アリア」の確保に執着する穢れた精霊の命令を実現するためにアイズと何度も対峙する。戦闘力は高くフィンに深手を負わせたこともあり、フィンからも最も警戒すべき敵として認識されて対抗作戦を立てられ、エインによる邪魔もあり、ロキ・ファミリアを壊滅できなかった。クノッソス最終戦にて、穢れた精霊を惰性で守る役割を含めて、この世の全てをくだらないと感じていたが、アイズとの対戦が愉快であり剣を交えることに夢中だったと語り、一対一でアイズと死力を尽くした戦いに敗れて消滅する。
穢れた精霊の話し相手、兼番人として産み出された特別な怪人であり、900年以上前にレヴィナス・ダルダという冒険者の魂が7等分され、その分割された魂を注がれた魔石を人間の屍に埋め込まれた存在。外伝15巻にてディオニュソス・ファミリアの冒険者（アウラ）を基にした最後のレヴィスが登場する。
エイン
声 - 金元寿子
紫紺の外套に両手にメタルグローブを装着した仮面の怪人。外伝3巻でアイズやレフィーヤ、フィルヴィスらの眼前に正体不明の怪人としてオリヴァスと共に現れ、その後も度々登場していたが、外伝12巻でその正体がフィルヴィスであると明かされる。真の姿は「27階層の悪夢」において穢れた精霊の分身により極彩色の魔石を埋め込まれた怪人であり、普段は分身魔法によりディオニュソスの眷族役のフィルヴィスと、仮面を被った怪人役のエインに分かれていた。
怪人となった当初、汚れた自分が許せずに何度も死のうとしたが、怪人の自己再生力によりそれも叶わず、汚れた自分を愛していると語るディオニュソスに救われ、彼の願いを叶えることが生きる目的となる。しかし、外伝3巻でレフィーヤと出会い、その後、心を通わせた彼女に対する親愛とディオニュソスに対する忠誠との間で心が引き裂かれてゆく。
食人花を率いて自分に自分を殺させて自身の死を偽装し、レフィーヤの心を壊してでもクノッソスから彼女を遠ざけようとするが、クノッソス最終戦でレフィーヤに正体を突き付けられ、分身魔法を解除してレヴィスよりも強力な怪人としてレフィーヤと対峙する。激戦の末、最期にはレフィーヤに抱かれながら感謝の言葉を語り、笑顔を浮かべて消滅する。

その他

ジュラ・ハルマー
本編13巻に登場する元ルドラ・ファミリアの団員であり、本編開始の5年前までは闇派閥に属していた。猫人の男性冒険者で怪物趣味の志向をもつ隻腕の調教師。
本編開始の5年前、敵対するアストレア・ファミリアを全滅させるために策を弄した結果、ダンジョンからジャガーノートが産み出され、その圧倒的な強さに魅せられてしまう。復讐のために本拠に襲撃してきたリューに右腕を斬り落とされるが、何とかクノッソスに逃げ込み、ジャガーノートを自分の所有物にするための計画を練り続けていた。一連のクノッソスでの騒動から身を隠しきれないと悟ったジュラは強力な調教具を確保し、ターク・スレッドを巻き込んで計画を実行する。
タークはリヴィラの街でジャンを殺害し、その犯人が疾風であると騒ぎ立ててリヴィラの街の冒険者を味方につけリューを罠に誘い込む。思惑通りジャガーノートの誕生に成功するが、ジャガーノートの調教に失敗したジュラは胴を両断されて死亡し、タークも25階層の崩壊に巻き込まれて死亡する。

エニュオ
外伝『ソード・オラトリア』に登場するオラリオの破壊を企む黒幕。外伝3巻で謎の神物として初めて名前のみ登場し、その後も事件の黒幕として描かれていたが、外伝12巻でその正体がディオニュソスであると明かされる。普段は自身が作った神酒を飲んで自分を正義の神であると自己暗示をかけていたため、同盟を組んでいたロキやヘルメスにもその偽りの姿を見抜けなかった。
かつてモンスターに蹂躙されて子供たちが泣き叫んでいた楽しい時代「狂乱（オルギア）」を再び引き起こすために、ゼウスとヘラが出奔した15年前からオラリオの破壊を計画する。6年前にアイズを求めて27階層に出現した穢れた精霊の存在に唯一気付き、自身の計画を実現するために怪人や闇派閥と手を結び、アイズを狙う穢れた精霊の要求に応えるためにロキ・ファミリアにも接近する。
正体を隠すため、自身に探りを入れた女神デメテルの眷族を誘拐し、自身の眷族を秘密裏に改宗させるために神酒を使って老婆の女神ペニアも利用する。最終的に、自身の死を偽装するためにペニアを殺害し、デメテルを犯人に仕立てようとするもののロキに正体を見破られ、最期は笑いながら自刃して天界に強制送還される。

### 過去に存在したファミリア・組織
物語開始前に、既に消滅していたファミリア・組織とその登場人物を説明する。
ゼウス・ファミリア
本編開始の15年前までオラリオ最強を誇った探索系ファミリアであり、かつてヘラ・ファミリアと共に三大冒険者依頼の二柱を討伐したとされ、ゲーム『メモリア・フレーゼ』のグランド・ディ編では「陸の王者」を討伐した物語が描かれる。ダンジョンの最終到達階層は71階層、Lv.8の眷族が所属していたが、黒竜に敗れて多くの団員を失ってファミリアは解体され、主神である男神ゼウスはロキとフレイヤによりオラリオから追放されて姿を消す。ゼウスはベルの回想で語られる祖父の正体であるが、ベル自身は育ての祖父がゼウスであり、物語の開始時点でも存命であることを知らない。
ヘラ・ファミリア
本編開始の15年前までゼウス・ファミリアと双璧を成したオラリオ最強のファミリアであり、ダンジョンの最終到達階層は71階層、Lv.9の眷族やベルの叔母が所属していたが、黒竜に敗れてファミリアは解体され、主神である女神ヘラはゼウスと共にオラリオから追放される。ヘラはヘルメスから「ヤンデレ」と評され、ロキからは「最強最悪、超絶残虐破壊衝動女」と評される人物。かつてフレイヤはヘラと抗争して敗北したが、この件をゼウスとヘラによる「夫婦劇」に巻き込まれたと語る。本編開始前のヘラ・ファミリアなどが活躍した時代は、殺し合い上等の大抗争が当たり前だったと設定されている。
アストレア・ファミリア
かつて女神アストレアが運営していた、派閥の等級がBの探索系ファミリアであり、ガネーシャ・ファミリアと共にオラリオの秩序を乱す者を取り締まる役割を担い、住民から慕われていた。ゲーム『メモリア・フレーゼ』のアストレア・レコード編では主役を担う。
主神のアストレアは胡桃色の髪をまとめた藍色の瞳の気品ある女神であり正義と秩序を司る。団長のアリーゼ・ローヴェルは赤い髪をした快活で美しいLv.4のヒューマンの少女で、自らを清く完璧と自賛し、リューには「尊敬する人物」であると評される。11人の団員は全て女性の第二級冒険者であり、一見、正義の派閥らしからぬ者たちも所属していたが、オラリオの暗黒期を終わらせるために団結していた。本編開始の5年前、ジュラが仕掛けた罠によって生まれたジャガーノートに団員が次々と瞬殺され、辛うじて生き残ったアリーゼもリューを救うために犠牲となった。物語の開始時点では、アストレアはオラリオの外で存命だが、ファミリアは事実上消滅していた。
本編14巻で危機に陥ったリューの回想の中で団員が登場して彼女の中に正義と希望が残っていると伝え、リューにトラウマであるジャガーノートに立ち向かう勇気を与える。本編18巻ではリューの派閥大戦への参加資格を満たすためにアストレアが久しぶりにオラリオに来訪する。
リュー・リオン

闇派閥
かつて存在した邪神を名乗る神々が束ねていた過激派ファミリアの総称。ゼウスとヘラのファミリアが壊滅した後、秩序の崩壊や破壊工作を繰り返してオラリオに混沌をもたらす暗黒期を主導していた。
本編開始の6年前、ギルドから追い詰められたヴァレッタら幹部は、オリヴァスを唆して闇派閥の団員とギルド傘下の冒険者の潰し合いをダンジョン27階層にて画策したが、企みを見抜いたフィンの活躍により戦いはギルド側の勝利に終わる。双方多くの犠牲を出したこの事件は「27階層の悪夢」と呼ばれ、生き残ったヴァレッタを含む幹部たちだけは死んだ振りをしてギルドから身を隠すことに成功し、闇派閥の壊滅を印象付ける。
本編開始の5年前、リューによるルドラ・ファミリアをはじめとする闇派閥の残党への復讐が行われた結果、関連する組織は壊滅し、男神ルドラなどの邪神たちも天界に強制送還され、オラリオの暗黒期は終焉を向かえる。

## 用語

### ファミリア関連
ファミリア
「神の眷族」の意味であり、下界に降りた神が神の恩恵を与えた人々を集めて組織した集団。ファミリアの主である神は主神と呼ばれ、主神の名を冠して呼ばれる。ギルドからIからSまで等級付けされ、等級が高いほどギルドからの徴税額も上がり、ダンジョン探索系のファミリアは派閥の等級がD以上になると遠征の強制任務が課せられる。
オラリオではダンジョン探索系が最も多いが、食料供給を担う商業系、武器の生産や建築を担う製作系、果ては暗殺者集団で構成される犯罪系、多くの神と眷族から成る国家系と呼ばれるファミリアも登場する。
神の恩恵（ファルナ）
神が神血を媒体にして人間の体に神聖文字を刻む事で発現し、様々な事象から経験値を得て能力を引き上げ、新たな能力を発現させることを可能とする。本作品の根幹を成す設定であり、作者が現実のヒエログリフを見て思いついた。
神の恩恵を具体的に数値化したものを「ステイタス」と総称し、基本アビリティ、発展アビリティ、スキル、魔法（呪詛）、そして総合的階位を示すレベルから構成される。
戦争遊戯（ウォーゲーム）
ファミリアの間でルールを定めて行われるファミリア同士の決闘であり、神会で事前に手続きや勝負形式、勝利後の要求などの取り決めを行い、戦争遊戯に敗北した神は勝利した神の要求を絶対に応えなければならない。勝負形式は一騎討ち、攻城戦など様々ある。
本編18巻で描かれるオラリオを全体を巻き込んだ、ヘスティア・ファミリアを旗手とする派閥連合とフレイヤ・ファミリアによる戦争遊戯は「派閥大戦」と呼ばれる。

### 冒険者関連
冒険者
神の恩恵を得て、ダンジョンに潜り、モンスターと戦い、そこから得た収入で生計を立てる者の総称。作中では、レベル（Lv.）1の冒険者を「下級冒険者」、Lv.2以上を「上級冒険者」と大別され、下級冒険者はダンジョンの11から12階層までが攻略可能の限界とされる。オラリオの冒険者の過半数が下級冒険者であり、上級冒険者の半分の者がLv.2、これ以外の者がLv.3以上である。
事件を起こしてギルドから登録を取り消された冒険者は、魔石やドロップアイテムの換金が禁止されて生活ができなくなり、度が過ぎた犯罪行為はギルドにより取り締まられて刑罰が課される設定がある。また、冒険者が別のファミリアに移転するための儀式を「改宗」（コンバージョン）と呼び、一度改宗を行うと最低1年間は再改宗できないとされる。
冒険者の「二つ名」は、神々が上級冒険者に与える称号であり、3か月に1回開催される「神会」において神々の多数決により決定される。個人的に親しい場合や同じファミリア内の場合を除き、上級冒険者は、本名ではなく、二つ名で呼び表す慣習がある。
サポーター
冒険者が倒したモンスターの魔石やドロップアイテムなどを収集し、予備武器やアイテムなどを持つ役割もこなすため、ダンジョン攻略の生産性と戦力の観点から重要視される。同じファミリアの高レベル冒険者のサポーターを務める場合は別だが、様々な理由でドロップアウトした冒険者がなることが多いため、専業として雇われる場合は冒険者から目下に見られ、雑用係のように手ひどく扱われることもある。
怪物進呈
冒険者が大量のモンスターを他者に押し付ける行為の総称。ダンジョン内では日常茶飯事であり、上手く利用することが上手く生き残る技術でもあるため、冒険者の間では悪意が無い限り、一定の理解を払うという不文律がある。
冒険者依頼
依頼人が抱える様々な問題を冒険者に解決してもらう依頼の総称であり、依頼者は報酬を用意し、冒険者は依頼をこなして報酬を受け取る。ギルドが仲介する依頼の多くは信用度が高いが、ギルドを介さない依頼は報酬を踏み倒されたりもする。
三大冒険者依頼
神の降臨前にダンジョンから地上へ進出した強力な三体のモンスターである「陸の王者（ベヒーモス）」、「海の覇王（リヴァイアサン）」、および「黒竜」の討伐を指す。最強の冒険者が揃うオラリオには、これらを討伐する資格と責務があるとされ、物語の開始時点では陸の王者と海の覇王はゼウス・ファミリアとヘラ・ファミリアにより既に討伐されている。
黒竜
その討伐は下界全土の悲願とされる。物語の時代ではオラリオの北にある竜の谷において、精霊の力により封印されている。英雄譚では最強の英雄アルバートにより己の命と引き替えに片目を潰して地上から退けられたとされ、古から「隻眼の竜」の名で伝わる生きる伝説的な存在とされる。作中ではアイズおよびその父親との因縁が示唆されている。

### 能力関連
レベル
神の眷族のランクを総合的に示す数値。冒険者のステイタスは部外秘であるが、レベルはギルドへの申告と公開が義務である。 「ランクアップ」（レベルアップ）するためには任意の基本アビリティがD以上となり、自分の限界を突破するような特別な経験（偉業）を積む必要がある。ランクアップは上位存在たる神に一歩近づくことを意味し、これにより心身の強化と器の進化が実現される。レベルの差は絶対的な能力の差を生むとされ、本編20巻時点の最高峰はLv.7であるが、過去にはLv.8やLv.9の冒険者も存在していた。
基本アビリティ
力・耐久・器用・敏捷・魔力の5項目からなる基礎能力。0 - 999の数字とI - AおよびSで表す等級によって示される。訓練や実戦によって上昇するが、ランクアップのための経験（偉業）とは別物。ランクアップした場合は、アビリティの全ての項目は一旦0に戻るが、以前のレベルで獲得した数値は潜在値として能力に反映される。通常、能力値は999が上限であるが、ベルはスキルの効果によって限界を突破し、等級はSSやSSSで示される。
発展アビリティ
基本アビリティよりも専門的な能力。Lv.2以降のランクアップの際に発現する可能性があり、I - Sの等級が存在する。「耐異常」は毒などに対する耐性が向上し、「鍛冶」は鍛錬した武具の性能が向上する。発現する能力はこれまでの行動や経験と相関があり、例えば薬やアイテム作製の機会が多いと「調合」が発現し易い。魔導師に必須な「魔導」は、魔法発動時に魔法円が出現し、魔法の威力や精神力の運用効率が向上する。
発現すること自体が珍しいレアアビリティもあり、「神秘」は神の奇跡を実現するような貴重なアイテムを作製できるようになる。神の恩恵にはアビリティの説明がないため、ベルに発現した「幸運」のように前例のないアビリティは効果が不明である。
スキル
特殊な効果や作用を肉体にもたらす能力であり、ステイタスが器の強化であるのに対して、スキルは器の中で特殊な化学反応を起こさせる効果があるとされる。スキルには等級が無くランクアップ時以外でも発現し、能力は本人の本質や望みを反映し、その名称も心の鏡とされる。
魔法
精神力（マインド）というエネルギーを消費して超常現象を引き起こす力。発動するには詠唱を必要とし、詠唱が長いほど効果が強力になる傾向がある。最大3種までの魔法を獲得できるが、大多数の者は発現しないまま生涯を終える。
魔導士には、魔力が暴走すると「魔力暴発」と呼ばれる自爆現象が起こるため魔力の制御技術が求められ、精神力の消費が激しいと「精神疲弊」して気絶するため高い精神力が求められる。「並行詠唱」は戦闘や機動を行いながら魔術を発動させる高等技術である。
呪詛（カース）
通常の魔法とは異なる「呪い」に分類される力。魔法と同じく詠唱によって発動し、肉体や精神に致命的なデメリットを引き起こす。防御と治療には専用の魔道具が必要であり、耐異常の発展アビリティでも防御できない。強力な力を発現する反面、術者に代償を伴い、この点が魔法との違い。

### アイテム関連
魔石
モンスターの胸部などの中心部に存在する魔力が込められた紫紺の結晶であり、砕かれるとモンスターは即死して灰化する。さまざまな道具に加工され、夜に明かりを灯す魔石灯、発火装置、冷凍器、昇降機のような機械に利用される貴重な資源である。冒険者は魔石をギルドで換金することで主な収入源とする。
ドロップアイテム
魔石とは別に、倒したモンスターが残す身体の一部。様々な武具や道具などの優れた素材になるため、魔石よりも高く取引され、高レベルのモンスターが残すドロップアイテムほど高値が付き、探索系ファミリアの収入源となる。
神（ヘスティア）のナイフ
ヘファイストスが製作し、命名した持ち主と共に成長するという特異な特性を持つベルの武器。ミスリルとヘスティアの髪と神血を材料にして作られ、ヘスティアにより神聖文字が刻まれたことでステイタスが発生しており、ヘスティアの眷族以外が手にするとガラクタとなる。命の探知スキルではヘスティアの眷族の一人として認識される。テレビアニメで放映されたナイフに刻まれた神聖文字の文章は、作者自らが考案している。
魔剣
魔法を放つ剣であり、高レベルの鍛冶アビリティをもつ鍛冶師が作製できる。冒険者が扱う魔法よりも威力は弱いが、誰でも速効で魔法を使用できる反面、一定回数以上の使用により砕け散るため消耗品である。
クロッゾの魔剣
クロッゾ一族により製作された規格外の魔剣。神々の降臨前、クロッゾの先祖が精霊を命懸けで守りその血を分け与えられ、強力な魔剣を作る能力を得た。その力が子孫にスキルとして受け継がれてきたクロッゾの一族は魔剣をラキア王国に提供して鍛冶貴族の地位を獲得したが、ラキア王国の進攻によって棲み処を追われたエルフや精霊たちから怒りを買ったために、物語開始時点ではヴェルフを除いて魔剣を作る力を失う。

魔道具
魔法的・超常的な効果をもたらす道具の総称。製作には神秘のアビリティが必要になる。アスフィが製作した「血潮の筆」のように一般に流通する魔道具もあるが、非常に高価であったり、ご禁制の品もある。魔法を強制的に発現できる「魔導書」は貴重品であり、その値段は数千万ヴァリスを軽く越える。「開錠薬」は神血を元に作製され、ステイタスを強制的に暴くことができるので裏市場でのみ出回る。また、作中では、魔道具の製作者による専用の武器や防具も登場する。
殺生石
本編7巻においてイシュタルがフレイヤを打倒するための切り札としてヘルメスに依頼してオラリオ外から入手した、狐人の妖術を第三者に与えるための禁忌の魔道具。殺生石を砕いた欠片を持つ者は誰でも妖術を使用できるようになるが、その欠片を集めたとしても生け贄の狐人は廃人か赤子のような状態でしか戻らない。
眼晶（オクルス）
フェルズが開発した、片方の水晶が捉えた光景と音声を番となる水晶に映し出す双子水晶であり、ペアで保持する必要はあるが、作中で唯一存在する遠隔地間の即時交信を可能とする貴重な魔道具。ウラノスたちとダンジョンにいる異端児との連絡に使用されていた。本編ではヘスティア・ファミリアと異端児との連絡のためにフェルズから提供され、外伝ではロキ・ファミリアとウラノスとの協力関係が確立した後、クノッソス攻略の要として提供される。
ダイダロス・オーブ
クノッソスへ出入りするための「D」の文字が刻まれた魔道具。ダイダロスの子孫の左眼に反応して自由に出入りできる仕掛がクノッソスには組み込まれており、ダイダロスの子孫たちは死後に左眼をくり抜かれ、他者がクノッソスへ出入りするための鍵に加工される。クノッソスの秘匿性の根幹を担っており、闇派閥の関係者のみに供給されていた。作中では5つの鍵が関係者外に流失し、地上に残された異端児たちの帰還とロキ・ファミリアによるクノッソス攻略において文字通り鍵となる。

### 種族
人間
「ヒューマン」はいわゆる人であり、亜人として「エルフ」、「ドワーフ」、「アマゾネス」、「小人族（パルゥム）」、「獣人」などの種族が登場し、これらを作中では人間と称する。エルフは容姿端麗で精霊に次ぐ魔法の使い手とされ、ドワーフは少し背丈が低いが筋肉質な体格で力に優れるとされる。アマゾネスは褐色の肌の女性のみの種族であり体術による高い戦闘技術と強い闘争心を持ち、強い男を好むとされる。小人族は成人しても身長100C程度の種族であり、ヒューマンと共に冒険者に向かないとされる。獣人は種族固有の能力を有し、狼人（ウェアウルフ）、犬人（シアンスロープ）、猫人（キャットピープル）、猪人（ボアズ）、狐人（ルナール）などが登場し、種別は多岐に渡る。
神
天界より降臨した不変不滅の超越存在。ウラノスのように千年前から下界にいる神もいれば、ヘスティアのように最近下界へ降臨した神もいる。不完全な世界に興味を抱いた神々は下界でゲームに興じるため自らルールを定め、下界では人間の嘘を見抜く力などを除いて神の力の使用を禁じ、敢えて人間と同等の力で過ごしている。外見は容姿端麗で、神威から一見して神と判別できるが、病気にも罹るし、衣食住のために金も必要になる。ただし、下界の者による神殺しは禁忌であり、神に手を下せる者は神のみである。致命傷を与えられると神の力が自動的に発動して天界へ強制送還され、再び下界へは降臨できないとされる。
精霊
モンスターを排除するために神々が下界に放った人間の導き手であり、神意を受け取って英雄を助力していたとされる。作品で描かれる時代にも土精霊などが存在し、その中には俗世間の中で暮らす者も存在する。人間と子を成せないが、何らかの事情で精霊の血をその身に宿す人間もいる。

### モンスター
ダンジョンから産まれ落ちる人間の敵。階層毎に産まれるモンスターの種類と次産間隔が決まっており、殲滅後の一定時間はモンスターが産まれない。ダンジョン内部で神の存在（神威）が感知されると、神を排除するために強力な漆黒のモンスターが産まれる。
強化種
同胞であるモンスターの魔石を喰らい、能力や知恵が特別に強化されたモンスター。魔石を喰らう異端児、極彩色のモンスターや怪人も含まれる。本編12巻で登場するモス・ヒュージの強化種は、効率的に魔石を得るために、冒険者の持つ魔石を狙い罠や戦術を駆使するほどの知恵を身につける。
階層主
特定の階層にのみ出現する強力な固有モンスター。ダンジョン17階層に出現するゴライアス、27階層に出現するアンフィス・バエナ、37階層に出現するウダイオス、49階層に出現するバロールが相当し、通常、ファミリアの総出や同盟を組んで討伐される。
- ゴライアスは、全高7Mにも届く灰褐色の巨人モンスターであり、推定能力はLv.4相当とされる。本編5巻に登場する漆黒のゴライアスは黒色の肌をしたゴライアスの亜種であり、動作が素早く防御力も通常のゴライアスを遙かに上回り、驚異的な治癒能力も備える。そのドロップアイテムは、通常のものよりも耐久力が桁違いであり、討伐後にヘスティア・ファミリアへ渡り、ヴェルフにより防具へ加工され、その一部がベルの「ゴライアスのマフラー」となる。
- アンフィス・バエナは、全高20Mを超える総身が白い鱗で覆われた双頭の水竜のモンスターであり、水上の地形も考慮した推定能力はLv.6相当とされる。巨蒼の滝（グレート･フォール）に出現し、水上でも燃え続ける焼夷蒼炎と魔法の威力を低下する紅霧という息吹を使うため遠距離攻撃が不可能であり、水上での接近戦が強いられる。
- ウダイオスは、全高10Mを有する巨大な骸骨型のモンスターであり、推定能力値はLv.6とされる。下半身が地中に埋まっているために旋回能力はないが、地面から無数の逆杭を放ち、骸骨型のモンスターを兵隊として使役できる。一騎打ちの場合は地面から巨大な黒大剣を取り出して強力な衝撃波を放ち、打倒すればドロップアイテム「ウダイオスの黒剣」を獲得できる。

大蛇の井戸（ワーム・ウェール）
本編第13巻に登場する巨大な蛇の希少種。深層に生息するモンスターでありながら、階層間を移動するという習性があり、稀に下層に現れては多くの冒険者を全滅させてきたために冒険者の間では凶兆（ラムトン）という二つ名でも呼ばれる。
ジャガーノート
本編13巻と14巻に登場する鎧を纏った恐竜の化石のような姿の大型級のモンスター。修復が追い付かないほどにダンジョンが大きく破壊された時、免疫機構として産み出され、その原因となる存在を全て排除する。驚異的な敏捷性と破爪による圧倒的な破壊力を持ち、殲滅力に特化しているが、魔石がないために長期間存続できない。一方、魔石の破壊による打倒も不可能であり、魔法を完全反射する装甲殻を持つことから、物理的に破壊し尽くすしか倒す手段がない。
極彩色のモンスター
外伝『ソード・オラトリア』に登場する魔法や魔石に反応して襲いかかってくる黄緑の体を持つモンスター。通常のモンスターと異なり中央部分だけが極彩色の魔石を有し、ダンジョンではなくモンスターから産み出される。
巨蟲は強力な腐食液を武器とする芋虫型モンスターであり、食人花は花の姿をした地上にも出現するモンスターであり、24階層の食糧庫の大主柱に寄生した巨大花が産み出していた。眼黽は6本足の小さな虫型モンスターであり、専用の結晶で仲間と誤認させることができるため、クノッソス内部に解き放たれていた。
精霊の分身
外伝『ソード・オラトリア』に登場する、緑色の宝玉に包まれた胎児が寄生して上半身が女体型の姿に生まれ変わったモンスター。穢れた精霊の分身とされ、精霊由来の強力な魔法を使役できる。穢れた精霊の意志を擬えたかのような言動をし、アイズの魔法に反応して興奮したりする。作中では6種の精霊の分身が登場、エニュオの切り札はニーズホッグと名付けられた竜に寄生したものだった。
穢れた精霊
外伝『ソード・オラトリア』に登場するモンスター。少なくとも900年前にはダンジョンに存在し、物語時点では60階層に潜み魔界を形成している。レヴィスや精霊の分身を産み出し、アイズを「アリア」と呼んで自らのものにしようとし、外伝15巻においてアイズを捕食することに成功する。

### 地名
オラリオ
物語の舞台の中心となる、世界で唯一「迷宮」が存在する円形の都市。都市は堅牢かつ巨大な市壁に囲まれており、外周ほど高層の建造物が多く、中心ほど低層となり、中心部にはバベルが聳える。都市の内部は、その中央から八方位に伸びた放射状のメインストリートにより分けられた八つの区画から構成され、ヘスティア・ファミリアの本拠「竈火の館」は西と南西のメインストリートに挟まれた第六区画にある。
神々の降臨前から、迷宮のモンスターから得られる魔石とドロップアイテムで富を築くために、またモンスターの進出を防ぐために、多くの人々が集まり、発展してきた都市とされる。神々の降臨後、神々の多くがこの地に居を構え、神の恩恵を得る機会に恵まれたため高みに到達する者が多く、武力において世界最高峰となる。また、魔石製品を輸出して莫大な収益を得ているため、大陸屈指の大都市でもある。
物語ではオラリオ外の地も登場し、大陸の最西端に位置するオラリオの東部方向には草原が広がり、その先にはセオロ密林が繁り、その先にアルヴ山脈が連なる。アルヴ山脈を越えた東に剣製都市ゾーリンゲンが位置する。南西方向に港町メレンが位置し、南東にはカイオス砂漠が広がる。また、北部方向には天然の山城であるベオル山地が聳え、その最果ての地には黒龍が封印された竜の谷があり、人類の生存圏とは竜の長壁と呼ばれる防壁で遮られている。
バベル
迷宮の真上にそびえ立つ50階建ての白亜の摩天楼施設。迷宮の監視と管理を行うギルド保有の施設で、地下1階は広大な空間の神殿造り、20階までは公共施設や換金所や各ファミリアの商業施設が軒を構え、30階の大広間が神会の会場となる。20階以上はオラリオでも有数のファミリアの神々が住み着き、最上階にはフレイヤが住んでいる。
元の高さは周囲の建物と大して変わらなかったが、下界に降りてきた最初の神々によってわざと破壊され、そのお詫びとして再建された結果、巨大な塔になった。迷宮からあふれ出るモンスターを抑える蓋としての側面ももつ。
ダイダロス通り
オラリオの東と南東のメインストリートに挟まれた第三区画にある貧民層の広域住宅街の通称。奇人ダイダロスによる度重なる区画整理のせいで複雑な迷路構造となり、オラリオに住む者からはもう一つの迷宮と称される。イシュタルが運営する歓楽街と隣接する。

迷宮（ダンジョン）
物語の舞台のもう一つの中心となる、モンスターが産まれてくる地下迷宮。オラリオの地下に存在する階層構造の地下空間であり、下部の階層であるほど広がる円錐構造となっている。12階層までが上層、13から24階層までが中層、25から36階層までが下層、それ以下が深層と呼ばれる。下部の階層であるほどモンスターのレベルは高く、10階層から下の階層では同一地帯で瞬間的にモンスターが大量に発生する「怪物の宴」と呼ばれる現象が発生する。1、2階層を除く各階層の最奥部ににはモンスターの食料が染み出す食料庫が複数存在し、18階層や50階層のような比較的モンスターの出現し難い安全な階層もある。本編19巻時点で人間の最深到達階層は71階層であり、これよりも下層に最下層が存在する。
神々の降臨前から地上に存在し、作中では謎の存在とされる。その内部は魔石のようなもので出来ており、破壊されても勝手に修復され、壁や天井からはモンスターを産み落す。また、ヘルメスからは「神を憎んでいる」と評されたり、異端児からは「母」と評されており、作中では生きているかのように表現される。
リヴィラの街
ダンジョンの安全地帯である18階層に存在する冒険者たちが独自に作った街。アイテムの販売や戦利品が法外な価格で取引されるが、それでも持ちきれないアイテムの換金や非常事態に仕方なく立ち寄るなど利用者は多い。300回以上モンスターに破壊されては、その都度再建される。ギルドの目が届かないため、開錠薬などの地上では御禁制の品なども普通に出回る。ボールス・エルダーという左目に眼帯をつけたヒューマンの男性が、街の顔役。

クノッソス
外伝の主な舞台となるオラリオの地下に広がる巨大な人造の迷宮。ダンジョンの周りを覆う地下構造が18階層まで完成しており、ダンジョンや地上と繋がる出入口を備える。出入口には最硬精製金属の扉が設置され、その内部は超硬金属の上に魔法効果を弱体化する石材を被せた壁で覆われ、落とし穴などの罠も仕掛けられている。
千年前、奇人ダイダロスがダンジョンに勝る作品を作り上げようとして建造を始め、その狂気と執念が呪縛となって子孫たちに継承され、「ダイダロスの手記」を見たダイダロスの一族はクノッソスの拡張を強いられてきた。莫大な資金が必要となるため、ダイダロスの一族はオラリオの闇と関係をもち、バベルの通路を通らずにダンジョンへ出入りできることからイケロス・ファミリアや闇派閥らの拠点としても利用されていた。
メレン
外伝6巻の舞台となるオラリオから南西3Kの距離に位置し、巨大な汽水湖であるロログ湖に沿う港町。海路とオラリオを繋ぐ貿易港であるため異国の人と物が溢れ、漁業も盛んで港の4分の1は漁港でありニョルズ・ファミリアが管理・運営する。その昔ポセイドン・ファミリアの拠点がありオラリオの発展と共に繁栄し、ゼウスとヘラのファミリアによる「海の覇王」の討伐後、ロログ湖の底にあるダンジョンと繋がる穴は「海の覇王」の骨により封印された。
学区
本編19と20巻、外伝13巻の舞台となる移動型の教育機関。正式な名称は海上学術機関特区。超巨大船の中に複数の学術系ファミリアが存在し、神々から恩恵を受けた教師と学生により運営される。世界中から子供を募って優秀な人材を育てることを目的とし、ギルドからも支援を受けており定期的にメレンに入港する。オラリオ外のモンスターによる問題にも対処しており、黒竜が封印された竜の谷も監視している。教師の一人であるレオン・ヴァーデンベルクはオッタルと並ぶLv.7の実力を有し、現代の英雄と呼ばれる。

## 制作背景

### 小説作品

#### 経緯
作者である大森は、当時、ひとつの題材として確立されていたダンジョンを舞台とする作品の魅力に取り憑かれ、ギリシャ神話などを調べ上げて本作品の原型である『ダンジョンに出会いを求めるのは間違っているだろうか』を小説投稿サイト「Arcadia」にて執筆していた。小説投稿サイトの読者から商業化を希望するコメントもあり、その気になって『ファミリア・ミィス』というタイトルに変更して第4回GA文庫大賞に応募し、大森の応募作はGA文庫史上初の大賞を受賞し、2013年にタイトルを元に戻して本作品が書籍化された。
GA文庫の編集部に所属する小瀧は、作者の大森と会うまでは、大森の応募作が小説投稿サイトに投稿されていた作品であるとは知らなかった。小瀧によれば、大森の応募作は、壮大な世界観にキャッチーな所もあり、伝説をなぞった美しき女神らが登場する豪華な所や、王道のファンタジーに今風の感覚も備わっている所が評価され、満場一致で大賞に選ばれた。また、小瀧は、本作品のイラストを担当するヤスダスズヒトについて、かつて彼が担当した『スカーレット・ソード』という作品のイラストが印象に残り、彼を「ファンタジーでも何でも魅力的に描けるすごい人」と評価し、本作品の特徴である美しく妖しげなキャラクターたちの持つ憂いな表情を描くイラストレータとして最適と考えて採用したと述べている。
GA文庫の編集者である宇佐美亮祐によれば、原作10周年記念の企画である「12か月連続刊行」（最終的には13か月）は作者の大森による発案であり、その執筆力に驚くと共に、一つのシリーズでの連続刊行では最長記録ではないかと述べている。

#### 着想
本作品の着想は、ギリシャ神話のミノタウロスと戦う主人公から始まっており、ミノタウロスは本作品において重要な役割を担うモンスターであり、本作品はヒロインのアイズがダンジョンでミノタウロスに襲われた主人公のベルを救うエピソードで幕を開ける。作者はベルの最初の冒険となる本編3巻のミノタウロス戦を非常に力を入れて執筆しており、ベルの初めてのライバルとして本編10巻で登場したミノタウロスの異端児をヒロインに位置付けている。
また、主人公であるベルの原型は、作者が気まぐれから考えて作成した、『不思議の国のアリス』の白ウサギとアリスの関係を逆にしたお蔵入りの小説であり、この作品では白ウサギに対応するベルが、アリスに対応するアイズを追いかける、という関係となっている。また、作者が『ダンまち』を投稿する前に読んでいた七位連一著のライトノベル『地を駆ける虹』に登場する主人公ネイブのDNAを引き継いでいるかもしれないと作者は述べている。

#### プロット
物語のプロットは、作者が小説投稿サイトに投稿していた当時から変化しておらず、当時の構想に従い最終話に向けて物語は進んでおり、本編16巻時点で全体の約7割程度が描かれている。ただし、本編9巻から11巻で描かれた異端児編は商業誌になったからこそ生まれエピソードであり、さらに本編12巻は異端児編で作者の想像を超えたベルの成長を具体的に示すために作成されており、当時の構成には全くなかったエピソードである。このように、物語が進むにつれて巻数が増えたりページ数が増えており、本編14巻はGA文庫史上最長となる640ページの分量となっている。本編17巻は当初の想定では無かった内容だが、フレイヤの愛と情念の重さを描くために作られたエピソードであり、また、これに続く本編18巻も14巻とほぼ同じページ数となったが、これは読者に一気に読んでもらう作者の意向から、GA文庫の体裁を変えてまで出版された。

### メディアミックス作品

#### ゲーム
CEDEC2019において、ゲーム『クロス・イストリア』および『メモリア・フレーゼ』に関して、株式会社グリーの野澤武人、小泉義英、武田豊がライセンス、プロモーション、プロデュースの立場から制作経緯などについて発表した。本発表によれば、漫画原作のものが一巡していた2014年当時、グリーでは新しくゲーム化可能な漫画に代わるコンテンツを開拓しており、この中でライトノベルとして注目されていた本作品が抜擢されたとされる。2015年にアニメ第1期が放映されて世界的な人気となり、同アニメの放映終了後の半年ほど後にブラウザゲームとして『クロス・イストリア』がリリースされた。
野澤らによれば、『クロス・イストリア』の成功によって本作品を原作とするネイティブゲーム化の構想が進み、この中でロールプレイングゲームをそのままを題材にしたかのような本作品の内容や、性格が立った多くのキャラクターが登場して戦闘にも参加するという本作品の特徴からスマートフォンゲームが最適と考え、市場調査の結果から戦闘よりキャラクターの成長や物語にゲーム性を振ると決めた。また、原作や漫画版のファンおよびアニメから入ったファンを第一のターゲットと設定し、出演する声優のファンを第二のターゲットして開発を進めたと述べている。アニメ第2期が放送された2017年に『メモリア・フレーゼ』をリリースし、Twitterやラジオ番組を活用してターゲットを囲い込み、アニメ放送終了後はYouTubeを活用してユーザーをゲームに定着させることに取り組んだとも述べている。
『メモリア・フレーゼ』のリリース後、監修のボリュームが非常に多くなったために原作者である大森との認識の齟齬が増えたことから、これを解決するために原作者側とゲーム制作側で企画協力の体制を築き、定期的に企画会議を行うことを試みた。この取り組みが功を奏して、ゲーム内容に関する議論が深まり生産性も向上して、原作側との距離が一気に縮まるという好循環が生まれとされる。グリーがアニメ制作に出資してゲーム制作側もアニメの製作委員会に参画するようになり、共同製作者として本作品に直接関与するようになった。

## 社会的評価

### 小説作品
| シリーズ累計発行部数の推移 | シリーズ累計発行部数の推移 |
| -------------------------- | -------------------------- |
| 2016年3月                  | 370万部                    |
| 2019年6月                  | 1200万部                   |
| 2024年3月                  | 1700万部                   |
| 2025年5月                  | 2000万部                   |

2013年1月の刊行以来、2025年5月時点で、シリーズ累計発行部数はGA文庫史上初となる2000万部を突破している。海外では、英語、フランス語、中国語（簡体字・繁体字）、イタリア語、ベトナム語、韓国語など合計11か国語の翻訳版が展開されている

#### 10周年記念
原作発売から2023年1月で10年にあたり、これに合わせて10周年記念・10大プロジェクトが行われた。内容は、原作を含む関連小説の連続刊行、記念小説の公開、原作合計10巻の期間限定での無料公開、各種イベント（「冒険者選抜中央試験（ダンまちセンター試験）」、オンライン展示会）の開催に加え、原作者、イラスト担当者、漫画の作者、小説やアニメ、ゲームのスタッフなどからのお祝いメッセージの公開、新作ゲーム『バトル・クロニクル』の開始などである。
小説の連続刊行では、2022年10月から2023年10月まで都合13冊が毎月発売された。具体的には、本編18巻と19巻、外伝13巻と14巻、ファミリアクロニクルの1冊に加え、ゲーム『メモリア・フレーゼ』のシナリオである『アルゴノゥト』全2冊および『アストレ・レコード』全3冊が書籍化され、さらに『掌編集』全2冊と『オラリオ・ストーリーズ』が1冊が刊行された。この期間内に発売された本編18巻はAmazonの和書ランキングで1位となり、楽天ブックスの週刊ランキング(2023年4月10日から同4月16日）では10位以内のうち『ダンまち』シリーズが5作品を占めた。

#### 受賞歴・人気
本作品は、2012年に初のGA文庫大賞を受賞し、『Google Playブックベストof 2013』でベストラノベに選ばれ、2014年の『第3回ラノベ好き書店員大賞』における大賞受賞、2015年の『BOOK☆WALKER大賞』、2016年の『第2回SUGOI JAPAN Award』におけるラノベ部門1位などの受賞歴がある。また、宝島社が毎年発行する『このライトノベルがすごい!』では、2014年に作品部門で4位および新作部門で1位、2016年に8位、同文庫部門では2018年に9位を獲得しており、2020年に発表された「2010年代総合ランキング」では第4位になった。
2019年に行われたPR_TIMESによる調査では読者の95%が男性であり、読者の年齢分布は30代と40代が32%、50代が23%とされる。また、BOOK☆WALKERが発表している年間電子書籍ランキング（ライトノベル部門）では、2014年から2023年において2014年と2022年を除いて3位以上にランキングしており、2023年12月にBOOK☆WALKERが、サービス開始13周年の間に読まれた本のランキングを発表しており、本作品は3位になっている。本作品には多くのキャラクターが登場するが、キャラクターの各種人気投票ではリュー・リオンが1位にランキングされる。
|            | 2014年 | 2015年 | 2016年 | 2017年 | 2018年 | 2019年 | 2020年 | 2021年 | 2022年   | 2023年 |
| ---------- | ------ | ------ | ------ | ------ | ------ | ------ | ------ | ------ | -------- | ------ |
| ランキング | 19位   | 1位    | 1位    | 2位    | 3位    | 2位    | 2位    | 1位    | ランク外 | 3位    |

### メディアミックス作品

#### ゲーム
2015年12月にリリースされ2023年4月にサービスが終了した『クロス・イストリア』は、「GREE Platform Award 2015」にて最優秀ルーキー賞を受賞した。
2017年6月にリリースされ2024年6月にサービスが終了した『メモリア・フレーゼ』は、2023年8月までに世界累計で1.7億ドルの収益を上げており、収益のシェアは日本が1位で76％であり、2位はアメリカ、3位は台湾であった。ベル役の松岡禎丞がアフレコした台詞数が1万175ワードに達しており、2019年6月17日に行われたイベントにおいて、松岡に対し「一人の声優によりモバイルゲームに提供されたセリフの最多数」という内容でギネス世界記録に認定されたことが発表、松岡禎丞に認定証が贈られている。
2023年8月に世界中に同時リリースされた『バトル・クロニクル』はリリースから1か月間の収益で800万ドルを超え、収益のシェアは日本が1位で77％であり、2位はアメリカ、3位は台湾となった。

## 既刊一覧
大森藤ノ（著）、ソフトバンククリエイティブ→SBクリエイティブ〈GA文庫〉。

### 本編（小説）
ダンジョンに出会いを求めるのは間違っているだろうか
ベル・クラネルを主人公とした本作品の本編となる作品。イラストはヤスダスズヒト。
|     | 初版第一刷発行日 | 発売日         | ISBN                                          | 備考                                         |
| --- | ---------------- | -------------- | --------------------------------------------- | -------------------------------------------- |
| 1.  | 2013年1月31日    | 2013年1月15日  | 978-4-7973-7280-9                             |                                              |
| 2.  | 2013年2月28日    | 2013年2月15日  | 978-4-7973-7307-3                             |                                              |
| 3.  | 2013年5月31日    | 2013年5月15日  | 978-4-7973-7362-2 978-4-7973-7360-8（限定版） | 限定版：書き下ろし短編小説& ゲストイラスト集 |
| 4.  | 2013年12月1日    | 2013年12月14日 | 978-4-7973-7514-5 978-4-7973-7515-2（限定版） | 限定版：小冊子                               |
| 5.  | 2014年5月31日    | 2014年5月15日  | 978-4-7973-7714-9                             |                                              |
| 6.  | 2014年11月30日   | 2014年11月15日 | 978-4-7973-8058-3 978-4-7973-8059-0（限定版） | 限定版：小冊子                               |
| 7.  | 2015年4月30日    | 2015年4月15日  | 978-4-7973-8311-9 978-4-7973-8221-1（限定版） | 限定版：ドラマCD                             |
| 8.  | 2015年6月30日    | 2015年6月15日  | 978-4-7973-8314-0 978-4-7973-8313-3（限定版） | 限定版：【ヘスティア】グラフィグ             |
| 9.  | 2015年9月30日    | 2015年9月15日  | 978-4-7973-8500-7                             |                                              |
| 10. | 2016年5月31日    | 2016年5月14日  | 978-4-7973-8677-6 978-4-7973-8678-3（限定版） | 限定版：小冊子                               |
| 11. | 2016年10月31日   | 2016年10月15日 | 978-4-7973-8812-1 978-4-7973-8813-8（限定版） | 限定版：ドラマCD                             |
| 12. | 2017年5月31日    | 2017年5月25日  | 978-4-7973-9280-7                             |                                              |
| 13. | 2018年2月28日    | 2018年2月15日  | 978-4-7973-9356-9 978-4-7973-9357-6（限定版） | 限定版：ドラマCD                             |
| 14. | 2018年12月31日   | 2018年12月15日 | 978-4-7973-9620-1                             |                                              |
| 15. | 2019年6月30日    | 2019年6月15日  | 978-4-7973-9622-5                             |                                              |
| 16. | 2020年10月31日   | 2020年10月14日 | 978-4-8156-0756-2                             |                                              |
| 17. | 2021年4月30日    | 2021年4月22日  | 978-4-8156-0981-8                             |                                              |
| 18. | 2023年1月31日    | 2023年1月24日  | 978-4-8156-1371-6 978-4-8156-1871-1（限定版） | 限定版：小冊子                               |
| 19. | 2023年9月30日    | 2023年9月15日  | 978-4-8156-1970-1 978-4-8156-2122-3（限定版） | 限定版：小冊子                               |
| 20. | 2024年12月31日   | 2024年12月15日 | 978-4-8156-2869-7 978-4-8156-3073-7（限定版） | 限定版：小冊子                               |

### 外伝（小説）
ダンジョンに出会いを求めるのは間違っているだろうか外伝 ソード・オラトリア
アイズ・ヴァレンシュタインを主人公にした派生作品。イラストははいむらきよたか。13巻以降はレフィーヤ・ウィリディスが物語の中心となる。
|     | 初版第一刷発行日 | 発売日         | ISBN                                          | 備考             |
| --- | ---------------- | -------------- | --------------------------------------------- | ---------------- |
| 1.  | 2014年1月31日    | 2014年1月15日  | 978-4-7973-7553-4 978-4-7973-7554-1（限定版） | 限定版：小冊子   |
| 2.  | 2014年6月30日    | 2014年6月13日  | 978-4-7973-7716-3                             |                  |
| 3.  | 2014年12月31日   | 2014年12月15日 | 978-4-7973-8203-7 978-4-7973-8150-4（限定版） | 限定版：小冊子   |
| 4.  | 2015年5月31日    | 2015年5月15日  | 978-4-7973-8312-6                             |                  |
| 5.  | 2015年10月31日   | 2015年10月15日 | 978-4-7973-8508-3                             |                  |
| 6.  | 2016年6月30日    | 2016年6月15日  | 978-4-7973-8846-6                             |                  |
| 7.  | 2016年12月31日   | 2016年12月15日 | 978-4-7973-8934-0 978-4-7973-8935-7（限定版） | 限定版：小冊子   |
| 8.  | 2017年4月30日    | 2017年4月15日  | 978-4-7973-9234-0 978-4-7973-9042-1（限定版） | 限定版：ドラマCD |
| 9.  | 2017年6月30日    | 2017年6月15日  | 978-4-7973-9281-4                             |                  |
| 10. | 2018年5月31日    | 2018年5月15日  | 978-4-7973-9460-3 978-4-7973-9623-2（限定版） | 限定版：ドラマCD |
| 11. | 2019年1月31日    | 2019年1月15日  | 978-4-8156-0026-6                             |                  |
| 12. | 2019年7月31日    | 2019年7月12日  | 978-4-8156-0264-2                             |                  |
| 13. | 2023年2月28日    | 2023年2月15日  | 978-4-8156-0982-5                             |                  |
| 14. | 2023年3月15日    | 2023年3月15日  | 978-4-8156-1434-8 978-4-8156-1872-8（限定版） | 限定版：小冊子   |
| 15. | 2025年1月31日    | 2025年1月12日  | 978-4-8156-2870-3 978-4-8156-3074-4（限定版） | 限定版：小冊子   |

### ファミリアクロニクル（小説）
ダンジョンに出会いを求めるのは間違っているだろうか ファミリアクロニクル
本編では掘り起こしきれないキャラクターたちの過去に触れていく外伝シリーズ。イラストはニリツ。
| サブタイトル    | 初版第一刷発行日 | 発売日         | ISBN              | 備考 |
| --------------- | ---------------- | -------------- | ----------------- | ---- |
| episodeリュー   | 2017年3月31日    | 2017年3月15日  | 978-4-7973-9080-3 |      |
| episodeフレイヤ | 2019年12月31日   | 2019年12月12日 | 978-4-8156-0464-6 |      |
| episodeリュー2  | 2023年10月31日   | 2023年10月14日 | 978-4-8156-2369-2 |      |

### アストレア・レコード（小説）
アストレア・レコード 邪悪胎動 ダンジョンに出会いを求めるのは間違っているだろうか 英雄譚
ゲーム『メモリア・フレーゼ』の長編シナリオ『偉大冒険譚 アストレア・レコード』に改稿を加えたシリーズ。イラストはかかげ。
|    | 初版第一刷発行日 | 発売日         | ISBN                                          | 備考           |
| -- | ---------------- | -------------- | --------------------------------------------- | -------------- |
| 1. | 2022年10月31日   | 2022年10月14日 | 978-4-8156-1017-3                             |                |
| 2. | 2022年11月30日   | 2022年11月12日 | 978-4-8156-1018-0                             |                |
| 3. | 2022年12月31日   | 2022年12月15日 | 978-4-8156-1755-4 978-4-8156-1019-7（特装版） | 特装版：小冊子 |

### 掌編集
ダンジョンに出会いを求めるのは間違っているだろうか 掌編集
本編巻の店舗特典のショートストーリーや、限定版の短編、書き下ろし短編などを収録。イラストはニリツ。
|    | 初版第一刷発行日 | 発売日        | ISBN              | 備考 |
| -- | ---------------- | ------------- | ----------------- | ---- |
| 1. | 2023年4月30日    | 2023年4月14日 | 978-4-8156-1966-4 |      |
| 2. | 2023年5月31日    | 2023年5月15日 | 978-4-8156-1967-1 |      |

### オラリオ・ストーリーズ
ダンジョンに出会いを求めるのは間違っているだろうか オラリオ・ストーリーズ
アニメBlu-ray/DVD特典小説や書き下ろし小説をなどを収録した短編集。イラストはニリツ。
|    | 初版第一刷発行日 | 発売日        | ISBN              | 備考 |
| -- | ---------------- | ------------- | ----------------- | ---- |
| 1. | 2023年6月30日    | 2023年6月15日 | 978-4-8156-1965-7 |      |

### アルゴノゥト（小説）
アルゴノゥト ダンジョンに出会いを求めるのは間違っているだろうか 英雄譚
ゲーム『メモリア・フレーゼ』の長編シナリオ『偉大冒険譚 アルゴノゥト』に改稿を加えたシリーズ。イラストはかかげ。
|            | 初版第一刷発行日 | 発売日        | ISBN              | 備考 |
| ---------- | ---------------- | ------------- | ----------------- | ---- |
| 前章       | 2023年7月31日    | 2023年7月14日 | 978-4-8156-1968-8 |      |
| 後章       | 2023年8月31日    | 同日発売      | 978-4-8156-1969-5 |      |
| 豪華特装版 |                  | 2023年8月31日 | 978-4-8156-2144-5 |      |

## 漫画

### 本編（漫画）
ダンジョンに出会いを求めるのは間違っているだろうか
九二枝による本編のコミカライズが、『ヤングガンガン』（スクウェア・エニックス）2013年16号から連載を開始（『ガンガンONLINE』でも毎月第1木曜更新で同時掲載）。一時休載を挟んだ後、2019年18号からは作画を矢町大成に交代し連載を再開する。
|     | 初版第一刷発行日 | 発売日   | ISBN              |
| --- | ---------------- | -------- | ----------------- |
| 1.  | 2013年12月13日   | 同日発売 | 978-4-7575-4166-5 |
| 2.  | 2014年5月14日    | 同日発売 | 978-4-7575-4304-1 |
| 3.  | 2014年11月13日   | 同日発売 | 978-4-7575-4464-2 |
| 4.  | 2015年3月25日    | 同日発売 | 978-4-7575-4592-2 |
| 5.  | 2015年6月25日    | 同日発売 | 978-4-7575-4673-8 |
| 6.  | 2016年3月25日    | 同日発売 | 978-4-7575-4925-8 |
| 7.  | 2016年10月13日   | 同日発売 | 978-4-7575-5120-6 |
| 8.  | 2017年3月25日    | 同日発売 | 978-4-7575-5287-6 |
| 9.  | 2017年9月25日    | 同日発売 | 978-4-7575-5368-2 |
| 10. | 2018年6月25日    | 同日発売 | 978-4-7575-5763-5 |

ダンジョンに出会いを求めるのは間違っているだろうか II
|    | 初版第一刷発行日 | 発売日   | ISBN              |
| -- | ---------------- | -------- | ----------------- |
| 1. | 2020年7月22日    | 同日発売 | 978-4-7575-6769-6 |
| 2. | 2021年3月25日    | 同日発売 | 978-4-7575-7169-3 |
| 3. | 2021年12月25日   | 同日発売 | 978-4-7575-7647-6 |
| 4. | 2023年1月25日    | 同日発売 | 978-4-7575-8354-2 |
| 5. | 2023年11月25日   | 同日発売 | 978-4-7575-8912-4 |
| 6. | 2025年2月25日    | 同日発売 | 978-4-7575-9689-4 |

### 外伝（漫画）
ダンジョンに出会いを求めるのは間違っているだろうか 外伝 ソード・オラトリア
『月刊ガンガンJOKER』（スクウェア・エニックス）2014年6月号から連載（『ガンガンONLINE』でも毎月第4木曜更新で同時連載）。作画は矢樹貴。
|     | 初版第一刷発行日 | 発売日   | ISBN              |
| --- | ---------------- | -------- | ----------------- |
| 1.  | 2014年11月13日   | 同日発売 | 978-4-7575-4465-9 |
| 2.  | 2015年3月25日    | 同日発売 | 978-4-7575-4593-9 |
| 3.  | 2015年5月15日    | 同日発売 | 978-4-7575-4465-9 |
| 4.  | 2015年10月14日   | 同日発売 | 978-4-7575-4767-4 |
| 5.  | 2016年3月25日    | 同日発売 | 978-4-7575-4926-5 |
| 6.  | 2016年10月13日   | 同日発売 | 978-4-7575-5121-3 |
| 7.  | 2017年3月25日    | 同日発売 | 978-4-7575-5289-0 |
| 8.  | 2017年4月13日    | 同日発売 | 978-4-7575-5361-3 |
| 9.  | 2017年6月13日    | 同日発売 | 978-4-7575-5369-9 |
| 10. | 2018年2月13日    | 同日発売 | 978-4-7575-5559-4 |
| 11. | 2018年5月15日    | 同日発売 | 978-4-7575-5712-3 |
| 12. | 2019年2月13日    | 同日発売 | 978-4-7575-5907-3 |
| 13. | 2019年2月13日    | 同日発売 | 978-4-7575-6005-5 |
| 14. | 2019年7月12日    | 同日発売 | 978-4-7575-6203-5 |
| 15. | 2019年12月12日   | 同日発売 | 978-4-7575-6432-9 |
| 16. | 2020年7月22日    | 同日発売 | 978-4-7575-6702-3 |
| 17. | 2020年11月21日   | 同日発売 | 978-4-7575-6941-6 |
| 18. | 2021年3月25日    | 同日発売 | 978-4-7575-7170-9 |
| 19. | 2021年12月25日   | 同日発売 | 978-4-7575-7645-2 |
| 20. | 2021年12月25日   | 同日発売 | 978-4-7575-7646-9 |
| 21. | 2022年3月22日    | 同日発売 | 978-4-7575-7830-2 |
| 22. | 2022年7月22日    | 同日発売 | 978-4-7575-8032-9 |
| 23. | 2023年1月25日    | 同日発売 | 978-4-7575-8352-8 |
| 24. | 2023年1月25日    | 同日発売 | 978-4-7575-8353-5 |
| 25. | 2023年6月12日    | 同日発売 | 978-4-7575-8620-8 |
| 26. | 2023年11月25日   | 同日発売 | 978-4-7575-8914-8 |
| 27. | 2024年3月22日    | 同日発売 | 978-4-7575-9113-4 |
| 28. | 2024年9月21日    | 同日発売 | 978-4-7575-9427-2 |
| 29. | 2024年11月21日   | 同日発売 | 978-4-7575-9519-4 |
| 30. | 2025年2月25日    | 同日発売 | 978-4-7575-9690-0 |
| 31. | 2025年7月22日    | 同日発売 | 978-4-7575-9962-8 |

### ファミリアクロニクル（漫画）
ダンジョンに出会いを求めるのは間違っているだろうか ファミリアクロニクル episodeリュー
『ガンガンONLINE』において2017年2月23日から2018年10月25日まで連載。作画は桃山ひなせ。
|    | 初版第一刷発行日 | 発売日   | ISBN              |
| -- | ---------------- | -------- | ----------------- |
| 1. | 2017年3月13日    | 同日発売 | 978-4-7575-5270-8 |
| 2. | 2017年7月22日    | 同日発売 | 978-4-7575-5401-6 |
| 3. | 2017年11月22日   | 同日発売 | 978-4-7575-5518-1 |
| 4. | 2018年3月22日    | 同日発売 | 978-4-7575-5656-0 |
| 5. | 2018年7月21日    | 同日発売 | 978-4-7575-5784-0 |
| 6. | 2018年12月13日   | 同日発売 | 978-4-7575-5908-0 |

ダンジョンに出会いを求めるのは間違っているだろうか ファミリアクロニクル episodeフレイヤ
『マンガUP!』において2020年10月2日から2023年11月17日（プレミアム公開）まで連載。作画は桃山ひなせ。
|    | 初版第一刷発行日 | 発売日   | ISBN              |
| -- | ---------------- | -------- | ----------------- |
| 1. | 2021年12月25日   | 同日発売 | 978-4-7575-7649-0 |
| 2. | 2022年7月22日    | 同日発売 | 978-4-7575-8033-6 |
| 3. | 2023年1月25日    | 同日発売 | 978-4-7575-8355-9 |
| 4. | 2023年7月12日    | 同日発売 | 978-4-7575-9086-1 |
| 5. | 2024年3月22日    | 同日発売 | 978-4-7575-8669-7 |

### その他（漫画）
ダンジョンに出会いを求めるのは間違っているだろうか4コマ【神様の日常】
『ガンガンONLINE』において2014年8月14日より2015年5月14日まで毎月第2・第4木曜日更新で連載された。2016年5月19日からはシーズン2が2017年5月18日まで毎月第1・第3木曜日更新で連載された。作画はタカムラマサヤ。
|    | 初版第一刷発行日 | 発売日   | ISBN              |
| -- | ---------------- | -------- | ----------------- |
| 1. | 2015年5月15日    | 同日発売 | 978-4-7575-4639-4 |
| 2. | 2017年5月23日    | 同日発売 | 978-4-7575-5356-9 |

ダンまち4コマ そもそもダンジョンにもぐるのが間違いではないだろうか
『ヤングガンガン』（スクウェア・エニックス）2014年22号から2015年12号まで連載され、2016年9号から2017年5号まで2ndシーズンが連載された。作画はちょぼらうにょぽみ。
|    | 初版第一刷発行日 | 発売日   | ISBN              |
| -- | ---------------- | -------- | ----------------- |
| 1. | 2015年6月25日    | 同日発売 | 978-4-7575-4674-5 |
| 2. | 2017年3月25日    | 同日発売 | 978-4-7575-5288-3 |

ダンジョンに出会いを求めるのは間違っているだろうか 公式アンソロジーコミック
SBクリエイティブより発売。執筆者は、明地雫、アシズキ、うさみするが、FCT、桐灰きねそ、銀一、こうましろ、さんた茉莉、スミヤ、tenkla、脳みそホエホエ、みぶなつき、わたのん。
|    | 初版第一刷発行日 | 発売日   | ISBN              |
| -- | ---------------- | -------- | ----------------- |
| 1. | 2015年10月15日   | 同日発売 | 978-4-7973-8556-4 |

ダンジョンに出会いを求めるのは間違っているだろうか〜メモリア・フレーゼ〜 聖夜の夢想歌
『マンガUP!』にて2021年10月21日から2023年11月11日（プレミアム・先読みではもっと前）まで連載。イベント「聖夜の夢想歌」の話をコミカライズした内容。漫画は汐村友が担当。
|    | 初版第一刷発行日 | 発売日   | ISBN              |
| -- | ---------------- | -------- | ----------------- |
| 1. | 2021年12月25日   | 同日発売 | 978-4-7575-7648-3 |
| 2. | 2022年7月22日    | 同日発売 | 978-4-7575-5288-3 |
| 3. | 2023年2月7日     | 同日発売 | 978-4-7575-8382-5 |
| 4. | 2023年11月25日   | 同日発売 | 978-4-7575-8913-1 |

## アニメ
本編のテレビアニメは、第1期が2015年4月から6月までTOKYO MXほかにて放送され、第2期が2019年7月から9月まで、第3期が2020年10月から12月まで、第4期が2022年7月から2023年3月まで放送され、第5期が2024年秋から放送された。
外伝『ソード・オラトリア』のテレビアニメは、2017年4月から7月までTOKYO MXほかにて放映された。また、オリジナルストーリーで構成された劇場版アニメ『オリオンの矢』は2019年2月15日に公開された。

## ゲーム

### コンピュータゲーム
『ダンジョンに出会いを求めるのは間違っているだろうか クロス・イストリア』
GREEでフィーチャーフォンとスマートフォン用に2015年12月4日より提供され、その後、Mobage、dゲーム、Amebaでも配信されていたほか、PC用のGREEにも対応した。また、iOSとAndroid用のネイティブアプリ版が2017年3月23日に配信された。このネイティブアプリ版では、アニメの声優陣による録り下ろしのキャラクターボイスやBGMなどが実装されている。プレイヤーはヘスティア・ファミリアの新人冒険者となり、「ガチャ」で獲得したキャラクターでパーティを組み、ダンジョンでモンスターを倒したり、モンスターフィリアと呼ばれる闘技場で他の冒険者と競ったりする。配信サービスは約7年4か月続き、2023年4月29日に終了した。
『ダンジョンに出会いを求めるのは間違っているだろうか 〜メモリア・フレーゼ〜』
Wright Flyer Studios社により制作され、iOS/Android用アプリゲームとして2017年6月19日より配信された。ジャンルは「少年（ベル）と駆け抜けるRPG」。原作者完全監修の、アニメシナリオ拡張版（全くアニメ化されていないエピソードを含む）とオリジナルストーリーから成り、「ギャグ4、シリアス3、原作で描かれていない部分3」のバランスで構成されており、全編録り下ろしフルボイスである。プレーヤーは「ガチャ」などで獲得したキャラクターでパーティを編成し、ストーリーを攻略したり、戦争遊戯（ウォーゲーム）や栄光挑戦（レコードバスター）の攻略などに挑戦したりする。略称は『ダンメモ』。
2017年8月に公式YouTubeチャンネルが開設され、2018年7月にはゲーム実況アプリMirrativとコラボした企画も行っている。また、期間限定のコラボレーション企画が展開され、『キノの旅』、『進撃の巨人』、『デート・ア・ライブ』、『ゴブリンスレイヤー』、『ストライク・ザ・ブラッド IV』、『アナザーエデン 時空を超える猫』、『処刑少女の生きる道』との間で実施された。
2020年5月には世界ダウンロード数が1500万を突破し、同年9月から中国にも配信が開始され、ダウンロード数は全世界で2000万を越えた。また、2022年には『ダンメモ』の発売3周年記念として配信された『偉大冒険譚 アストレア・レコード』の内容が原作者により改稿されてGA文庫から書籍化され、2023年には『ダンまち』シリーズの発売10年記念としてGA文庫より『偉大冒険譚 アルゴノゥト』が書籍化された。
2024年6月24日をもってサービスを終了し、同日よりオフラインで一部シナリオの閲覧等が可能なメモリアルアプリの配信が開始された。
発売記念作品
2018年から2023年時点まで、毎年6月に原作者が完全監修したシナリオが発売記念として公開され、内容は原作では明かされていない作品世界の逸話や過去の英雄譚などを題材とした長編で構成される。これらの作品では、原作に深く関係する設定なども新しく公開され、例えば、『偉大冒険譚 アストレア・レコード』では、ベルの出生が初めて明かされる。
| 配信   | 記念  | タイトル                          | 構成   | 内容                                                                           |
| ------ | ----- | --------------------------------- | ------ | ------------------------------------------------------------------------------ |
| 2018年 | 1周年 | 偉大冒険譚 グランド・ディ         | 前後編 | ゼウス・ファミリアとヘラ・ファミリアによる陸の王者の討伐を描く物語             |
| 2019年 | 2周年 | 偉大冒険譚 アルゴノゥト           | 前後編 | 原作中の英雄譚「アルゴノゥト」を題材とする物語                                 |
| 2020年 | 3周年 | 偉大冒険譚 アストレア・レコード   | 3部作  | オラリオの暗黒期における、アストレア・ファミリアの物語                         |
| 2021年 | 4周年 | 偉大冒険譚 アエデス・ウェスタ     | 3部作  | 劇場アニメの舞台となった聖域オリンピアにおける、ヘスティアを主人公とする物語。 |
| 2022年 | 5周年 | 偉大冒険譚 ナイツ・オブ・フィアナ | 3部作  | 原作中の古の英雄「フィアナ騎士団」を題材とする物語                             |
| 2023年 | 6周年 | 偉大冒険譚 オルギアス・サガ       | 3部作  | 外伝『ソード・オラトリア』の第12巻で描かれたオラリオの総力戦                   |

公式YouTubeチャンネル
『ダンまち情報局オラジオZ』
『ダンメモ』を中心に『ダンまち』関連の情報が毎週放送される情報番組。2017年9月26日に放送が開始され、2018年6月9日にはアプリリリース1周年を記念した公開生放送がニコファーレにて行われ、同年9月21日には放送開始1周年を記念した公開生放送が行われた。
番組開始時のパーソナリティは木村珠莉（レフィーヤ役）と高橋未奈美（ティオネ役）。2018年10月2日の放送から高橋が村川梨衣（ティオナ役）へ交代。第77回 2019年6月26日の放送では、第1回から全番組に出演してきた木村が村川と共にパーソナリティを卒業した。第78回 2019年7月2日の放送から第142回 2020年12月29日の放送までは、石上静香（シル役）と千菅春香（春姫役）がパーソナリティーを務めた。
『水瀬いのりと大西沙織のPick Up Girls!』
水瀬いのり（ヘスティア役）と大西沙織（アイズ役）によるトーク番組。2017年10月6日から放送され、2018年1月18日の放送から放送時間が短縮され、第33回 となる2018年5月25日まで配信され、2019年9月7日から1年4か月ぶりに4回分が放送された。

『ダンジョンに出会いを求めるのは間違っているだろうか オラリオ・ラプソディア』
Yahoo!ゲームで2017年11月21日から2019年5月15日まで配信。ジャンルは「神生活（シンセイカツ）RPG」。クエスト形式のブラウザゲーム。プレイヤーは新たにオラリオに降臨した神となり、降臨直後に出会いを果たしたエマ・フローレス（CV:三澤紗千香）（オリジナルキャラクター）を眷族としてファミリアを結成し、神友（しんゆう）で先輩のディア（オリジナルキャラクター）や、ヘスティアとそのファミリアの面々らから助言・助力をもらって、ファミリアを大きくしていく。
『ダンジョンに出会いを求めるのは間違っているだろうか インフィニト・コンバーテ』
MAGES.より2019年11月28日に発売されたPlayStation 4・PlayStation Vita・Nintendo Switch・Windows用ソフト。ジャンルは「ダンジョン探索型アクションRPG」。プレイヤーはベルとアイズを操作して数々のクエストを進め、ダンジョンを攻略しながらキャラクターの成長を楽しむ内容となっている。ベルとアイズのメインストーリをクリアした後、温泉、添い寝、お出かけなどのイベントをこなすエクストラモードが実装されている。
週刊ファミ通 2019年12月5日号（No.1616）の40点満点のクロスレビューでは24点だった。

『ダンジョンに出会いを求めるのは間違っているだろうか バトル・クロニクル』
Aimingにより開発・運営されるスマートフォン（Andoroid/iOS）およびPC（Windows）向けのバトルアクションRPG。2023年8月24日に全世界81ヶ国・地域にてサービスを開始。PlayStation版は2024年2月14日よりサービス開始。
3Dグラフィックで描かれたキャラクターを操作し、『ダンまち』の物語や名バトルを追体験することができる。また、自分以外は全員敵のバトルロイヤル「魔石争奪戦」やオートプレイ対戦「闘技大会」などのコンテンツが含まれる。略称は『ダンクロ』。
2023年8月から1か月間のダウンロードのシェアは日本が1位で53％であり、2位は韓国、3位はアメリカとなり、2023年10月の時点で、全世界のダウンロード数は300万を超えた。
2025年9月29日をもってサービスを終了予定。スマートフォン版についてはサービス終了後にオフライン版へのアップーデートが予定されている。

『ダンジョンに出会いを求めるのは間違っているだろうか 水と光のフルランド』
ブシロードゲームズより2025年3月13日に発売されたNintendo Switch/Steam用ゲームソフト。ジャンルはアクションRPG。当初の発売予定日は2025年2月27日としていたが、テレビアニメ第5期の放送再開に伴い最終回放送後に合わせる形で変更された。

### 体感型ゲーム
『ダンまち緊急ミッション』
東京アニメセンター in DNPプラザを会場に2019年4月18日より5月12日まで開催。ジャンルはリアル宝探し。「ダンジョンに出会いを求めるのは間違っているだろうかシリーズ企画展」の企画のひとつで、その入場料込みで参加キットを販売。プレイヤーは、ギルドに現れたヘスティアによる、彼女のファミリアに所属する団員・ベルのために最近新しく発見された未開の地を調査してきて欲しいという依頼を受けて、貴重な原石が群生しているというその地へ、一介の冒険者として足を踏み入れるという設定の元に、会場を囘り謎を解く。
『ヘスティア・ファミリアの借金返済大作戦』
GAMEシルクハット川崎ダイスおよび神奈川県川崎市周辺を開催地として2019年9月21日より2020年5月10日まで開催。ジャンルはリアル宝探し。川崎のアミューズメント施設を巡る体験型謎解きプログラム。ヒントの閲覧にインターネットに接続できるスマートフォンが必要だった。借金返済にいそしむヘスティア・ファミリアがひょんなことから新たな借金を抱えてしまい、ファミリアが潰れてしまう危機に陥り、プレイヤーは一介の冒険者としてその窮地を乗り切るためにヘスティア・ファミリアの人員ベルとともに借金返済の旅に出るという設定の元に、街歩きして謎を解く。

## パチンコ・パチスロ
パチスロ
- パチスロ ダンジョンに出会いを求めるのは間違っているだろうか（2018年、北電子）[728]
- パチスロ ダンまち外伝 ソード・オラトリア（2022年、北電子）[729]
- パチスロ ダンジョンに出会いを求めるのは間違っているだろうか2（2024年、北電子）[730]

パチンコ
- Pフィーバーダンジョンに出会いを求めるのは間違っているだろうか（2022年、SANKYO）[731]
- (P/e)フィーバーダンジョンに出会いを求めるのは間違っているだろうか2（2025年、SANKYO）